# Liste der DIN-VDE-Normen/Gruppe 8
Die Liste der DIN-VDE-Normen/Gruppe 8 enthält die Normen des Verband der Elektrotechnik, Elektronik und Informationstechnik (kurz VDE), die in dessen Listen erfasst sind. Anmerkung: Die Liste erhebt keinen Anspruch auf Aktualität. Eine aktuelle Liste dieser Normen kann auf der Website vom VDE-Verlag abgerufen werden.

## Ab VDE 0800
| DIN-Notation          | VDE-Notation                        | Stand   | Norminhalt |
| --------------------- | ----------------------------------- | ------- | --- |
| DIN EN 50310          | VDE 0800-2-310                      | 2011-05 | Anwendung von Maßnahmen für Erdung und Potentialausgleich in Gebäuden mit Einrichtungen der Informationstechnik; - Deutsche Fassung EN 50310:2010 |
| DIN VDE 0800-3        | VDE 0800-3                          | 2003-12 | Informationstechnik - Teil 3: Sicherheit von Anlagen mit Fernspeisung |
| DIN VDE 0800-8        | VDE 0800-8                          | 1989-05 | Fernmeldetechnik - Anwendung der KU-Werte |
| DIN VDE 0800-9        | VDE 0800-9                          | 1989-05 | Fernmeldetechnik - KU-Werte sicherheitsbezogener Bauelemente und Isolierungen |
| DIN EN 50173-1        | VDE 0800-173-1                      | 2018-10 | Informationstechnik - Anwendungsneutrale Kommunikationskabelanlagen - Teil 1: Allgemeine Anforderungen; - Deutsche Fassung EN 50173-1:2018 |
| DIN EN 50173-2        | VDE 0800-173-2                      | 2018-10 | Informationstechnik - Anwendungsneutrale Kommunikationskabelanlagen - Teil 2: Bürobereiche; - Deutsche Fassung EN 50173-2:2018 |
| DIN EN 50173-3        | VDE 0800-173-3                      | 2018-10 | Informationstechnik - Anwendungsneutrale Kommunikationskabelanlagen - Teil 3: Industriell genutzte Bereiche; - Deutsche Fassung EN 50173-3:2018 |
| DIN EN 50173-4        | VDE 0800-173-4 Beiblatt 2           | 2013-04 | Informationstechnik – Anwendungsneutrale Kommunikationskabelanlagen - Teil 99-3: Infrastruktur von Heimverkabelungen bis zu 50 m Länge zur gleichzeitigen oder nicht-gleichzeitigen Bereitstellung von Netzanwendungen; - Deutsche Fassung CLC/TR 50173-99-3:2012 |
| DIN EN 50173-4        | VDE 0800-173-4                      | 2018-10 | Informationstechnik - Anwendungsneutrale Kommunikationskabelanlagen - Teil 4: Wohnungen; - Deutsche Fassung EN 50173-4:2018 |
| DIN EN 50173-5        | VDE 0800-173-5                      | 2018-10 | Informationstechnik – Anwendungsneutrale Kommunikationskabelanlagen - Teil 5: Rechenzentren; - Deutsche Fassung EN 50173-5:2018 |
| DIN EN 50173-6        | VDE 0800-173-6                      | 2018-10 | Informationstechnik – Anwendungsneutrale Kommunikationskabelanlagen - Teil 6: Verteilte Gebäudedienste; - Deutsche Fassung EN 50173-6:2018-10 |
| DIN EN 50174-1        | VDE 0800-174-1                      | 2015-02 | Informationstechnik – Installation von Kommunikationsverkabelung - Teil 1: Installationsspezifikation und Qualitätssicherung; Deutsche Fassung EN 50174-1:2009 + A1:2011 + A2:2014 |
| DIN EN 50174-2        | VDE 0800-174-2 Beiblatt 1           | 2015-09 | Informationstechnik – Installation von Kommunikationsverkabelung - Teil 2: Installationsplanung und Installationspraktiken in Gebäuden; Beiblatt 1: Fernspeisung; - Deutsche Fassung CLC/TR 50174-99-1:2015 |
| DIN EN 50174-2        | VDE 0800-174-2                      | 2015-02 | Informationstechnik – Installation von Kommunikationsverkabelung - Teil 2: Installationsplanung und Installationspraktiken in Gebäuden; - Deutsche Fassung EN 50174-2:2009 + A1:2011 + A1:2011/AC:2011 + A2:2014 |
| DIN EN 50174-2        | VDE 0800-174-2 Bbl 1 Berichtigung 1 | 2016-07 | Berichtigung zu DIN EN 50174-2 Beiblatt 1 (VDE 0800-174-2 Beiblatt 1):2015-09 |
| DIN EN 50174-3        | VDE 0800-174-3                      | 2014-05 | Informationstechnik – Installation von Kommunikationsverkabelung - Teil 3: Installationsplanung und Installationspraktiken im Freien; - Deutsche Fassung EN 50174-3:2013 |
| DIN EN 61918          | VDE 0800-500                        | 2014-10 | Industrielle Kommunikationsnetze - Installation von Kommunikationsnetzen in Industrieanlagen - (IEC 61918:2013, modifiziert); Deutsche Fassung EN 61918:2013 + AC:2014 |
| DIN EN 61784-5-1      | VDE 0800-500-1                      | 2015-06 | Industrielle Kommunikationsnetze – Profile - Teil 5-1: Feldbusinstallation – Installationsprofile für die Kommunikationsprofilfamilie 1 - (IEC 61784-5-1:2013); Deutsche Fassung EN 61784-5-1:2013 |
| DIN EN 61784-5-2      | VDE 0800-500-2                      | 2015-06 | Industrielle Kommunikationsnetze – Profile - Teil 5-2: Feldbusinstallation – Installationsprofile für die Kommunikationsprofilfamilie 2 - (IEC 61784-5-2:2013); Deutsche Fassung EN 61784-5-2:2013 |
| DIN EN 61784-5-3      | VDE 0800-500-3                      | 2015-06 | Industrielle Kommunikationsnetze – Profile - Teil 5-3: Feldbusinstallation – Installationsprofile für die Kommunikationsprofilfamilie 3 - (IEC 61784-5-3:2013); Deutsche Fassung EN 61784-5-3:2013 |
| DIN EN 61784-5-4      | VDE 0800-500-4                      | 2016-04 | Industrielle Kommunikationsnetze – Profile - Teil 5-4: Feldbusinstallation – Installationsprofile für die Kommunikationsprofilfamilie 4 - (IEC 61784-5-4:2010 + A1:2015); Deutsche Fassung EN 61784-5-4:2012 + A1:2015 |
| DIN EN 61784-5-6      | VDE 0800-500-6                      | 2015-06 | Industrielle Kommunikationsnetze – Profile - Teil 5-6: Feldbusinstallation – Installationsprofile für die Kommunikationsprofilfamilie 6 - (IEC 61784-5-6:2013); Deutsche Fassung EN 61784-5-6:2013 |
| DIN EN 61784-5-8      | VDE 0800-500-8                      | 2015-06 | Industrielle Kommunikationsnetze – Profile - Teil 5-8: Feldbusinstallation – Installationsprofile für die Kommunikationsprofilfamilie 8 - (IEC 61784-5-8:2013); Deutsche Fassung EN 61784-5-8:2013 |
| DIN EN 61784-5-10     | VDE 0800-500-10                     | 2016-04 | Industrielle Kommunikationsnetze – Profile - Teil 5-10: Feldbusinstallation – Installationsprofile für die Kommunikationsprofilfamilie 10 - (IEC 61784-5-10:2010 + A1:2015); Deutsche Fassung EN 61784-5-10:2012 + A1:2015 |
| DIN EN 61784-5-11     | VDE 0800-500-11                     | 2015-06 | Industrielle Kommunikationsnetze – Profile - Teil 5-11: Feldbusinstallation – Installationsprofile für die Kommunikationsprofilfamilie 11 - (IEC 61784-5-11:2013); Deutsche Fassung EN 61784-5-11:2013 |
| DIN EN 61784-5-12     | VDE 0800-500-12                     | 2016-04 | Industrielle Kommunikationsnetze – Profile - Teil 5-12: Feldbusinstallation – Installationsprofile für die Kommunikationsprofilfamilie 12 - (IEC 61784-5-12:2010 + A1:2015); Deutsche Fassung EN 61784-5-12:2012 + A1:2015 |
| DIN EN 61784-5-13     | VDE 0800-500-13                     | 2015-06 | Industrielle Kommunikationsnetze – Profile - Teil 5-13: Feldbusinstallation – Installationsprofile für die Kommunikationsprofilfamilie 13 - (IEC 61784-5-13:2013); Deutsche Fassung EN 61784-5-13:2013 |
| DIN EN 61784-5-14     | VDE 0800-500-14                     | 2015-06 | Industrielle Kommunikationsnetze – Profile - Teil 5-14: Feldbusinstallation – Installationsprofile für die Kommunikationsprofilfamilie 14 - (IEC 61784-5-14:2013); Deutsche Fassung EN 61784-5-14:2013 |
| DIN EN 61784-5-15     | VDE 0800-500-15                     | 2016-04 | Industrielle Kommunikationsnetze – Profile - Teil 5-15: Feldbusinstallation – Installationsprofile für die Kommunikationsprofilfamilie 15 - (IEC 61784-5-15:2010 + A1:2015); Deutsche Fassung EN 61784-5-15:2012 + A1:2015 |
| DIN EN 61784-5-16     | VDE 0800-500-16                     | 2015-06 | Industrielle Kommunikationsnetze – Profile - Teil 5-16: Feldbusinstallation – Installationsprofile für die Kommunikationsprofilfamilie 16 - (IEC 61784-5-16:2013); Deutsche Fassung EN 61784-5-16:2013 |
| DIN EN 61784-5-17     | VDE 0800-500-17                     | 2015-06 | Industrielle Kommunikationsnetze – Profile - Teil 5-17: Feldbusinstallation – Installationsprofile für die Kommunikationsprofilfamilie 17 - (IEC 61784-5-17:2013); Deutsche Fassung EN 61784-5-17:2013 |
| DIN EN 61784-5-18     | VDE 0800-500-18                     | 2015-06 | Industrielle Kommunikationsnetze – Profile - Teil 5-18: Feldbusinstallation – Installationsprofile für die Kommunikationsprofilfamilie 18 - (IEC 61784-5-18:2013); Deutsche Fassung EN 61784-5-18:2013 |
| DIN EN 61784-5-19     | VDE 0800-500-19                     | 2015-06 | Industrielle Kommunikationsnetze – Profile - Teil 5-19: Feldbusinstallation – Installationsprofile für die Kommunikationsprofilfamilie 19 - (IEC 61784-5-19:2013); Deutsche Fassung EN 61784-5-19:2013 |
| DIN EN 50700          | VDE 0800-700                        | 2014-05 | Informationstechnik - Standortverkabelung als Teil des optischen Zugangsnetzes von optischen Breitbandnetzen; - Deutsche Fassung EN 50700:2014 |
| DIN ISO/IEC 14763-3   | VDE 0800-763-3                      | 2014-10 | Informationstechnik – Errichtung und Betrieb von Standortverkabelung - Teil 3: Messung von Lichtwellenleiterverkabelung (ISO/IEC 14763-3:2014) |
|                       | VDE-AR-E 2800-902 Anwendungsregel   | 2014-10 | Informationstechnik - Symmetrische vierpaarige Übertragungsstrecke für Datenraten mit mindestens 40 Gbit/s |
| DIN EN 50600-1        | VDE 0801-600-1                      | 2013-05 | Informationstechnik – Einrichtungen und Infrastrukturen von Rechenzentren - Teil 1: Allgemeine Konzepte; - Deutsche Fassung EN 50600-1:2012 |
| DIN EN 50600-2-1      | VDE 0801-600-2-1                    | 2014-09 | Informationstechnik – Einrichtungen und Infrastrukturen von Rechenzentren - Teil 2-1: Gebäudekonstruktion; - Deutsche Fassung EN 50600-2-1:2014 |
| DIN EN 50600-2-2      | VDE 0801-600-2-2                    | 2014-09 | Informationstechnik – Einrichtungen und Infrastrukturen von Rechenzentren - Teil 2-2: Stromversorgung; - Deutsche Fassung EN 50600-2-2:2014 |
| DIN EN 50600-2-3      | VDE 0801-600-2-3                    | 2015-03 | Informationstechnik – Einrichtungen und Infrastrukturen von Rechenzentren - Teil 2-3: Regelung der Umgebungsbedingungen; Deutsche Fassung EN 50600-2-3:2014 |
| DIN EN 50600-2-4      | VDE 0801-600-2-4                    | 2015-07 | Informationstechnik – Einrichtungen und Infrastrukturen von Rechenzentren - Teil 2-4: Infrastruktur der Telekommunikationsverkabelung; - Deutsche Fassung EN 50600-2-4:2015 |
| DIN EN 61508          | VDE 0803 Beiblatt 1                 | 2005-10 | Funktionale Sicherheit sicherheitsbezogener elektrischer/elektronischer/programmierbarer elektronischer Systeme - Teil 0: Funktionale Sicherheit und die IEC 61508 - (IEC/TR 61508-0:2005) |
| DIN EN 61508-1        | VDE 0803-1                          | 2011-02 | Funktionale Sicherheit sicherheitsbezogener elektrischer/elektronischer/programmierbarer elektronischer Systeme - Teil 1: Allgemeine Anforderungen - (IEC 61508-1:2010); Deutsche Fassung EN 61508-1:2010 |
| DIN EN 61508-2        | VDE 0803-2                          | 2011-02 | Funktionale Sicherheit sicherheitsbezogener elektrischer/elektronischer/programmierbarer elektronischer Systeme - Teil 2: Anforderungen an sicherheitsbezogene elektrische/elektronische/programmierbare elektronische Systeme - (IEC 61508-2:2010); Deutsche Fassung EN 61508-2:2010 |
| DIN EN 61508-3        | VDE 0803-3                          | 2011-02 | Funktionale Sicherheit sicherheitsbezogener elektrischer/elektronischer/programmierbarer elektronischer Systeme - Teil 3: Anforderungen an Software - (IEC 61508-3:2010); Deutsche Fassung EN 61508-3:2010 |
| DIN EN 61508-4        | VDE 0803-4                          | 2011-02 | Funktionale Sicherheit sicherheitsbezogener elektrischer/elektronischer/programmierbarer elektronischer Systeme - Teil 4: Begriffe und Abkürzungen - (IEC 61508-4:2010); Deutsche Fassung EN 61508-4:2010 |
| DIN EN 61508-5        | VDE 0803-5                          | 2011-02 | Funktionale Sicherheit sicherheitsbezogener elektrischer/elektronischer/programmierbarer elektronischer Systeme - Teil 5: Beispiele zur Ermittlung der Stufe der Sicherheitsintegrität (safety integrity level) - (IEC 61508-5:2010); Deutsche Fassung EN 61508-5:2010 |
| DIN EN 61508-6        | VDE 0803-6                          | 2011-02 | Funktionale Sicherheit sicherheitsbezogener elektrischer/elektronischer/programmierbarer elektronischer Systeme - Teil 6: Anwendungsrichtlinie für IEC 61508-2 und IEC 61508-3 - (IEC 61508-6:2010); Deutsche Fassung EN 61508-6:2010 |
| DIN EN 61508-7        | VDE 0803-7                          | 2011-02 | Funktionale Sicherheit sicherheitsbezogener elektrischer/elektronischer/programmierbarer elektronischer Systeme - Teil 7:Überblick über Verfahren und Maßnahmen - (IEC 61508-7:2010); Deutsche Fassung EN 61508-7:2010 |
| DIN EN 61784-3        | VDE 0803-500 Beiblatt 1             | 2012-02 | Industrielle Kommunikationsnetze – Profile - Beurteilungsleitfaden für Sicherheitsgeräte, die funktional sichere Übertragung nach den Profilen der IEC 61784-3 verwenden - (IEC/TR 62685:2010); Deutsche Fassung CLC/TR 62685:2011 |
| DIN EN 61784-3        | VDE 0803-500                        | 2011-02 | Industrielle Kommunikationsnetze – Profile - Teil 3: Funktional sichere Übertragung bei Feldbussen – Allgemeine Regeln und Profilfestlegungen - (IEC 61784-3:2010); Deutsche Fassung EN 61784-3:2010 |
| DIN EN 41003          | VDE 0804-100 Beiblatt 1             | 2006-11 | Elektrische Sicherheit - Klassifizierung der Schnittstellen für den Anschluss von Geräten an Informations- und Kommunikationsnetze - (IEC/TR 62102:2005); Deutsche Fassung CLC/TR 62102:2006 |
| DIN EN 41003          | VDE 0804-100                        | 2009-04 | Besondere Sicherheitsanforderungen an Geräte zum Anschluss an Telekommunikationsnetze und/oder Kabelverteilsysteme; - Deutsche Fassung EN 41003:2008 |
| DIN EN 60950-1        | VDE 0805-1 Beiblatt 1               | 2007-05 | Sicherheitsaspekte für xDSL-Signale in Stromkreisen für den Anschluss an Telekommunikationsnetze - (DSL: digitale Teilnehmerleitung) - (IEC/TS 62367:2004); Deutsche Fassung CLC/TS 62367:2005 |
| DIN EN 60950-21       | VDE 0805-21                         | 2003-12 | Einrichtungen der Informationstechnik - Sicherheit - Teil 21: Fernspeisung - (IEC 60950-21:2002); Deutsche Fassung EN 6095021:2003 |
| DIN EN 60950-22       | VDE 0805-22                         | 2006-09 | Einrichtungen der Informationstechnik - Sicherheit - Teil 22: Einrichtungen für den Außenbereich - (IEC 60950-22:2005, modifiziert); Deutsche Fassung EN 60950-22:2006 |
| DIN EN 60950-22       | VDE 0805-22 Berichtigung 1          | 2009-02 | Berichtigung zu DIN EN 60950-22 (VDE 0805-22):2006-09; - Deutsche Fassung CENELEC-Cor.:2008 zu EN 60950-22:2006 |
| DIN EN 60950-22/A11   | VDE 0805-22/A11                     | 2009-05 | Einrichtungen der Informationstechnik – Sicherheit - Teil 22: Einrichtungen für den Außenbereich; - Deutsche Fassung EN 6095022:2006/A11:2008 |
| DIN EN 60950-22/A11   | VDE 0805-22/A11 Berichtigung 1      | 2011-07 | Berichtigung zu DIN EN 60950-22/A11 (VDE 0805-22/A11):2009-05; Deutsche Fassung CENELEC-Cor.:2009 zu EN 6095022:2006/A11:2008 |
| DIN EN 60950-23       | VDE 0805-23                         | 2006-09 | Einrichtungen der Informationstechnik - Sicherheit - Teil 23: Große Einrichtungen zur Datenspeicherung - (IEC 60950-23:2005); Deutsche Fassung EN 60950-23:2006 |
| DIN EN 60950-23       | VDE 0805-23 Berichtigung 1          | 2009-02 | Berichtigung zu DIN EN 60950-23 (VDE 0805-23):2006-09; - Deutsche Fassung CENELEC-Cor.:2008 zu EN 60950-23:2006 |
| DIN EN 50514          | VDE 0805-514                        | 2015-11 | Audio- und Video-Geräte und Einrichtungen der Informationstechnik - Stückprüfungen der elektrischen Sicherheit in der Fertigung; - Deutsche Fassung EN 50514:2014 |
| DIN EN 50563          | VDE 0806-563                        | 2014-09 | Externe AC/DC- und AC/AC-Netzteile - Bestimmung von Nulllast und durchschnittlicher Effizienz im Betrieb; - Deutsche Fassung EN 50563:2011 + A1:2013 |
| DIN EN 62018          | VDE 0806-2018                       | 2004-07 | Energieverbrauch von Einrichtungen der Informationstechnik - Messverfahren - (IEC 62018:2003); Deutsche Fassung EN 62018:2003 |
| DIN EN 62075          | VDE 0806-2075                       | 2013-07 | Audio/Video-, Informations- und Kommunikationstechnikgeräte - Umweltbewusstes Design - (IEC 62075:2012); Deutsche Fassung EN 62075:2012 + AC:2013 |
| DIN EN 62623          | VDE 0806-2623                       | 2013-07 | Desktop- und Notebook-Computer - Messung des Energieverbrauchs - (IEC 62623:2012); Deutsche Fassung EN 62623:2013 |
| DIN EN 50065-1        | VDE 0808-1                          | 2012-01 | Signalübertragung auf elektrischen Niederspannungsnetzen im Frequenzbereich 3 kHz bis 148,5 kHz - Teil 1: Allgemeine Anforderungen, Frequenzbänder und elektromagnetische Störungen -Deutsche Fassung EN 50065-1:2011 |
| DIN EN 50065-2-1      | VDE 0808-2-1                        | 2006-05 | Signalübertragung auf elektrischen Niederspannungsnetzen im Frequenzbereich 3 kHz bis 148,5 kHz - Teil 2-1: Störfestigkeitsanforderungen an Netz-Datenübertragungsgeräte und -systeme, die im Frequenzbereich 95 kHz bis 148,5 kHz betrieben werden und für den Gebrauch in Wohnbereichen, Geschäfts- und Gewerbebereichen sowie in Kleinbetrieben bestimmt sind; - Deutsche Fassung EN 50065-2-1:2003 + Corrigendum 2003 + A1:2005                                     |
| DIN EN 50065-2-2      | VDE 0808-2-2                        | 2006-05 | Signalübertragung auf elektrischen Niederspannungsnetzen im Frequenzbereich 3 kHz bis 148,5 kHz - Teil 2-2: Störfestigkeitsanforderungen an Netz-Datenübertragungsgeräte und -systeme, die im Frequenzbereich 95 kHz bis 148,5 kHz betrieben werden und für den Gebrauch im Industriebereich bestimmt sind; - Deutsche Fassung EN 50065-2-2:2003 + Corrigendum 2003 + A1:2005                                                                                           |
| DIN EN 50065-2-3      | VDE 0808-2-3                        | 2006-05 | Signalübertragung auf elektrischen Niederspannungsnetzen im Frequenzbereich 3 kHz bis 148,5 kHz - Teil 2-3: Störfestigkeitsanforderungen an Netz-Datenübertragungsgeräte und -systeme, die im Frequenzbereich 3 kHz bis 95 kHz betrieben werden und für den Gebrauch durch Stromversorgungs- und -verteilungsunternehmen bestimmt sind; - Deutsche Fassung EN 50065-2-3:2003 + Corrigendum 2003 + A1:2005                                                               |
| DIN EN 50065-4-1      | VDE 0808-4-1                        | 2002-02 | Signalübertragung auf elektrischen Niederspannungsnetzen im Frequenzbereich 3 kHz bis 148,5 kHz - Niederspannungs-Entkopplungsfilter - Fachgrundspezifikation; - Deutsche Fassung EN 50065-4-1:2001 |
| DIN EN 50065-4-2      | VDE 0808-4-2                        | 2006-02 | Signalübertragung auf elektrischen Niederspannungsnetzen im Frequenzbereich 3 kHz bis 148,5 kHz und 1,6 MHz bis 30 MHz - Teil 4-2: Niederspannungs-Entkopplungsfilter - Sicherheitsanforderungen; - Deutsche Fassung EN 50065-4-2:2001 + A1:2003 + A2:2005 |
| DIN EN 50065-4-3      | VDE 0808-4-3                        | 2003-06 | Signalübertragung auf elektrischen Niederspannungsnetzen im Frequenzbereich 3 kHz bis 148,5 kHz - Teil 4-3: Niederspannungs-Entkopplungsfilter - Eingangsfilter; - Deutsche Fassung EN 50065-4-3:2003 |
| DIN EN 50065-4-4      | VDE 0808-4-4                        | 2003-06 | Signalübertragung auf elektrischen Niederspannungsnetzen im Frequenzbereich 3 kHz bis 148,5 kHz - Teil 4-4: Niederspannungs-Entkopplungsfilter - Impedanzfilter; - Deutsche Fassung EN 50065-4-4:2003 |
| DIN EN 50065-4-5      | VDE 0808-4-5                        | 2003-06 | Signalübertragung auf elektrischen Niederspannungsnetzen im Frequenzbereich 3 kHz bis 148,5 kHz - Teil 4-5: Niederspannungs-Entkopplungsfilter - Segmentierungsfilter; - Deutsche Fassung EN 50065-4-5:2003 |
| DIN EN 50065-4-6      | VDE 0808-4-6                        | 2005-02 | Signalübertragung auf elektrischen Niederspannungsnetzen im Frequenzbereich 3 kHz bis 148,5 kHz - Teil 4-6: Niederspannungs-Entkopplungsfilter - Phasenkoppler; - Deutsche Fassung EN 50065-4-6:2004 |
| DIN EN 50065-4-7      | VDE 0808-4-7                        | 2006-02 | Signalübertragung auf elektrischen Niederspannungsnetzen im Frequenzbereich 3 kHz bis 148,5 kHz und von 1,6 MHz bis 30 MHz - Teil 4-7: Bewegliche Niederspannungs-Entkopplungsfilter - Sicherheitsanforderungen; - Deutsche Fassung EN 50065-47:2005 |
| DIN EN 50065-4-7      | VDE 0808-4-7 Berichtigung 1         | 2007-01 | Berichtigungen zu DIN EN 50065-4-7 (VDE 0808-4-7):2006-02; CENELEC-Corrigendum Oktober 2006 zu EN 50065-4-7:2005 |
| DIN EN 50065-7        | VDE 0808-7                          | 2002-06 | Signalübertragung auf elektrischen Niederspannungsnetzen im Frequenzbereich 3 kHz bis 148,5 kHz - Geräteimpedanzen; - Deutsche Fassung EN 50065-7:2001 |
| DIN EN 50412-2-1      | VDE 0808-121                        | 2006-04 | Kommunikationsgeräte und -systeme auf elektrischen Niederspannungsnetzen im Frequenzbereich 1,6 MHz bis 30 MHz - Teil 21: Für den Gebrauch in Wohnbereichen, Geschäfts- und Gewerbebereichen sowie in Kleinbetrieben und in industriellen Räumlichkeiten - Störfestigkeitsanforderungen; - Deutsche Fassung EN 50412-2-1:2005 |
| DIN EN 61511-1        | VDE 0810-1                          | 2005-05 | Funktionale Sicherheit - Sicherheitstechnische Systeme für die Prozessindustrie - Teil 1: Allgemeines, Begriffe, Anforderungen an Systeme, Software und Hardware - (IEC 61511-1:2003 + Corrigendum 2004); Deutsche Fassung EN 61511-1:2004 |
| DIN EN 61511-2        | VDE 0810-2                          | 2005-05 | Funktionale Sicherheit - Sicherheitstechnische Systeme für die Prozessindustrie - Teil 2: Anleitungen zur Anwendung des Teils 1 - (IEC 61511-2:2003); Deutsche Fassung EN 61511-2:2004 |
| DIN EN 61511-3        | VDE 0810-3                          | 2005-05 | Funktionale Sicherheit - Sicherheitstechnische Systeme für die Prozessindustrie - Teil 3: Anleitung für die Bestimmung der erforderlichen Sicherheits-Integritätslevel - (IEC 61511-3:2003 + Corrigendum 2004); Deutsche Fassung EN 61511-3:2004 |
| DIN EN 62424          | VDE 0810-24                         | 2010-01 | Darstellung von Aufgaben der Prozessleittechnik - Fließbilder und Datenaustausch zwischen EDV-Werkzeugen zur Fließbilderstellung und CAE-Systemen - (IEC 62424:2008); Deutsche Fassung EN 62424:2009 |
| DIN EN 62337          | VDE 0810-37                         | 2013-04 | Inbetriebnahme elektrischer und leittechnischer Systeme in der verfahrenstechnischen Industrie - Phasen und Meilensteine - (IEC 62337:2012); Deutsche Fassung EN 62337:2012 |
| DIN EN 62381          | VDE 0810-81                         | 2013-04 | Automatisierungssysteme in der verfahrenstechnischen Industrie - Werksabnahme (FAT), Abnahme der installierten Anlage (SAT) und Integrationstest (SIT) - (IEC 62381:2012); Deutsche Fassung EN 62381:2012 |
| DIN EN 62382          | VDE 0810-82                         | 2014-02 | Leittechnische Systeme in der verfahrenstechnischen Industrie - PLT-Stellenprüfung - (IEC 62382:2012); Deutsche Fassung EN 62382:2013 |
| DIN EN 62682          | VDE 0810-682                        | 2016-02 | Alarmmanagement in der Prozessindustrie - (IEC 62682:2014); Deutsche Fassung EN 62682:2015 |
| DIN VDE 0812          | VDE 0812                            | 1988-11 | Schaltdrähte und Schaltlitzen mit PVC-Isolierhüllen für Fernmeldeanlagen und Informationsverarbeitungsanlagen |
| DIN VDE 0813          | VDE 0813                            | 1988-11 | Schaltkabel für Fernmelde- und Informationsverarbeitungsanlagen |
| DIN 57814             | VDE 0814                            | 1981-10 | Schnüre für Fernmeldeanlagen und Informationsverarbeitungsanlagen |
| DIN VDE 0815          | VDE 0815                            | 1985-09 | Installationskabel und -leitungen für Fernmelde- und Informationsverarbeitungsanlagen |
| DIN VDE 0815/A1       | VDE 0815/A1                         | 1988-05 | Installationskabel und -leitungen für Fernmelde- und Informationsverarbeitungsanlagen - Änderung 1 |
| DIN EN 50441-1        | VDE 0815-1                          | 2012-10 | Innenkabel für Telekommunikationseinrichtungen im Wohnbereich - Teil 1: Ungeschirmte Innenkabel – Klasse 1; - Deutsche Fassung EN 50441-1:2012 |
| DIN EN 50441-2        | VDE 0815-2                          | 2012-10 | Innenkabel für Telekommunikationseinrichtungen im Wohnbereich - Teil 2: Geschirmte Innenkabel – Klasse 1; - Deutsche Fassung EN 50441-2:2012 |
| DIN EN 50441-3        | VDE 0815-3                          | 2007-01 | Innenkabel für Telekommunikationseinrichtungen im Wohnbereich - Teil 3: Geschirmte Innenkabel - Klasse 3; - Deutsche Fassung EN 50441-3:2006 |
| DIN EN 50441-4        | VDE 0815-4                          | 2012-10 | Innenkabel für Telekommunikationseinrichtungen im Wohnbereich - Teil 4: Kabel bis 1 200 MHz – Klasse 3; - Deutsche Fassung EN 50441-4:2012 |
| DIN VDE 0816-1        | VDE 0816-1 Beiblatt 1               | 2009-12 | Außenkabel für Fernmelde- und Informationsverarbeitungsanlagen - Kabel mit Isolierhülle und Mantel aus Polyethylen in Bündelverseilung – Verzeichnis der Typenkurzzeichen für Kommunikationskabel |
| DIN VDE 0816-1        | VDE 0816-1                          | 1988-02 | Außenkabel für Fernmelde- und Informationsverarbeitungsanlagen - Kabel mit Isolierhülle und Mantel aus Polyethylen in Bündelverseilung |
| DIN VDE 0816-1        | VDE 0816-1 Berichtigung 1           | 2002-11 | Berichtigungen zu DIN VDE 0816-1 (VDE 0816 Teil 1):1988-02 |
| DIN VDE 0816-2        | VDE 0816-2                          | 1988-02 | Außenkabel für Fernmelde- und Informationsverarbeitungsanlagen - Signal- und Meßkabel, Grubenkabel |
| DIN VDE 0816-3        | VDE 0816-3                          | 1988-02 | Außenkabel für Fernmelde- und Informationsverarbeitungsanlagen - Kabel mit Isolierhülle aus Papier |
| DIN VDE 0816-3        | VDE 0816-3 Berichtigung 1           | 2002-11 | Berichtigungen zu DIN VDE 0816-3 (VDE 0816 Teil 3):1988-02 |
| DIN VDE 0816-3        | VDE 0816-3 Berichtigung 2           | 2010-04 | Berichtigung zu DIN VDE 0816-3 (VDE 0816-3):1988-02 |
| DIN VDE 0817          | VDE 0817                            | 1990-08 | Leitungen mit Litzenleitern für erhöhte mechanische Beanspruchung für Fernmelde- und Informationsverarbeitungsanlagen |
| DIN 57818             | VDE 0818                            | 1983-02 | Selbsttragende Fernmelde-Luftkabel auf Starkstrom-Freileitungen über 1 kV |
| DIN EN 50288-1        | VDE 0819-1                          | 2014-03 | Mehradrige metallische Daten- und Kontrollkabel für analoge und digitale Übertragung - Teil 1: Fachgrundspezifikation; - Deutsche Fassung EN 50288-1:2013 |
| DIN EN 50288-2-1      | VDE 0819-2-1                        | 2014-03 | Mehradrige metallische Daten- und Kontrollkabel für analoge und digitale Übertragung - Teil 2-1: Rahmenspezifikation für geschirmte Kabel bis 100 MHz – Kabel für den Horizontal- und Steigbereich; - Deutsche Fassung EN 50288-2-1:2013 |
| DIN EN 50288-2-2      | VDE 0819-2-2                        | 2014-03 | Mehradrige metallische Daten- und Kontrollkabel für analoge und digitale Übertragung - Teil 2-2: Rahmenspezifikation für geschirmte Kabel bis 100 MHz – Geräteanschlusskabel und Schaltkabel; - Deutsche Fassung EN 50288-2-2:2013 |
| DIN EN 50288-3-1      | VDE 0819-3-1                        | 2014-03 | Mehradrige metallische Daten- und Kontrollkabel für analoge und digitale Übertragung - Teil 3-1: Rahmenspezifikation für ungeschirmte Kabel bis 100 MHz – Kabel für den Horizontal- und Steigbereich; - Deutsche Fassung EN 50288-3-1:2013 |
| DIN EN 50288-3-2      | VDE 0819-3-2                        | 2014-03 | Mehradrige metallische Daten- und Kontrollkabel für analoge und digitale Übertragung - Teil 3-2: Rahmenspezifikation für ungeschirmte Kabel bis 100 MHz – Geräteanschlusskabel und Schaltkabel; - Deutsche Fassung EN 50288-3-2:2013 |
| DIN EN 50288-4-1      | VDE 0819-4-1                        | 2014-03 | Mehradrige metallische Daten- und Kontrollkabel für analoge und digitale Übertragung - Teil 4-1: Rahmenspezifikation für geschirmte Kabel bis 600 MHz – Kabel für den Horizontal- und Steigbereich; - Deutsche Fassung EN 50288-4-1:2013 |
| DIN EN 50288-4-2      | VDE 0819-4-2                        | 2014-03 | Mehradrige metallische Daten- und Kontrollkabel für analoge und digitale Übertragung - Teil 4-2: Rahmenspezifikation für geschirmte Kabel bis 600 MHz – Geräteanschlußkabel und Schaltkabel; - Deutsche Fassung EN 50288-4-2:2013 |
| DIN EN 50288-5-1      | VDE 0819-5-1                        | 2014-03 | Mehradrige metallische Daten- und Kontrollkabel für analoge und digitale Übertragung - Teil 5-1: Rahmenspezifikation für geschirmte Kabel bis 250 MHz – Kabel für den Horizontal- und Steigbereich; - Deutsche Fassung EN 50288-5-1:2013 |
| DIN EN 50288-5-2      | VDE 0819-5-2                        | 2014-03 | Mehradrige metallische Daten- und Kontrollkabel für analoge und digitale Übertragung - Teil 5-2: Rahmenspezifikation für geschirmte Kabel bis 250 MHz – Geräteanschlusskabel und Schaltkabel; - Deutsche Fassung EN 50288-5-2:2013 |
| DIN EN 50288-6-1      | VDE 0819-6-1                        | 2014-03 | Mehradrige metallische Daten- und Kontrollkabel für analoge und digitale Übertragung - Teil 6-1: Rahmenspezifikation für ungeschirmte Kabel bis 250 MHz – Kabel für den Horizontal- und Steigbereich; - Deutsche Fassung EN 50288-6-1:2013 |
| DIN EN 50288-6-2      | VDE 0819-6-2                        | 2014-03 | Mehradrige metallische Daten- und Kontrollkabel für analoge und digitale Übertragung - Teil 6-2: Rahmenspezifikation für ungeschirmte Kabel bis 250 MHz – Geräteanschlusskabel und Schaltkabel; - Deutsche Fassung EN 50288-6-2:2013 |
| DIN EN 50288-7        | VDE 0819-7                          | 2006-03 | Mehradrige metallische Daten- und Kontrollkabel für analoge und digitale Übertragung - Teil 7: Rahmenspezifikation für Instrumenten- und Kontrollkabel; - Deutsche Fassung EN 50288-7:2005 |
| DIN EN 50288-7        | VDE 0819-7 Berichtigung 1           | 2009-05 | Berichtigung zu DIN EN 50288-7 (VDE 0819-7):2006-03 |
| DIN EN 50288-8        | VDE 0819-8                          | 2012-09 | Mehradrige metallische Daten- und Kontrollkabel für analoge und digitale Übertragung - Teil 8: Spezifikation für Typ 1 Kabel bis 2 MHz; - Deutsche Fassung EN 50288-8:2012 |
| DIN EN 50288-9-1      | VDE 0819-9-1                        | 2013-11 | Mehradrige metallische Daten- und Kontrollkabel für analoge und digitale Übertragung - Teil 9-1: Rahmenspezifikation für geschirmte Kabel bis 1 000 MHz – Kabel für den Horizontal- und Steigbereich; - Deutsche Fassung EN 50288-9-1:2012 |
| DIN EN 50288-9-2      | VDE 0819-9-2                        | 2016-04 | Mehradrige metallische Daten- und Kontrollkabel für analoge und digitale Kommunikation - Teil 9-2: Rahmenspezifikation für geschirmte Kabel von 1 MHz bis 1 000 MHz für Geräteanschlusskabel, Schaltkabel und Anwendungen für Rechenzentren; - Deutsche Fassung EN 50288-9-2:2015 |
| DIN EN 50288-10-1     | VDE 0819-10-1                       | 2013-11 | Mehradrige metallische Daten- und Kontrollkabel für analoge und digitale Übertragung - Teil 10-1: Rahmenspezifikation für Kabel bis 500 MHz – Kabel für den Horizontal- und Steigbereich; - Deutsche Fassung EN 50288-10-1:2012 |
| DIN EN 50288-10-2     | VDE 0819-10-2                       | 2016-04 | Mehradrige metallische Daten- und Kontrollkabel für analoge und digitale Kommunikation - Teil 10-2: Rahmenspezifikation für geschirmte Kabel von 1 MHz bis 500 MHz für Geräteanschlusskabel, Schaltkabel und Anwendungen für Rechenzentren; - Deutsche Fassung EN 50288-10-2:2015 |
| DIN EN 50288-11-1     | VDE 0819-11-1                       | 2013-11 | Mehradrige metallische Daten- und Kontrollkabel für analoge und digitale Übertragung - Teil 11-1: Rahmenspezifikation für ungeschirmte Kabel bis 500 MHz – Kabel für den Horizontal- und Steigbereich; - Deutsche Fassung EN 50288-11-1:2012 |
| DIN EN 50288-11-2     | VDE 0819-11-2                       | 2016-04 | Mehradrige metallische Daten- und Kontrollkabel für analoge und digitale Kommunikation - Teil 11-2: Rahmenspezifikation für ungeschirmte Kabel von 1 MHz bis 500 MHz für Geräteanschlusskabel, Schaltkabel und Anwendungen für Rechenzentren; - Deutsche Fassung EN 50288-11-2:2015 |
| DIN EN 50290-2-20     | VDE 0819-100                        | 2002-07 | Kommunikationskabel - Gemeinsame Regeln für Entwicklung und Konstruktion - Allgemeines; - Deutsche Fassung EN 50290-220:2001 |
| DIN EN 50290-2-21     | VDE 0819-101                        | 2008-03 | Kommunikationskabel - Teil 2-21: Gemeinsame Regeln für Entwicklung und Konstruktion – PVC-Isoliermischungen; - Deutsche Fassung EN 50290-2-21:2001 + A1:2007 |
| DIN EN 50290-2-21     | VDE 0819-101 Berichtigung 1         | 2012-06 | Berichtigung zu DIN EN 50290-2-21 (VDE 0819-101):2008-03 |
| DIN EN 50290-2-21     | VDE 0819-101 Berichtigung 2         | 2016-05 | Berichtigung zu DIN EN 50290-2-21 (VDE 0819-101):2008-03; Deutsche Fassung EN 50290-2-21:2001/A1:2007/AC:2016 |
| DIN EN 50290-2-22     | VDE 0819-102                        | 2008-03 | Kommunikationskabel - Teil 2-22: Gemeinsame Regeln für Entwicklung und Konstruktion – PVC-Mantelmischungen; - Deutsche Fassung EN 50290-2-22:2001 + A1:2007 |
| DIN EN 50290-2-23     | VDE 0819-103                        | 2014-09 | Kommunikationskabel - Teil 2-23: Gemeinsame Regeln für Entwicklung und Konstruktion – Polyethylen-Isoliermischungen für vielpaarige Kabel in Telekommunikationsnetzwerken: Außenkabel; - Deutsche Fassung EN 50290-2-23:2013 |
| DIN EN 50290-2-24     | VDE 0819-104                        | 2009-07 | Kommunikationskabel - Teil 2-24: Gemeinsame Regeln für Entwicklung und Konstruktion – PE-Mantelmischungen; - Deutsche Fassung EN 50290-2-24:2002 + A1:2008 |
| DIN EN 50290-2-25     | VDE 0819-105                        | 2014-09 | Kommunikationskabel - Teil 2-25: Gemeinsame Regeln für Entwicklung und Konstruktion – Polypropylen-Isoliermischungen; - Deutsche Fassung EN 50290-2-25:2013 |
| DIN EN 50290-2-26     | VDE 0819-106                        | 2008-03 | Kommunikationskabel - Teil 2-26: Gemeinsame Regeln für Entwicklung und Konstruktion – Halogenfreie flammwidrige Isoliermischungen; - Deutsche Fassung EN 50290-2-26:2002 + A1:2007 |
| DIN EN 50290-2-27     | VDE 0819-107                        | 2008-03 | Kommunikationskabel - Teil 2-27: Gemeinsame Regeln für Entwicklung und Konstruktion – Halogenfreie flammwidrige thermoplastische Mantelmischungen; - Deutsche Fassung EN 50290-2-27:2002 + A1:2007 |
| DIN EN 50290-2-27     | VDE 0819-107 Berichtigung 1         | 2011-06 | Berichtigung zu DIN EN 50290-2-27 (VDE 0819-107):2008-03; Deutsche Fassung CENELEC-Cor.:2010 zu EN 50290-227:2002/A1:2007 |
| DIN EN 50290-2-28     | VDE 0819-108                        | 2002-10 | Kommunikationskabel - Gemeinsame Regeln für Entwicklung und Konstruktion - Petrolat-Füllmasse für gefüllte Kabel - Deutsche Fassung EN 50290-2-28:2002 |
| DIN EN 50290-2-29     | VDE 0819-109                        | 2002-10 | Kommunikationskabel - Gemeinsame Regeln für Entwicklung und Konstruktion - Vernetzte PE-Isolier-Mischung - Deutsche Fassung EN 50290-2-29:2002 |
| DIN EN 50290-2-30     | VDE 0819-110                        | 2002-10 | Kommunikationskabel - Gemeinsame Regeln für Entwicklung und Konstruktion - Poly(tetrafluorethylen-hexafluorpropylen) (FEP) Isolierung und Mantelmischungen - Deutsche Fassung EN 50290-2-30:2002 |
| DIN EN 50290-2-30     | VDE 0819-110 Berichtigung 1         | 2016-03 | Berichtigung zu DIN EN 50290-2-30 (VDE 0819-110):2002-10 |
| DIN EN 50289-4-16     | VDE 0819-289-4-16                   | 2012-11 | Kommunikationskabel – Spezifikationen für Prüfverfahren - Teil 4-16: Umweltprüfverfahren – Funktionserhalt im Brandfall; - Deutsche Fassung EN 50289-4-16:2012 |
| DIN EN 50289-4-17     | VDE 0819-289-4-17                   | 2016-05 | Kommunikationskabel – Spezifikationen für Prüfverfahren - Teil 4-17: Prüfverfahren zur Ermittlung der UV-Beständigkeit der Mäntel elektrischer und optischer Kabel; - Deutsche Fassung EN 50289-4-17:2015 |
| DIN EN 50289-3-8      | VDE 0819-289-38                     | 2014-09 | Kommunikationskabel – Spezifikationen für Prüfverfahren - Teil 3-8: Mechanische Prüfverfahren – Abriebfestigkeit der Markierung des Kabelmantels; - Deutsche Fassung EN 50289-3-8:2013 |
| DIN EN 50290-4-1      | VDE 0819-290-41                     | 2015-04 | Kommunikationskabel - Teil 4-1: Allgemeine Betrachtungen für die Anwendung der Kabel – Bedingung der Umgebung und Sicherheitsaspekte; - Deutsche Fassung EN 50290-4-1:2014 |
| DIN EN 50290-4-2      | VDE 0819-290-42                     | 2015-06 | Kommunikationskabel - Teil 4-2: Allgemeine Betrachtungen für die Anwendung der Kabel - Leitfaden für die Verwendung; - Deutsche Fassung EN 50290-4-2:2014 |
| DIN EN 50407-3        | VDE 0819-407-3                      | 2014-12 | Vielpaarige Kabel für digitale Telekommunikationsnetzwerke mit hoher Bitrate - Teil 3: Vielpaarige-/Vierer-Steigekabel im Innenbereich bis 100 MHz über eine maximale Verbindungslänge von 100 m für universelle Dienste, xDSL und Anwendungen bis zu 100 Mbit/s über Internetprotokoll (IP); - Deutsche Fassung EN 50407-3:2014 |
| DIN EN 50599          | VDE 0819-599                        | 2014-10 | Anwendungsneutrale Kommunikationsverkabelung - Spezifikation zur Prüfung der symmetrischen Kommunikationsverkabelung nach EN 50173-4 - Geschirmte gerade Schnüre und Geräteanschlusskabel für Anwendungen der Klasse D – Bauartspezifikation; - Deutsche Fassung EN 50599:2014 |
| DIN EN 50601          | VDE 0819-601                        | 2014-09 | Anwendungsneutrale Kommunikationsverkabelung - Spezifikation zur Prüfung der symmetrischen Kommunikationsverkabelung nach EN 50173-4 – Ungeschirmte gerade Schnüre und Geräteanschlusskabel für Anwendungen der Klasse D – Bauartspezifikation; - Deutsche Fassung EN 50601:2014 |
| DIN EN 50602          | VDE 0819-602                        | 2014-09 | Anwendungsneutrale Kommunikationsverkabelung - Spezifikation zur Prüfung der symmetrischen Kommunikationsverkabelung nach EN 50173-4 – Ungeschirmte gerade Schnüre und Geräteanschlusskabel für Anwendungen der Klasse E – Bauartspezifikation; - Deutsche Fassung EN 50602:2014 |
| DIN EN 50603          | VDE 0819-603                        | 2014-09 | Anwendungsneutrale Kommunikationsverkabelung - Spezifikation zur Prüfung der symmetrischen Kommunikationsverkabelung nach EN 50173-4 – Geschirmte gerade Schnüre und Geräteanschlusskabel für Anwendungen der Klasse E – Bauartspezifikation; - Deutsche Fassung EN 50603:2014 |
| DIN EN 61935-1        | VDE 0819-935-1                      | 2010-07 | Spezifikation für die Prüfung der symmetrischen und koaxialen informationstechnischen Verkabelung - Teil 1: Installierte symmetrische Verkabelung nach der Normenreihe EN 50173 - (IEC 61935-1:2009, modifiziert); Deutsche Fassung EN 619351:2009 |
| DIN EN 61935-1        | VDE 0819-935-1 Berichtigung 1       | 2012-07 | Berichtigung zu DIN EN 61935-1 (VDE 0819-935-1):2010-07; (IEC-Cor.: 2010 zu IEC 61935-1:2009) |
| DIN EN 61935-2        | VDE 0819-935-2                      | 2011-06 | Spezifikation für die Prüfung der symmetrischen und koaxialen informationstechnischen Verkabelung - Teil 2: Schnüre nach ISO/IEC 11801 und entsprechenden Normen - (IEC 61935-2:2010); Deutsche Fassung EN 61935-2:2010 |
| DIN EN 61935-2-20     | VDE 0819-935-2-20                   | 2010-07 | Prüfung der symmetrischen Kommunikationsverkabelung nach der Normenreihe EN 50173 - Teil 2-20: Rangierschnüre und Geräteanschlussschnüre – Vordruck für Bauartspezifikation für Anwendungen der Klasse D - (IEC 61935-2-20:2008, modifiziert); Deutsche Fassung EN 61935-2-20:2009 |
| DIN EN 61935-3        | VDE 0819-935-3                      | 2010-07 | Prüfung der symmetrischen und koaxialen informationstechnischen Verkabelung - Teil 3: Installierte Verkabelung nach EN 501734 und entsprechenden Normen - (IEC 61935-3:2008, modifiziert); Deutsche Fassung EN 61935-3:2009 |
| DIN EN 60127-1        | VDE 0820-1                          | 2015-12 | Geräteschutzsicherungen - Teil 1: Begriffe für die Geräteschutzsicherungen und allgemeine Anforderungen an G-Sicherungseinsätze - (IEC 60127-1:2006 + A1:2011 + A2:2015); Deutsche Fassung EN 60127-1:2006 + A1:2011 + A2:2015 |
| DIN EN 60127-2        | VDE 0820-2                          | 2015-07 | Geräteschutzsicherungen - Teil 2: Feinsicherungseinsätze - (IEC 60127-2:2014); Deutsche Fassung EN 60127-2:2014 |
| DIN EN 60127-3        | VDE 0820-3                          | 2015-11 | Geräteschutzsicherungen - Teil 3: Kleinstsicherungseinsätze - (IEC 60127-3:2015); Deutsche Fassung EN 60127-3:2015 |
| DIN EN 60127-4        | VDE 0820-4                          | 2013-12 | Geräteschutzsicherungen - Teil 4: Welteinheitliche modulare Sicherungseinsätze (UMF) – Bauarten für Steck- und Oberflächenmontage - (IEC 60127-4:2005 + A1:2008 + A2:2012); Deutsche Fassung EN 60127-4:2005 + A1:2009 + A2:2013 |
| DIN VDE 0820-5        | VDE 0820-5                          | 1992-11 | Geräteschutzsicherungen - Leitlinien für die Gütebestätigung von G-Sicherungseinsätzen - (IEC 60127-5:1988); Deutsche Fassung EN 60127-5:1991 |
| DIN EN 60127-6        | VDE 0820-6                          | 2015-07 | Geräteschutzsicherungen - Teil 6: G-Sicherungshalter für G-Sicherungseinsätze - (IEC 60127-6:2014); Deutsche Fassung EN 60127-6:2014 |
| DIN EN 60127-7        | VDE 0820-7                          | 2014-01 | Geräteschutzsicherungen - Teil 7: G-Sicherungseinsätze für besondere Anwendungen - (IEC 60127-7:2013); Deutsche Fassung EN 60127-7:2013 |
| DIN EN 60127-10       | VDE 0820-10                         | 2002-07 | Geräteschutzsicherungen - Leitfaden für die Anwendung von Geräteschutzsicherungen - (IEC 60127-10:2001); Deutsche Fassung EN 60127-10:2002 |
| DIN EN 60691          | VDE 0821                            | 2010-09 | Temperatursicherungen - Anforderungen und Anwendungshinweise - (IEC 60691:2002 + A1:2006 + A2:2010); Deutsche Fassung EN 60691:2003 + A1:2007 + A2:2010 |
| DIN VDE V 0825-1      | VDE V 0825-1                        | 2013-09 | Überwachungsanlagen – Drahtlose Personen-Notsignal-Anlagen für gefährliche Alleinarbeiten - Teil 1: Geräte- und Prüfanforderungen |
| DIN V VDE V 0825-11   | VDE V 0825-11                       | 2007-12 | Überwachungsanlagen – Drahtlose Personen-Notsignal-Anlagen für Alleinarbeiten - Teil 11: Geräte- und Prüfanforderungen für Personen-Notsignal-Anlagen unter Nutzung öffentlicher Telekommunikationsnetze |
| DIN VDE V 0826-1      | VDE V 0826-1                        | 2013-09 | Überwachungsanlagen - Teil 1: Gefahrenwarnanlagen (GWA) für Wohnhäuser, Wohnungen und Räume mit wohnungsähnlicher Nutzung – Planung, Einbau, Betrieb, Instandhaltung, Geräte- und Systemanforderungen |
| DIN VDE V 0827-1      | VDE V 0827-1                        | 2016-07 | Notfall- und Gefahren-Systeme - Teil 1: Notfall- und Gefahren-Reaktions-Systeme (NGRS) – Grundlegende Anforderungen, Aufgaben, Verantwortlichkeiten und Aktivitäten |
| DIN VDE V 0827-2      | VDE V 0827-2                        | 2016-07 | Notfall- und Gefahren-Systeme - Teil 2: Notfall- und Gefahren-Reaktions-Systeme (NGRS) – Ergänzende Anforderungen für Notfall- und Gefahren-Sprechanlagen (NGS) |
| DIN VDE V 0827-3      | VDE V 0827-3                        | 2021-12 | Notfall- und Gefahren-Systeme - Teil 2: Notfall- und Gefahren-Reaktions-Systeme (NGRS) – Risikomanagementakte und Anwendungsbeispiele |
| DIN EN 60849          | VDE 0828-1                          | 1999-05 | Elektroakustische Notfallwarnsysteme - (IEC 60849:1998); Deutsche Fassung EN 60849:1998 |
| DIN EN 50090-1        | VDE 0829-1                          | 2011-12 | Elektrische Systemtechnik für Heim und Gebäude (ESHG) - Teil 1: Aufbau der Norm; - Deutsche Fassung EN 50090-1:2011 |
| DIN EN 50090-4-3      | VDE 0829-4-3                        | 2016-03 | Elektrische Systemtechnik für Heim und Gebäude (ESHG) - Teil 4-3: Medienunabhängige Schicht – Kommunikation über IP (EN 13321-2); - Deutsche Fassung EN 50090-4-3:2015 |
| DIN EN 50090-8        | VDE 0829-8                          | 2001-04 | Elektrische Systemtechnik für Heim und Gebäude (ESHG) - Konformitätsbeurteilung von Produkten - Deutsche Fassung EN 50090-8:2000 |
| DIN EN 50090-9-1      | VDE 0829-9-1                        | 2004-11 | Elektrische Systemtechnik für Heim und Gebäude (ESHG) - Teil 9-1: Installationsanforderungen - Verkabelung von Zweidrahtleitungen ESHG Klasse 1; - Deutsche Fassung EN 50090-9-1:2004 |
| DIN EN 50130          | VDE 0830-1 Beiblatt 1               | 2008-08 | Alarmanlagen - Leitfaden für Einrichtungen von Alarmanlagen zur Erreichung der Übereinstimmung mit EG-Richtlinien; - Deutsche Fassung CLC/TR 50456:2008 |
| DIN EN 50130-4        | VDE 0830-1-4                        | 2015-04 | Alarmanlagen - Teil 4: Elektromagnetische Verträglichkeit – Produktfamiliennorm: Anforderungen an die Störfestigkeit von Anlageteilen für Brandmeldeanlagen, Einbruch- und Überfallmeldeanlagen, Video-Überwachungsanlagen, Zutrittskontrollanlagen sowie Personen-Hilferufanlagen; - Deutsche Fassung EN 50130-4:2011 + A1:2014 |
| DIN EN 50130-5        | VDE 0830-1-5                        | 2012-02 | Alarmanlagen - Teil 5: Methoden für Umweltprüfungen; - Deutsche Fassung EN 50130-5:2011 |
| DIN EN 50131-1        | VDE 0830-2-1 Beiblatt 1             | 2010-04 | Alarmanlagen - Begriffe und Begriffsbestimmungen; - Deutsche Fassung CLC/TR 50531:2009 |
| DIN EN 50131-1        | VDE 0830-2-1                        | 2010-02 | Alarmanlagen – Einbruch- und Überfallmeldeanlagen - Teil 1: Systemanforderungen; - Deutsche Fassung EN 50131-1:2006 + A1:2009 |
| DIN EN 50131-2-2      | VDE 0830-2-2-2 Beiblatt 1           | 2014-11 | Alarmanlagen – Einbruch- und Überfallmeldeanlagen - Teil 2-2: Einbruchmelder – Passiv-Infrarotmelder; Beiblatt 1: Interpretationsblatt 1; - Deutsche Fassung EN 50131-2-2:2008/IS1:2014 |
| DIN EN 50131-2-2      | VDE 0830-2-2-2                      | 2008-09 | Alarmanlagen – Einbruch- und Überfallmeldeanlagen - Teil 2-2: Einbruchmelder – Passiv-Infrarotmelder; - Deutsche Fassung EN 50131-2-2:2008 |
| DIN EN 50131-2-3      | VDE 0830-2-2-3 Beiblatt 1           | 2014-11 | Alarmanlagen – Einbruch- und Überfallmeldeanlagen - Teil 2-3: Anforderungen an Mikrowellenmelder; Beiblatt 1: Interpretationsblatt 1; - Deutsche Fassung EN 50131-2-3:2008/IS1:2014 |
| DIN EN 50131-2-3      | VDE 0830-2-2-3                      | 2009-05 | Alarmanlagen – Einbruch- und Überfallmeldeanlagen - Teil 2-3: Anforderungen an Mikrowellenmelder; - Deutsche Fassung EN 50131-2-3:2008 |
| DIN EN 50131-2-4      | VDE 0830-2-2-4 Beiblatt 1           | 2014-11 | Alarmanlagen – Einbruch- und Überfallmeldeanlagen - Teil 2-4: Anforderungen an Passiv-Infrarotdualmelder und Mikrowellenmelder; Beiblatt 1: Interpretationsblatt 1; - Deutsche Fassung EN 50131-2-4:2008/IS1:2014 |
| DIN EN 50131-2-4      | VDE 0830-2-2-4                      | 2008-10 | Alarmanlagen – Einbruch- und Überfallmeldeanlagen - Teil 2-4: Anforderungen an Passiv-Infrarotdualmelder und Mikrowellenmelder; - Deutsche Fassung EN 50131-2-4:2008 |
| DIN EN 50131-2-5      | VDE 0830-2-2-5 Beiblatt 1           | 2014-11 | Alarmanlagen – Einbruch- und Überfallmeldeanlagen - Teil 2-5: Anforderungen an kombinierte Passiv-Infrarot- und Ultraschallmelder; Beiblatt 1: Interpretationsblatt 1; - Deutsche Fassung EN 50131-2-5:2008/IS1:2014 |
| DIN EN 50131-2-5      | VDE 0830-2-2-5                      | 2009-05 | Alarmanlagen – Einbruch- und Überfallmeldeanlagen - Teil 2-5: Anforderungen an kombinierte Passiv-Infrarot- und Ultraschallmelder; - Deutsche Fassung EN 50131-2-5:2008 |
| DIN EN 50131-2-6      | VDE 0830-2-2-6 Beiblatt 1           | 2014-11 | Alarmanlagen – Einbruch- und Überfallmeldeanlagen - Teil 2-6: Anforderungen an Öffnungsmelder (Magnetkontakte); Beiblatt 1: Interpretationsblatt 1; - Deutsche Fassung EN 50131-2-6:2008/IS1:2014 |
| DIN EN 50131-2-6      | VDE 0830-2-2-6                      | 2009-05 | Alarmanlagen – Einbruch- und Überfallmeldeanlagen - Teil 2-6: Anforderungen an Öffnungsmelder (Magnetkontakte); - Deutsche Fassung EN 50131-2-6:2008 |
| DIN CLC/TS 50131-2-8  | VDE V 0830-2-2-8 Beiblatt 1         | 2014-11 | Alarmanlagen – Einbruchmeldeanlagen - Teil 2-8: Anforderungen an Erschütterungsmelder; Beiblatt 1: Interpretationsblatt 1; - Deutsche Fassung CLC/TS 50131-2-8:2012/IS1:2014 |
| DIN CLC/TS 50131-2-8  | VDE V 0830-2-2-8                    | 2013-01 | Alarmanlagen – Einbruchmeldeanlagen - Teil 2-8: Anforderungen an Erschütterungsmelder; - Deutsche Fassung CLC/TS 501312-8:2012 |
| DIN CLC/TS 50131-2-10 | VDE V 0830-2-2-10                   | 2014-12 | Alarmanlagen – Einbruch- und Überfallmeldeanlagen - Teil 2-10: Einbruchmelder – Verschluss- und Öffnungsüberwachungskontakte (magnetisch); - Deutsche Fassung CLC/TS 50131-2-10:2014 |
| DIN EN 50131-2-7-1    | VDE 0830-2-2-71 Beiblatt 1          | 2014-11 | Alarmanlagen – Einbruch- und Überfallmeldeanlagen - Teil 2-7-1: Einbruchmelder – Glasbruchmelder (Akustisch); Beiblatt 1: Interpretationsblatt 1; - Deutsche Fassung EN 50131-2-7-1:2012/IS1:2014 |
| DIN EN 50131-2-7-1    | VDE 0830-2-2-71                     | 2014-10 | Alarmanlagen – Einbruch- und Überfallmeldeanlagen - Teil 2-7-1: Einbruchmelder – Glasbruchmelder (Akustisch); - Deutsche Fassung EN 50131-2-7-1:2012 + A1:2013 |
| DIN EN 50131-2-7-2    | VDE 0830-2-2-72 Beiblatt 1          | 2014-11 | Alarmanlagen – Einbruch- und Überfallmeldeanlagen - Teil 2-7-2: Einbruchmelder – Glasbruchmelder (Passiv); Beiblatt 1: Interpretationsblatt 1; - Deutsche Fassung EN 50131-2-7-2:2012/IS1:2014 |
| DIN EN 50131-2-7-2    | VDE 0830-2-2-72                     | 2014-10 | Alarmanlagen – Einbruch- und Überfallmeldeanlagen - Teil 2-7-2: Einbruchmelder – Glasbruchmelder (Passiv); - Deutsche Fassung EN 50131-2-7-2:2012 + A1:2013 |
| DIN EN 50131-2-7-3    | VDE 0830-2-2-73 Beiblatt 1          | 2014-11 | Alarmanlagen – Einbruch- und Überfallmeldeanlagen - Teil 2-7-3: Einbruchmelder – Glasbruchmelder (Aktiv); Beiblatt 1: Interpretationsblatt 1; - Deutsche Fassung EN 50131-2-7-3:2012/IS1:2014 |
| DIN EN 50131-2-7-3    | VDE 0830-2-2-73                     | 2014-10 | Alarmanlagen – Einbruch- und Überfallmeldeanlagen - Teil 2-7-3: Einbruchmelder – Glasbruchmelder (Aktiv); - Deutsche Fassung EN 50131-2-7-3:2012 + A1:2013 |
| DIN EN 50131-3        | VDE 0830-2-3                        | 2010-02 | Alarmanlagen – Einbruch- und Überfallmeldeanlagen - Teil 3: Melderzentrale; - Deutsche Fassung EN 50131-3:2009 |
| DIN EN 50131-4        | VDE 0830-2-4                        | 2010-02 | Alarmanlagen – Einbruch- und Überfallmeldeanlagen - Teil 4: Signalgeber; - Deutsche Fassung EN 50131-4:2009 |
| DIN EN 50131-5-3      | VDE 0830-2-5-3                      | 2009-06 | Alarmanlagen – Einbruchmeldeanlagen - Teil 5-3: Anforderungen an Einrichtungen für Verbindungen, die Funkfrequenz-Techniken verwenden; - Deutsche Fassung EN 50131-5-3:2005 + A1:2008 |
| DIN CLC/TS 50131-5-4  | VDE V 0830-2-5-4                    | 2013-05 | Alarmanlagen – Einbruch- und Überfallmeldeanlagen - Teil 5-4: Prüfbeschreibungen zur Systemkompatibilität für in Gebäuden installierte EMA/ÜMA-Komponenten; - Deutsche Fassung CLC/TS 50131-5-4:2012 |
| DIN EN 50131-6        | VDE 0830-2-6                        | 2015-03 | Alarmanlagen – Einbruch- und Überfallmeldeanlagen - Teil 6: Energieversorgungen; - Deutsche Fassung EN 50131-6:2008 + A1:2014 |
| DIN CLC/TS 50131-7    | VDE V 0830-2-7                      | 2011-06 | Alarmanlagen – Einbruch- und Überfallmeldeanlagen - Teil 7: Anwendungsregeln; - Deutsche Fassung CLC/TS 50131-7:2010 |
| DIN EN 50131-8        | VDE 0830-2-8                        | 2010-03 | Alarmanlagen – Einbruch- und Überfallmeldeanlagen - Teil 8: Nebelgeräte/Nebelsysteme für Sicherungsanwendungen; - Deutsche Fassung EN 50131-8:2009 |
| DIN CLC/TS 50131-9    | VDE V 0830-2-9                      | 2015-09 | Alarmanlagen – Einbruch- und Überfallmeldeanlagen - Teil 9: Alarmvorprüfung – Verfahren und Grundsätze; - Deutsche Fassung CLC/TS 50131-9:2014 |
| DIN EN 50131-10       | VDE 0830-2-10                       | 2015-03 | Alarmanlagen – Einbruch- und Überfallmeldeanlagen - Teil 10: Anwendungsspezifische Anforderungen an Übertragungseinrichtungen (ÜE); - Deutsche Fassung EN 50131-10:2014 |
| DIN CLC/TS 50131-11   | VDE V 0830-2-11 Beiblatt 1          | 2014-11 | Alarmanlagen – Einbruch- und Überfallmeldeanlagen - Teil 11: Anforderungen an Überfallmelder; Beiblatt 1: Interpretationsblatt 1; - Deutsche Fassung CLC/TS 50131-11:2012/IS1:2014 |
| DIN CLC/TS 50131-11   | VDE V 0830-2-11                     | 2013-05 | Alarmanlagen – Einbruch- und Überfallmeldeanlagen - Teil 11: Anforderungen an Überfallmelder; - Deutsche Fassung CLC/TS 50131-11:2012 |
| DIN EN 50134-1        | VDE 0830-4-1                        | 2003-05 | Alarmanlagen - Personen-Hilferufanlagen - Teil 1: Systemanforderungen; - Deutsche Fassung EN 50134-1:2002 |
| DIN EN 50134-2        | VDE 0830-4-2                        | 2000-01 | Alarmanlagen - Personen-Hilferufanlagen - Teil 2: Auslösegeräte; - Deutsche Fassung EN 50134-2:1999 |
| DIN EN 50134-3        | VDE 0830-4-3                        | 2012-11 | Alarmanlagen – Personen-Hilferufanlagen - Teil 3: Örtliche Zentrale und Übertragungsgerät; - Deutsche Fassung EN 501343:2012 |
| DIN EN 50134-3        | VDE 0830-4-3 Berichtigung 1         | 2015-11 | Berichtigung zu DIN EN 50134-3 (VDE 0830-4-3):2012-11; Deutsche Fassung EN 50134-3:2012/AC:2015 |
| DIN EN 50134-5        | VDE 0830-4-5                        | 2005-08 | Alarmanlagen - Personen-Hilferufanlagen - Teil 5: Verbindungen und Kommunikation; - Deutsche Fassung EN 50134-5:2004 |
| DIN CLC/TS 50134-7    | VDE V 0830-4-7                      | 2004-08 | Alarmanlagen - Personen-Hilferufanlagen - Teil 7: Anwendungsregeln; - Deutsche Fassung CLC/TS 50134-7:2003 |
| DIN EN 50136-1        | VDE 0830-5-1                        | 2012-08 | Alarmanlagen – Alarmübertragungsanlagen und -einrichtungen - Teil 1: Allgemeine Anforderungen an Alarmübertragungsanlagen; - Deutsche Fassung EN 50136-1:2012 |
| DIN EN 50136-2        | VDE 0830-5-2                        | 2014-08 | Alarmanlagen – Alarmübertragungsanlagen und -einrichtungen - Teil 2: Anforderungen an Übertragungseinrichtungen (ÜE); - Deutsche Fassung EN 50136-2:2013 |
| DIN EN 50136-3        | VDE 0830-5-3                        | 2014-08 | Alarmanlagen – Alarmübertragungsanlagen und -einrichtungen - Teil 3: Anforderungen an Übertragungszentralen (ÜZ); - Deutsche Fassung EN 50136-3:2013 |
| DIN CLC/TS 50136-4    | VDE V 0830-5-4                      | 2005-07 | Alarmanlagen - Alarmübertragungsanlagen und -einrichtungen - Teil 4: Anzeige- und Bedieneinrichtung; - Deutsche Fassung CLC/TS 50136-4:2004 |
| DIN EN 50518-1        | VDE 0830-5-6-1                      | 2014-10 | Alarmempfangsstelle (AES) - Teil 1: Örtliche und bauliche Anforderungen; - Deutsche Fassung EN 50518-1:2013 |
| DIN EN 50518-2        | VDE 0830-5-6-2                      | 2014-10 | Alarmempfangsstelle (AES) - Teil 2: Technische Anforderungen; - Deutsche Fassung EN 50518-2:2013 |
| DIN EN 50518-3        | VDE 0830-5-6-3                      | 2014-10 | Alarmempfangsstelle (AES) - Teil 3: Abläufe und Anforderungen an den Betrieb; - Deutsche Fassung EN 50518-3:2013 |
| DIN CLC/TS 50136-7    | VDE V 0830-5-7                      | 2005-07 | Alarmanlagen - Alarmübertragungsanlagen und -einrichtungen - Teil 7: Anwendungsregeln; - Deutsche Fassung CLC/TS 501367:2004 |
| DIN CLC/TS 50136-9    | VDE V 0830-5-9                      | 2013-12 | Alarmanlagen – Alarmübertragungsanlagen und -einrichtungen - Teil 9: Anforderungen an standardisierte Protokolle zur Alarmübertragung unter Nutzung des Internetprotokolls; - Deutsche Fassung CLC/TS 50136-9:2013 |
| DIN CLC/TS 50398      | VDE V 0830-6-398                    | 2010-04 | Alarmanlagen – Kombinierte und integrierte Alarmanlagen - Allgemeine Anforderungen; - Deutsche Fassung CLC/TS 50398:2009 |
| DIN EN 50132-5-3      | VDE 0830-7-5-3                      | 2013-02 | Alarmanlagen – CCTV-Überwachungsanlagen für Sicherungsanwendungen - Teil 5-3: Videoübertragung – Analoge und digitale Videoübertragung; - Deutsche Fassung EN 50132-5-3:2012 |
| DIN EN 62676-1-1      | VDE 0830-7-5-11                     | 2014-11 | Videoüberwachungsanlagen für Sicherheitsanwendungen - Teil 1-1: Systemanforderungen – Allgemeines - (IEC 62676-11:2013); Deutsche Fassung EN 62676-1-1:2014 + AC:2014 |
| DIN EN 62676-1-2      | VDE 0830-7-5-12                     | 2014-11 | Videoüberwachungsanlagen für Sicherungsanwendungen - Teil 1-2: Systemanforderungen – Allgemeine Anforderungen an die Videoübertragung - (IEC 62676-1-2:2013); Deutsche Fassung EN 62676-1-2:2014 |
| DIN EN 62676-1-2      | VDE 0830-7-5-12 Berichtigung 1      | 2016-02 | Berichtigung zu DIN EN 62676-1-2 (VDE 0830-7-5-12):2014-11; Deutsche Fassung EN 62676-1-2:2014/AC:2015 |
| DIN EN 62676-2-1      | VDE 0830-7-5-21                     | 2014-11 | Videoüberwachungsanlagen für Sicherungsanwendungen - Teil 2-1: Videoübertragungsprotokolle – Allgemeine Anforderungen (IEC 62676-2-1:2013); Deutsche Fassung EN 62676-2-1:2014 |
| DIN EN 62676-2-2      | VDE 0830-7-5-22                     | 2014-11 | Videoüberwachungsanlagen für Sicherungsanwendungen - Teil 2-2: Videoübertragungsprotokolle – IP-Interoperabilität auf Basis von HTTP- und REST-Diensten - (IEC 62676-2-2:2013); Deutsche Fassung EN 62676-2-2:2014 |
| DIN EN 62676-2-3      | VDE 0830-7-5-23                     | 2014-11 | Videoüberwachungsanlagen für Sicherungsanwendungen - Teil 2-3: Videoübertragungsprotokolle – IP-Interoperabilität auf Basis von Webservices - (IEC 62676-2-3:2013); Deutsche Fassung EN 62676-2-3:2014 |
| DIN EN 60839-11-1     | VDE 0830-8-11-1                     | 2013-12 | Alarmanlagen - Teil 11-1: Elektronische Zutrittskontrollanlagen – Anforderungen an Anlagen und Geräte - (IEC 60839-11-1:2013); Deutsche Fassung EN 60839-11-1:2013 |
| DIN EN 60839-11-1     | VDE 0830-8-11-1 Berichtigung 2      | 2015-10 | Berichtigung zu DIN EN 60839-11-1 (VDE 0830-8-11-1):2013-12; Deutsche Fassung EN 60839-11-1:2013/AC:2015 |
| DIN EN 60839-11-2     | VDE 0830-8-11-2                     | 2016-02 | Alarmanlagen - Teil 11-2: Elektronische Zutrittskontrollanlagen – Anwendungsregeln - (IEC 60839-11-2:2014); Deutsche Fassung EN 60839-11-2:2015 |
| DIN EN 60839-11-2     | VDE 0830-8-11-2 Berichtigung 1      | 2016-04 | Berichtigung zu DIN EN 60839-11-2 (VDE 0830-8-11-2):2016-02; Deutsche Fassung EN 60839-11-2:2015/AC:2015 |
| DIN EN 62676-3        | VDE 0830-71-3                       | 2016-01 | Videoüberwachungsanlagen für Sicherungsanwendungen - Teil 3: Analoge und digitale Videoschnittstellen - (IEC 62676-3:2013); Deutsche Fassung EN 62676-3:2015 |
| DIN EN 62676-4        | VDE 0830-71-4                       | 2016-07 | Videoüberwachungsanlagen für Sicherungsanwendungen - Teil 4: Anwendungsregeln - (IEC 62676-4:2014); Deutsche Fassung EN 62676-4:2015 |
| DIN VDE 0831          | VDE 0831                            | 2006-04 | Elektrische Bahn-Signalanlagen |
| DIN V VDE V 0831-100  | VDE V 0831-100                      | 2009-08 | Elektrische Bahn-Signalanlagen - Teil 100: Risikoorientierte Beurteilung von potenziellen Sicherheitsmängeln und risikoreduzierende Maßnahmen |
| DIN V VDE V 0831-101  | VDE V 0831-101                      | 2011-05 | Elektrische Bahn-Signalanlagen - Teil 101: Semi-quantitative Verfahren zur Risikoanalyse technischer Funktionen in der Eisenbahnsignaltechnik |
| DIN VDE V 0831-102    | VDE V 0831-102                      | 2013-12 | Elektrische Bahn-Signalanlagen - Teil 102: Schutzprofil für technische Funktionen in der Eisenbahnsignaltechnik |
| DIN VDE V 0831-103    | VDE V 0831-103                      | 2014-11 | Elektrische Bahn-Signalanlagen - Teil 103: Ermittlung von Sicherheitsanforderungen an technische Funktionen in der Eisenbahnsignaltechnik |
| DIN VDE V 0831-104    | VDE V 0831-104                      | 2015-10 | Elektrische Bahn-Signalanlagen - Teil 104: Leitfaden für die IT-Sicherheit auf Grundlage IEC 62443 |
| DIN EN 50128          | VDE 0831-128/A1:2019-09             | 2019-09 | Bahnanwendungen - Telekommunikationstechnik, Signaltechnik und Datenverarbeitungssysteme – Software für Eisenbahnsteuerungs- und Überwachungssysteme; Deutsche und Englische Fassung EN 50128:2011/prAA:2019 |
| DIN EN 50129          | VDE 0831-129:                       | 2019-06 | Bahnanwendungen - Telekommunikationstechnik, Signaltechnik und Datenverarbeitungssysteme – Sicherheitsbezogene elektronische Systeme für Signaltechnik; - Deutsche Fassung EN 50129:2018 + AC:2019VDE 0115-103 |
| DIN EN 50159          | VDE 0831-159:                       | 2011-04 | Bahnanwendungen - Telekommunikationstechnik, Signaltechnik und Datenverarbeitungssysteme – Sicherheitsrelevante Kommunikation in Übertragungssystemen; - Deutsche Fassung EN 50159:2010 |
| DIN VDE V 0831-200    | VDE V 0831-200                      | 2015-06 | Elektrische Bahn-Signalanlagen - Teil 200: Sicheres Übertragungsprotokoll RaSTA nach DIN EN 50159 (VDE 0831-159) |
| DIN EN 50238          | VDE 0831-238                        | 2003-10 | Kompatibilität zwischen Fahrzeugen und Gleisfreimeldesystemen; - Deutsche Fassung EN 50238 :2003 |
| DIN EN 50238          | VDE 0831-238 Berichtigung 2         | 2015-04 | Berichtigung zu DIN EN 50238 (VDE 0831-238):2003-10; Deutsche Fassung EN 50238:2003/AC:2014 |
| DIN CLC/TS 50238-2    | VDE V 0831-238-2                    | 2016-05 | Bahnanwendungen – Kompatibilität zwischen Fahrzeugen und Gleisfreimeldesystemen - Teil 2: Kompatibilität mit Gleisstromkreisen; - Deutsche Fassung CLC/TS 50238-2:2015 |
| DIN CLC/TS 50238-3    | VDE V 0831-238-3                    | 2014-09 | Bahnanwendungen – Kompatibilität zwischen Fahrzeugen und Gleisfreimeldesystemen - Teil 3: Kompatibilität mit Achszähler; - Deutsche Fassung CLC/TS 50238-3:2013 |
| DIN EN 50239          | VDE 0831-239 Beiblatt 1             | 2008-05 | Bahnanwendungen - Funkfernsteuerung von Triebfahrzeugen für Güterbahnen im Multitraktionsbetrieb; - Deutsche Fassung CLC/TR 50452:2007 |
| DIN EN 50239          | VDE 0831-239                        | 2000-08 | Bahnanwendungen - Funkfernsteuerung von Triebfahrzeugen für Güterbahnen - Deutsche Fassung EN 50239:1999 |
| DIN EN 50239          | VDE 0831-239 Berichtigung 1         | 2012-12 | Berichtigung zu DIN EN 50239 (VDE 0831-239):2000-08; Deutsche Fassung EN 50239:1999/AC:2012 |
| DIN EN 62267          | VDE 0831-267 Beiblatt 1             | 2011-11 | Bahnanwendungen – Automatischer städtischer schienengebundener Personennahverkehr (AUGT) - Sicherheitsanforderungen – Beiblatt 1: Gefährdungsanalyse auf oberster Systemebene - (IEC/TR 62267-2:2011) |
| DIN EN 62267          | VDE 0831-267                        | 2010-07 | Bahnanwendungen - Automatischer städtischer schienengebundener Personennahverkehr (AUGT) – Sicherheitsanforderungen - (IEC 62267:2009); Deutsche Fassung EN 62267:2009 |
| DIN EN 62290-1        | VDE 0831-290-1                      | 2015-06 | Bahnanwendungen – Betriebsleit- und Zugsicherungssysteme für den städtischen schienengebundenen Personennahverkehr - Teil 1: Systemgrundsätze und grundlegende Konzepte - (IEC 62290-1:2014); Deutsche Fassung EN 62290-1:2014 |
| DIN EN 62290-2        | VDE 0831-290-2                      | 2015-06 | Bahnanwendungen – Betriebsleit- und Zugsicherungssysteme für den städtischen schienengebundenen Personennahverkehr - Teil 2: Funktionale Anforderungsspezifikation - (IEC 62290-2:2014); Deutsche Fassung EN 62290-2:2014 |
| DIN CLC/TS 50459-1    | VDE V 0831-459-1                    | 2008-01 | Bahnanwendungen – Telekommunikationstechnik, Signaltechnik und Datenverarbeitungssysteme – Europäisches Leitsystem für den Schienenverkehr – Mensch-Maschine-Schnittstelle - Teil 1: Ergonomische Prinzipien für die Darstellung von ERTMS/ETCS/GSM-R-Informationen; - Deutsche Fassung CLC/TS 50459-1:2005 |
| DIN CLC/TS 50459-2    | VDE V 0831-459-2                    | 2008-01 | Bahnanwendungen – Telekommunikationstechnik, Signaltechnik und Datenverarbeitungssysteme – Europäisches Leitsystem für den Schienenverkehr – Mensch-Maschine-Schnittstelle - Teil 2: Ergonomische Anordnung der ERTMS/ETCS-Informationen; Deutsche Fassung CLC/TS 50459-2:2005 |
| DIN CLC/TS 50459-3    | VDE V 0831-459-3                    | 2008-01 | Bahnanwendungen – Telekommunikationstechnik, Signaltechnik und Datenverarbeitungssysteme – Europäisches Leitsystem für den Schienenverkehr – Mensch-Maschine-Schnittstelle - Teil 3: Ergonomische Anordnung der ERTMS/GSM-R-Informationen; - Deutsche Fassung CLC/TS 50459-3:2005 |
| DIN CLC/TS 50459-4    | VDE V 0831-459-4                    | 2008-01 | Bahnanwendungen – Telekommunikationstechnik, Signaltechnik und Datenverarbeitungssysteme – Europäisches Leitsystem für den Schienenverkehr – Mensch-Maschine-Schnittstelle - Teil 4: Dateneingabe für die ERTMS/ETCS/GSM-R-Systeme; - Deutsche Fassung CLC/TS 50459-4:2005 |
| DIN CLC/TS 50459-5    | VDE V 0831-459-5                    | 2008-05 | Bahnanwendungen – Telekommunikationstechnik, Signaltechnik und Datenverarbeitungssysteme – Europäisches Leitsystem für den Schienenverkehr – Mensch-Maschine-Schnittstelle - Teil 5: Symbole; - Deutsche Fassung CLC/TS 50459-5:2005 |
| DIN CLC/TS 50459-6    | VDE V 0831-459-6                    | 2008-05 | Bahnanwendungen – Telekommunikationstechnik, Signaltechnik und Datenverarbeitungssysteme – Europäisches Leitsystem für den Schienenverkehr – Mensch-Maschine-Schnittstelle - Teil 6: Akustische Informationen; -Deutsche Fassung CLC/TS 504596:2005 |
| DIN EN 50578          | VDE 0831-578                        | 2013-12 | Bahnanwendungen – Gleichstrom-Signalrelais; - Deutsche Fassung EN 50578:2013 |
| DIN EN 50617-1        | VDE 0831-617-1                      | 2016-05 | Bahnanwendungen – Technische Parameter von Gleisfreimeldesystemen für die Interoperabilität des transeuropäischen Eisenbahnsystems - Teil 1: Gleisstromkreise; - Deutsche Fassung EN 50617-1:2015 |
| DIN EN 50617-2        | VDE 0831-617-2                      | 2016-05 | Bahnanwendungen – Technische Parameter von Gleisfreimeldesystemen für die Interoperabilität des transeuropäischen Eisenbahnsystems - Teil 2: Achszähler; - Deutsche Fassung EN 50617-2:2015 + AC:2016 |
| DIN EN 50556          | VDE 0832-100                        | 2019-03 | Straßenverkehrs-Signalanlagen - Teil 100: Deutsche Fassung EN 50556:2018 |
| DIN VDE V 0832-110    | VDE V 0832-110                      | 2019-02 | Straßenverkehrs-Signalanlagen - Teil 110: Technische Festlegungen (Vornorm) |
| DIN EN 50293          | VDE 0832-200                        | 2013-02 | Straßenverkehrs-Signalanlagen - Teil 200: Elektromagnetische Verträglichkeit - Deutsche Fassung EN 50293:2012 |
| DIN VDE V 0832-300    | VDE V 0832-300                      | 2018-05 | Straßenverkehrs-Signalanlagen - Teil 300: Technische Festlegungen für LED-Signalgeber (Vornorm) |
| DIN CLC/TS 50509      | VDE V 0832-310                      | 2008-05 | Straßenverkehrs-Signalanlagen - Teil 310: Anwendung von LED-Signalleuchten für Straßenverkehrs-Signalanlagen; - Deutsche Fassung CLC/TS 50509:2007 (Vornorm) |
| DIN V VDE V 0832-400  | VDE V 0832-400                      | 2016-10 | Straßenverkehrs-Signalanlagen - Teil 400: Verkehrsbeeinflussungsanlagen (Vornorm) |
| DIN V VDE V 0832-500  | VDE V 0832-500                      | 2016-10 | Straßenverkehrs-Signalanlagen - Teil 500: Sicherheitsrelevante Software und sicherheitsrelevante Kommunikation in Übertragungssystemen (Vornorm) |
| DIN VDE V 0832-601    | VDE V 0832-601                      | 2013-02 | Straßenverkehrs-Signalanlagen - Teil 601: Schnittstelle zwischen zentralen Einrichtungen zum Austausch verkehrsbezogener Daten – Daten und Protokoll (Vornorm) |
| DIN VDE V 0832-602    | VDE V 0832-602                      | 2013-02 | Straßenverkehrs-Signalanlagen - Teil 602: Schnittstelle zwischen zentralen Einrichtungen zum Austausch verkehrsbezogener Daten – Schemadefinitionen (Vornorm) |
| DIN VDE V 0832-700    | VDE V 0832-700                      | 2019-03 | Straßenverkehrs-Signalanlagen - Teil 700: Branchenspezifischer Sicherheitsstandard (B3S) für Verkehrssteuerungs- und Leitsysteme im kommunalen Straßenverkehr (Vornorm) |
| DIN VDE 0833-1        | VDE 0833-1                          | 2014-10 | Gefahrenmeldeanlagen für Brand, Einbruch und Überfall - Teil 1: Allgemeine Festlegungen |
| DIN VDE 0833-2        | VDE 0833-2                          | 2017-10 | Gefahrenmeldeanlagen für Brand, Einbruch und Überfall - Teil 2: Festlegungen für Brandmeldeanlagen |
| DIN VDE 0833-3        | VDE 0833-3                          | 2009-09 | Gefahrenmeldeanlagen für Brand, Einbruch und Überfall - Teil 3: Festlegungen für Einbruch- und Überfallmeldeanlagen |
| DIN VDE 0833-4        | VDE 0833-4                          | 2014-10 | Gefahrenmeldeanlagen für Brand, Einbruch und Überfall - Teil 4: Festlegungen für Anlagen zur Sprachalarmierung im Brandfall |
| DIN CEN/TS 54-32      | VDE V 0833-4-32                     | 2016-04 | Brandmeldeanlagen - Teil 32: Projektierung, Montage, Inbetriebsetzung, Betrieb und Instandhaltung von Sprachalarmsystemen; - Deutsche Fassung CEN/TS 54-32:2015 |
| DIN VDE 0834-1        | VDE 0834-1                          | 2016-06 | Rufanlagen in Krankenhäusern, Pflegeheimen und ähnlichen Einrichtungen - Teil 1: Geräteanforderungen, Planen, Errichten und Betrieb |
| DIN VDE 0834-2        | VDE 0834-2                          | 2000-04 | Rufanlagen in Krankenhäusern, Pflegeheimen und ähnlichen Einrichtungen - Umweltbedingungen und Elektromagnetische Verträglichkeit |
| DIN EN 61040          | VDE 0835                            | 1993-08 | Empfänger, Meßgeräte und Anlagen zur Messung von Leistung und Energie von Laserstrahlen - (IEC 61040:1990); Deutsche Fassung EN 61040:1992 |
| DIN EN 60825          | VDE 0837 Beiblatt 13                | 2013-04 | Sicherheit von Lasereinrichtungen - Beiblatt 13: Messungen zur Klassifizierung von Lasereinrichtungen - (IEC/TR 60825-13:2011) |
| DIN EN 60825          | VDE 0837 Beiblatt 14                | 2006-07 | Sicherheit von Lasereinrichtungen - Teil 14: Ein Leitfaden für Benutzer - (IEC/TR 60825-14:2004) |
| DIN EN 60825          | VDE 0837 Beiblatt 17                | 2012-01 | Sicherheit von Lasereinrichtungen - Beiblatt 17: Sicherheitsaspekte bei Verwendung passiver optischer Komponenten und optischer Kabel in Lichtwellenleiter-Kommunikationssystemen hoher Leistung - (IEC/TR 60825-17:2010) |
| DIN EN 60825-1        | VDE 0837-1 Beiblatt 1               | 2008-05 | Nationaler Wortlaut der Hinweisschilder für Laserstrahlung; - Deutsche Fassung CLC/TR 50493:2007 |
| DIN EN 60825-1        | VDE 0837-1 Beiblatt 2               | 2012-01 | Sicherheit von Lasereinrichtungen - Teil 1: Klassifizierung von Anlagen und Anforderungen – Beiblatt 2: Auslegungsblatt 1 |
| DIN EN 60825-1        | VDE 0837-1 Beiblatt 3               | 2012-01 | Sicherheit von Lasereinrichtungen - Teil 1: Klassifizierung von Anlagen und Anforderungen – Beiblatt 3: Auslegungsblatt 2 |
| DIN EN 60825-1        | VDE 0837-1                          | 2015-07 | Sicherheit von Lasereinrichtungen - Teil 1: Klassifizierung von Anlagen und Anforderungen - (IEC 60825-1:2014); Deutsche Fassung EN 60825-1:2014 |
| DIN EN 60825-2        | VDE 0837-2 Beiblatt 1               | 2008-12 | Sicherheit von Laser-Einrichtungen - Teil 2: Sicherheit von Lichtwellenleiter-Kommunikationssystemen (LWLKS) – Beiblatt 1: Auslegungsblatt 1 |
| DIN EN 60825-2        | VDE 0837-2                          | 2011-06 | Sicherheit von Lasereinrichtungen - Teil 2: Sicherheit von Lichtwellenleiter-Kommunikationssystemen (LWLKS) - (IEC 608252:2004 + A1:2006 + A2:2010); Deutsche Fassung EN 60825-2:2004 + A1:2007 + A2:2010 |
| DIN EN 60825-4        | VDE 0837-4                          | 2011-12 | Sicherheit von Lasereinrichtungen - Teil 4: Laserschutzwände - (IEC 60825-4:2006 + A1:2008 + A2:2011); Deutsche Fassung EN 60825-4:2006 + A1:2008 + A2:2011 |
| DIN EN 60825-12       | VDE 0837-12                         | 2004-12 | Sicherheit von Lasereinrichtungen - Teil 12: Sicherheit von optischen Freiraumkommunikationssystemen für die Informationsübertragung - (IEC 60825-12:2004); Deutsche Fassung EN 60825-12:2004 |
| DIN EN 62471          | VDE 0837-471 Beiblatt 1             | 2010-06 | Photobiologische Sicherheit von Lampen und Lampensystemen - Teil 2: Leitfaden für Herstelleranforderungen bezüglich der Strahlungssicherheit von optischen Quellen, die keine Laser sind - (IEC/TR 62471-2:2009) |
| DIN EN 62471          | VDE 0837-471                        | 2009-03 | Photobiologische Sicherheit von Lampen und Lampensystemen - (IEC 62471:2006, modifiziert); Deutsche Fassung EN 62471:2008 |
| DIN VDE 0838-1        | VDE 0838-1                          | 1987-06 | Rückwirkungen in Stromversorgungsnetzen, die durch Haushaltgeräte und durch ähnliche elektrische Einrichtungen verursacht werden - Begriffe - (IEC 60555-1:1982); Deutsche Fassung EN 60555-1:1987 |
| DIN EN 61000-3-2      | VDE 0838-2                          | 2015-03 | Elektromagnetische Verträglichkeit (EMV) - Teil 3-2: Grenzwerte - Grenzwerte für Oberschwingungsströme (Geräte-Eingangsstrom <= 16 A je Leiter) - (IEC 61000-3-2:2014); Deutsche Fassung EN 61000-3-2:2014 |
| DIN EN 61000-3-3      | VDE 0838-3                          | 2014-03 | Elektromagnetische Verträglichkeit (EMV) - Teil 3-3: Grenzwerte – Begrenzung von Spannungsänderungen, Spannungsschwankungen und Flicker in öffentlichen Niederspannungs-Versorgungsnetzen für Geräte mit einem Bemessungsstrom <= 16 A je Leiter, die keiner Sonderanschlussbedingung unterliegen - (IEC 61000-3-3:2013); Deutsche Fassung EN 61000-3-3:2013 |
| DIN EN 61000-3-11     | VDE 0838-11                         | 2001-04 | Elektromagnetische Verträglichkeit (EMV) - Grenzwerte - Begrenzung von Spannungsänderungen, Spannungsschwankungen und Flicker in öffentlichen Niederspannungs-Versorgungsnetzen - Geräte und Einrichtungen mit einem Bemessungsstrom <= 75 A, die einer Sonderanschlussbedingung unterliegen - (IEC 61000-3-11:2000); Deutsche Fassung EN 61000-3-11:2000 |
| DIN EN 61000-3-12     | VDE 0838-12 Beiblatt 1              | 2015-03 | Elektromagnetische Verträglichkeit (EMV) - Teil 3-12: Grenzwerte – Grenzwerte für Oberschwingungsströme, verursacht von Geräten und Einrichtungen mit einem Eingangsstrom > 16 A und <= 75 A je Leiter, die zum Anschluss an öffentliche Niederspannungsnetze vorgesehen sind; Beiblatt 1: Auslegungsblatt - (IEC 61000-3-12:2011/ISH1:2012) |
| DIN EN 61000-3-12     | VDE 0838-12                         | 2012-06 | Elektromagnetische Verträglichkeit (EMV) - Teil 3-12: Grenzwerte – Grenzwerte für Oberschwingungsströme, verursacht von Geräten und Einrichtungen mit einem Eingangsstrom > 16 A und =< 75 A je Leiter, die zum Anschluss an öffentliche Niederspannungsnetze vorgesehen sind - (IEC 61000-3-12:2011); Deutsche Fassung EN 61000-3-12:2011 |
| DIN EN 61000-2-2      | VDE 0839-2-2                        | 2003-02 | Elektromagnetische Verträglichkeit (EMV) - Umgebungsbedingungen - Verträglichkeitspegel für niederfrequente leitungsgeführte Störgrößen und Signalübertragung in öffentlichen Niederspannungsnetzen - (IEC 61000-2-2:2002); Deutsche Fassung EN 610002-2:2002 |
| DIN EN 61000-2-4      | VDE 0839-2-4                        | 2003-05 | Elektromagnetische Verträglichkeit (EMV) - Umgebungsbedingungen - Verträglichkeitspegel für niederfrequente leitungsgeführte Störgrößen in Industrieanlagen - (IEC 61000-2-4:2002); Deutsche Fassung EN 61000-2-4:2002 |
| DIN EN 61000-2-9      | VDE 0839-2-9                        | 1996-12 | Elektromagnetische Verträglichkeit (EMV) - Umgebungsbedingungen - Beschreibung der HEMP-Umgebung - Störstrahlung - EMV-Grundnorm - (IEC 61000-2-9:1996); Deutsche Fassung EN 61000-2-9:1996 |
| DIN EN 61000-2-10     | VDE 0839-2-10                       | 1999-10 | Elektromagnetische Verträglichkeit (EMV) - Umgebungsbedingungen - Beschreibung der HEMP-Umgebung - Leitungsgeführte Störgrößen - (IEC 61000-2-10:1998); Deutsche Fassung EN 61000-2-10:1999 |
| DIN EN 61000-2-12     | VDE 0839-2-12                       | 2004-01 | Elektromagnetische Verträglichkeit (EMV) - Teil 2-12: Umgebungsbedingungen - Verträglichkeitspegel für niederfrequente leitungsgeführte Störgrößen und Signalübertragung in öffentlichen Mittelspannungsnetzen - (IEC 61000-2-12:2003); Deutsche Fassung EN 61000-2-12:2003 |
| DIN EN 61000-6-1      | VDE 0839-6-1                        | 2007-10 | Elektromagnetische Verträglichkeit (EMV) - Teil 6-1: Fachgrundnormen - Störfestigkeit für Wohnbereich, Geschäfts- und Gewerbebereiche sowie Kleinbetriebe - (IEC 61000-6-1:2005); Deutsche Fassung EN 61000-6-1:2007 |
| DIN EN 61000-6-2      | VDE 0839-6-2                        | 2006-03 | Elektromagnetische Verträglichkeit (EMV) - Teil 6-2: Fachgrundnormen - Störfestigkeit für Industriebereiche - (IEC 61000-62:2005); Deutsche Fassung EN 61000-6-2:2005 |
| DIN EN 61000-6-2      | VDE 0839-6-2 Berichtigung 1         | 2011-06 | Berichtigung zu DIN EN 61000-6-2 (VDE 0839-6-2):2006-03; Deutsche Fassung CENELEC-Cor.:2005 zu EN 61000-6-2:2005 |
| DIN EN 61000-6-3      | VDE 0839-6-3                        | 2011-09 | Elektromagnetische Verträglichkeit (EMV) - Teil 6-3: Fachgrundnormen – Störaussendung für Wohnbereich, Geschäfts- und Gewerbebereiche sowie Kleinbetriebe - (IEC 61000-6-3:2006 + A1:2010); Deutsche Fassung EN 61000-6-3:2007 + A1:201 |
| DIN EN 61000-6-3      | VDE 0839-6-3 Berichtigung 1         | 2012-11 | Berichtigung zu DIN EN 61000-6-3 (VDE 0839-6-3):2011-09 |
| DIN EN 61000-6-4      | VDE 0839-6-4                        | 2011-09 | Elektromagnetische Verträglichkeit (EMV) - Teil 6-4: Fachgrundnormen – Störaussendung für Industriebereiche - (IEC 61000-64:2006 + A1:2010); Deutsche Fassung EN 61000-6-4:2007 + A1:2011 |
| DIN EN 61000-6-5      | VDE 0839-6-5                        | 2016-07 | Elektromagnetische Verträglichkeit (EMV) - Teil 6-5: Fachgrundnormen – Störfestigkeit von Betriebsmitteln, Geräten und Einrichtungen, die im Bereich von Kraftwerken und Schaltstationen verwendet werden - (IEC 61000-6-5:2015); Deutsche Fassung EN 61000-6-5:2015 |
| DIN EN 61000-6-7      | VDE 0839-6-7                        | 2015-12 | Elektromagnetische Verträglichkeit (EMV) - Teil 6-7: Fachgrundnormen – Störfestigkeitsanforderungen an Geräte und Einrichtungen, die zur Durchführung von Funktionen in sicherheitsbezogenen Systemen (funktionale Sicherheit) an industriellen Standorten vorgesehen sind - (IEC 61000-6-7:2014); Deutsche Fassung EN 61000-6-7:2015 |
| DIN EN 61326-1        | VDE 0843-20-1                       | 2013-07 | Elektrische Mess-, Steuer-, Regel- und Laborgeräte – EMV-Anforderungen - Teil 1: Allgemeine Anforderungen - (IEC 613261:2012); Deutsche Fassung EN 61326-1:2013 |
| DIN EN 61326-2-1      | VDE 0843-20-2-1                     | 2013-08 | Elektrische Mess-, Steuer-, Regel- und Laborgeräte – EMV-Anforderungen - Teil 2-1: Besondere Anforderungen – Prüfanordnung, Betriebsbedingungen und Leistungsmerkmale für empfindliche Prüf- und Messgeräte für Anwendungen ohne EMV-Schutzmaßnahmen - (IEC 61326-2-1:2012); Deutsche Fassung EN 61326-2-1:2013 |
| DIN EN 61326-2-2      | VDE 0843-20-2-2                     | 2013-08 | Elektrische Mess-, Steuer-, Regel- und Laborgeräte – EMV-Anforderungen - Teil 2-2: Besondere Anforderungen – Prüfanordnung, Betriebsbedingungen und Leistungsmerkmale für ortsveränderliche Prüf-, Mess- und Überwachungsgeräte für den Gebrauch in Niederspannungs-Stromversorgungsnetzen - (IEC 61326-2-2:2012); Deutsche Fassung EN 61326-2-2:2013 |
| DIN EN 61326-2-3      | VDE 0843-20-2-3                     | 2013-07 | Elektrische Mess-, Steuer-, Regel- und Laborgeräte – EMV-Anforderungen - Teil 2-3: Besondere Anforderungen – Prüfanordnung, Betriebsbedingungen und Leistungsmerkmale für Messgrößenumformer mit integrierter oder abgesetzter Signalaufbereitung - (IEC 61326-2-3:2012); Deutsche Fassung EN 61326-2-3:2013 |
| DIN EN 61326-2-4      | VDE 0843-20-2-4                     | 2013-07 | Elektrische Mess-, Steuer-, Regel- und Laborgeräte – EMV-Anforderungen - Teil 2-4: Besondere Anforderungen – Prüfanordnung, Betriebsbedingungen und Leistungsmerkmale für Isolationsüberwachungsgeräte gemäß IEC 61557-8 und Geräte zur Isolationsfehlerortung gemäß IEC 61557-9 - (IEC 61326-2-4:2012); Deutsche Fassung EN 61326-2-4:2013 |
| DIN EN 61326-2-5      | VDE 0843-20-2-5                     | 2013-08 | Elektrische Mess-, Steuer-, Regel- und Laborgeräte – EMV-Anforderungen - Teil 2-5: Besondere Anforderungen – Prüfanordnungen, Betriebsbedingungen und Leistungsmerkmale für Feldgeräte mit Feldbus-Schnittstellen gemäß IEC 61784-1 (IEC 61326-2-5:2012); Deutsche Fassung EN 61326-2-5:2013 |
| DIN EN 61326-2-6      | VDE 0843-20-2-6                     | 2013-09 | Elektrische Mess-, Steuer-, Regel- und Laborgeräte – EMV-Anforderungen - Teil 2-6: Besondere Anforderungen – Medizinische In-vitro-Diagnosegeräte (IVD) - (IEC 61326-2-6:2012); Deutsche Fassung EN 61326-2-6:2013 |
| DIN EN 61326-3-1      | VDE 0843-20-3-1                     | 2008-11 | Elektrische Mess-, Steuer-, Regel- und Laborgeräte – EMV-Anforderungen - Teil 3-1: Störfestigkeitsanforderungen für sicherheitsbezogene Systeme und für Geräte, die für sicherheitsbezogene Funktionen vorgesehen sind (Funktionale Sicherheit) – Allgemeine industrielle Anwendungen - (IEC 61326-3-1:2008); Deutsche Fassung EN 61326-3-1:2008 |
| DIN EN 61326-3-1      | VDE 0843-20-3-1 Berichtigung 1      | 2009-04 | Berichtigung zu DIN EN 61326-3-1 (VDE 0843-20-3-1):2008-11 |
| DIN EN 61326-3-2      | VDE 0843-20-3-2                     | 2008-11 | Elektrische Mess-, Steuer-, Regel- und Laborgeräte – EMV-Anforderungen - Teil 3-2: Störfestigkeitsanforderungen für sicherheitsbezogene Systeme und für Geräte, die für sicherheitsbezogene Funktionen vorgesehen sind (Funktionale Sicherheit) – Industrielle Anwendungen in spezifizierter elektromagnetischer Umgebung - (IEC 61326-3-2:2008); Deutsche Fassung EN 613263-2:2008                                                                                     |
| DIN EN 50270          | VDE 0843-30                         | 2015-10 | Elektromagnetische Verträglichkeit - Elektrische Geräte für die Detektion und Messung von brennbaren Gasen, toxischen Gasen oder Sauerstoff; - Deutsche Fassung EN 50270:2015 |
| DIN VDE 0845          | VDE 0845 Beiblatt 1                 | 2010-11 | Überspannungsschutz von Einrichtungen der Informationstechnik (IT-Anlagen) |
| DIN EN 61643-21       | VDE 0845-3-1                        | 2013-07 | Überspannungsschutzgeräte für Niederspannung - Teil 21: Überspannungsschutzgeräte für den Einsatz in Telekommunikations- und signalverarbeitenden Netzwerken – Leistungsanforderungen und Prüfverfahren - (IEC 61643-21:2000 + Corrigendum 2001 + A1:2008, modifiziert + A2:2012); Deutsche Fassung EN 61643-21:2001 + A1:2009 + A2:2013 |
| DIN CLC/TS 61643-22   | VDE V 0845-3-2                      | 2007-09 | Überspannungsschutzgeräte für Niederspannung - Teil 22: Überspannungsschutzgeräte für den Einsatz in Telekommunikations- und signalverarbeitenden Netzwerken - Auswahl- und Anwendungsprinzipien - (IEC 61643-22:2004, modifiziert); Deutsche Fassung CLC/TS 61643-22:2006 |
| DIN EN 61663-1        | VDE 0845-4-1                        | 2000-07 | Blitzschutz - Telekommunikationsleitungen - Lichtwellenleiteranlagen - (IEC 61663-1:1999 + Corrigendum 1999); Deutsche Fassung EN 61663-1:1999 |
| DIN EN 61663-2        | VDE 0845-4-2                        | 2002-07 | Blitzschutz - Telekommunikationsleitungen - Leitungen mit metallischen Leitern - (IEC 61663-2:2001); Deutsche Fassung EN 61663-2:2001 |
| DIN EN 61643-321      | VDE 0845-5-2                        | 2003-02 | Bauelemente für Überspannungsschutzgeräte für Niederspannung - Festlegungen für Avalanche-Dioden (ABD) - (IEC 61643321:2001); Deutsche Fassung EN 61643-321:2002 |
| DIN EN 61643-331      | VDE 0845-5-3                        | 2004-03 | Bauelemente für Überspannungsschutzgeräte für Niederspannung - Teil 331: Festlegungen für Metalloxidvaristoren (MOV) - (IEC 61643-331:2003); Deutsche Fassung EN 61643-331:2003 |
| DIN EN 61643-341      | VDE 0845-5-4                        | 2002-11 | Bauelemente für Überspannungsschutzgeräte für Niederspannung - Festlegungen für Suppressordioden (TSS) - (IEC 61643341:2001); Deutsche Fassung EN 61643-341:2001 |
| DIN EN 61643-311      | VDE 0845-5-11                       | 2014-02 | Bauelemente für Überspannungsschutzgeräte für Niederspannung - Teil 311: Leistungsanforderungen sowie Prüfschaltungen und -verfahren für Gasentladungsableiter (ÜsAG) - (IEC 61643-311:2013); Deutsche Fassung EN 61643-311:2013 |
| DIN EN 61643-312      | VDE 0845-5-12                       | 2014-02 | Bauelemente für Überspannungsschutzgeräte für Niederspannung - Teil 312: Auswahl- und Anwendungsprinzipien für Gasentladungsableiter - (IEC 61643-312:2013 + corrigendum Jul. 2013); Deutsche Fassung EN 61643-312:2013 |
| DIN VDE 0845-6-1      | VDE 0845-6-1                        | 2013-04 | Maßnahmen bei Beeinflussung von Telekommunikationsanlagen durch Starkstromanlagen - Teil 1: Grundlagen, Grenzwerte, Berechnungs- und Messverfahren |
| DIN VDE 0845-6-2      | VDE 0845-6-2                        | 2014-09 | Maßnahmen bei Beeinflussung von Telekommunikationsanlagen durch Starkstromanlagen - Teil 2: Beeinflussung durch Drehstromanlagen |
| DIN VDE 0845-6-5      | VDE 0845-6-5                        | 2014-09 | Maßnahmen bei Beeinflussung von Telekommunikationsanlagen durch Starkstromanlagen - Teil 5: Beeinflussung durch Hochspannungs-Gleichstrom-Übertragungsanlagen (HGÜ-Anlagen) |
| DIN EN 50468          | VDE 0845-7                          | 2010-02 | Anforderungen zur Zerstörfestigkeit von Einrichtungen mit Telekommunikationsanschluss gegen Überspannungen und -ströme infolge Blitzschlags; - Deutsche Fassung EN 50468:2009 |
| DIN EN 50443          | VDE 0845-8                          | 2012-08 | Auswirkungen elektromagnetischer Beeinflussungen von Hochspannungswechselstrombahnen und/oder Hochspannungsanlagen auf Rohrleitungen; - Deutsche Fassung EN 50443:2011 |
| DIN EN 60868-0        | VDE 0846                            | 1994-08 | Flickermeter - Beurteilung der Flickerstärke - (IEC 60868-0:1991); Deutsche Fassung EN 60868-0:1993 |
| DIN EN 61000-4-1      | VDE 0847-4-1                        | 2007-10 | Elektromagnetische Verträglichkeit (EMV) - Teil 4-1: Prüf- und Messverfahren - Übersicht über die Reihe IEC 61000-4 - (IEC 61000-4-1:2006); Deutsche Fassung EN 61000-4-1:2007 |
| DIN EN 61000-4-2      | VDE 0847-4-2                        | 2009-12 | Elektromagnetische Verträglichkeit (EMV) - Teil 4-2: Prüf- und Messverfahren – Prüfung der Störfestigkeit gegen die Entladung statischer Elektrizität - (IEC 61000-4-2:2008); Deutsche Fassung EN 61000-4-2:2009 |
| DIN EN 61000-4-3      | VDE 0847-4-3                        | 2011-04 | Elektromagnetische Verträglichkeit (EMV) - Teil 4-3: Prüf- und Messverfahren – Prüfung der Störfestigkeit gegen hochfrequente elektromagnetische Felder - (IEC 61000-4-3:2006 + A1:2007 + A2:2010); Deutsche Fassung EN 61000-4-3:2006 + A1:2008 + A2:2010 |
| DIN EN 61000-4-4      | VDE 0847-4-4                        | 2013-04 | Elektromagnetische Verträglichkeit (EMV) - Teil 4-4: Prüf- und Messverfahren – Prüfung der Störfestigkeit gegen schnelle transiente elektrische Störgrößen/Burst - (IEC 61000-4-4:2012); Deutsche Fassung EN 61000-4-4:2012 |
| DIN EN 61000-4-5      | VDE 0847-4-5                        | 2015-03 | Elektromagnetische Verträglichkeit (EMV) - Teil 4-5: Prüf- und Messverfahren – Prüfung der Störfestigkeit gegen Stoßspannungen - (IEC 61000-4-5:2014); Deutsche Fassung EN 61000-4-5:2014 |
| DIN EN 61000-4-6      | VDE 0847-4-6                        | 2014-08 | Elektromagnetische Verträglichkeit (EMV) - Teil 4-6: Prüf- und Messverfahren – Störfestigkeit gegen leitungsgeführte Störgrößen, induziert durch hochfrequente Felder - (IEC 61000-4-6:2013); Deutsche Fassung EN 61000-4-6:2014 |
| DIN EN 61000-4-7      | VDE 0847-4-7                        | 2009-12 | Elektromagnetische Verträglichkeit (EMV) - Teil 4-7: Prüf- und Messverfahren – Allgemeiner Leitfaden für Verfahren und Geräte zur Messung von Oberschwingungen und Zwischenharmonischen in Stromversorgungsnetzen und angeschlossenen Geräten - (IEC 61000-4-7:2002 + A1:2008); Deutsche Fassung EN 61000-4-7:2002 + A1:2009 |
| DIN EN 61000-4-8      | VDE 0847-4-8                        | 2010-11 | Elektromagnetische Verträglichkeit (EMV) - Teil 4-8: Prüf- und Messverfahren – Prüfung der Störfestigkeit gegen Magnetfelder mit energietechnischen Frequenzen - (IEC 61000-4-8:2009); Deutsche Fassung EN 61000-4-8:2010 |
| DIN EN 61000-4-9      | VDE 0847-4-9                        | 2001-12 | Elektromagnetische Verträglichkeit (EMV) - Prüf- und Messverfahren - Prüfung der Störfestigkeit gegen impulsförmige Magnetfelder - (IEC 61000-4-9:1993 + A1:2000); Deutsche Fassung EN 61000-4-9:1993 + A1:2001 |
| DIN EN 61000-4-10     | VDE 0847-4-10                       | 2001-12 | Elektromagnetische Verträglichkeit (EMV) - Prüf- und Messverfahren - Prüfung der Störfestigkeit gegen gedämpft schwingende Magnetfelder - (IEC 61000-4-10:1993 + A1:2000); Deutsche Fassung EN 61000-4-10:1993 + A1:2001 |
| DIN EN 61000-4-11     | VDE 0847-4-11                       | 2005-02 | Elektromagnetische Verträglichkeit (EMV) - Teil 4-11: Prüf- und Messverfahren - Prüfungen der Störfestigkeit gegen Spannungseinbrüche, Kurzzeitunterbrechungen und Spannungsschwankungen - (IEC 61000-4-11:2004); Deutsche Fassung EN 61000-4-11:2004 |
| DIN EN 61000-4-12     | VDE 0847-4-12                       | 2007-08 | Elektromagnetische Verträglichkeit (EMV) - Teil 4-12: Prüf- und Messverfahren - Störfestigkeit gegen gedämpfte Sinusschwingungen (Ring wave) - (IEC 61000-4-12:2006); Deutsche Fassung EN 61000-4-12:2006 |
| DIN EN 61000-4-13     | VDE 0847-4-13                       | 2010-04 | Elektromagnetische Verträglichkeit (EMV) - Teil 4-13: Prüf- und Messverfahren – Prüfungen der Störfestigkeit am Wechselstrom-Netzanschluss gegen Oberschwingungen und Zwischenharmonische einschließlich leitungsgeführter Störgrößen aus der Signalübertragung auf elektrischen Niederspannungsnetzen - (IEC 61000-4-13:2002 + A1:2009); Deutsche Fassung EN 61000-413:2002 + A1:2009                                                                                  |
| DIN EN 61000-4-14     | VDE 0847-4-14                       | 2010-04 | Elektromagnetische Verträglichkeit (EMV) - Teil 4-14: Prüf- und Messverfahren – Prüfung der Störfestigkeit von Geräten und Einrichtungen mit einem Eingangsstrom bis einschließlich 16 A je Leiter gegen Spannungsschwankungen - (IEC 61000-4-14:1999 + A1:2001 + A2:2009); Deutsche Fassung EN 61000-4-14:1999 + A1:2004 + A2:2009 |
| DIN EN 61000-4-15     | VDE 0847-4-15                       | 2011-10 | Elektromagnetische Verträglichkeit (EMV) - Teil 4-15: Prüf- und Messverfahren – Flickermeter – Funktionsbeschreibung und Auslegungsspezifikation - (IEC 61000-4-15:2010); Deutsche Fassung EN 61000-4-15:2011 |
| DIN EN 61000-4-16     | VDE 0847-4-16                       | 2011-09 | Elektromagnetische Verträglichkeit (EMV) - Teil 4-16: Prüf- und Messverfahren – Prüfung der Störfestigkeit gegen leitungsgeführte, asymmetrische Störgrößen im Frequenzbereich von 0 Hz bis 150 kHz - (IEC 61000-4-16:1998 + A1:2001 + A2:2009); Deutsche Fassung EN 61000-4-16:1998 + A1:2004 + A2:2011 |
| DIN EN 61000-4-17     | VDE 0847-4-17                       | 2005-04 | Elektromagnetische Verträglichkeit (EMV) - Teil 4-17: Prüf- und Messverfahren - Prüfung der Störfestigkeit gegen Wechselanteile der Spannung an Gleichstrom-Netzanschlüssen - (IEC 61000-4-17:1999 + A1:2001); Deutsche Fassung EN 61000-4-17:1999 + A1:2004 |
| DIN EN 61000-4-17/A2  | VDE 0847-4-17/A2                    | 2009-11 | Elektromagnetische Verträglichkeit (EMV) - Teil 4-17: Prüf- und Messverfahren – Prüfung der Störfestigkeit gegen Wechselanteile der Spannung an Gleichstrom-Netzanschlüssen - (IEC 61000-4-17:1999/A2:2008); Deutsche Fassung EN 61000-417:1999/A2:2009 |
| DIN EN 61000-4-18     | VDE 0847-4-18                       | 2007-12 | Elektromagnetische Verträglichkeit (EMV) - Teil 4-18: Prüf- und Messverfahren – Prüfung der Störfestigkeit gegen gedämpft schwingende Wellen - (IEC 61000-4-18:2006); Deutsche Fassung EN 61000-4-18:2007 + Cor.:2007 |
| DIN EN 61000-4-18/A1  | VDE 0847-4-18/A1                    | 2011-04 | Elektromagnetische Verträglichkeit (EMV) - Teil 4-18: Prüf- und Messverfahren – Prüfung der Störfestigkeit gegen gedämpft schwingende Wellen - (IEC 61000-4-18:2006/A1:2010); Deutsche Fassung EN 61000-4-18:2007/A1:2010 |
| DIN EN 61000-4-19     | VDE 0847-4-19                       | 2015-03 | Elektromagnetische Verträglichkeit (EMV) - Teil 4-19: Prüf- und Messverfahren – Prüfung der Störfestigkeit an Wechselstrom-Netzanschlüssen gegen leitungsgeführte symmetrische Störgrößen und Störgrößen aus der Signalübertragung im Frequenzbereich von 2 kHz bis 150 kHz - (IEC 61000-4-19:2014); Deutsche Fassung EN 61000-4-19:2014 |
| DIN EN 61000-4-20     | VDE 0847-4-20                       | 2011-07 | Elektromagnetische Verträglichkeit (EMV) - Teil 4-20: Prüf- und Messverfahren – Messung der Störaussendung und Störfestigkeit in transversal-elektromagnetischen (TEM-)Wellenleitern - (IEC 61000-4-20:2010); Deutsche Fassung EN 61000-4-20:2010 |
| DIN EN 61000-4-20     | VDE 0847-4-20 Berichtigung 1        | 2012-09 | Berichtigung zu DIN EN 61000-4-20 (VDE 0847-4-20):2011-07 |
| DIN EN 61000-4-21     | VDE 0847-4-21                       | 2011-12 | Elektromagnetische Verträglichkeit (EMV) - Teil 4-21: Prüf- und Messverfahren – Verfahren für die Prüfung in der Modenverwirbelungskammer - (IEC 61000-4-21:2011); Deutsche Fassung EN 61000-4-21:2011 |
| DIN EN 61000-4-22     | VDE 0847-4-22                       | 2011-11 | Elektromagnetische Verträglichkeit (EMV) - Teil 4-22: Prüf- und Messverfahren – Messungen der gestrahlten Störaussendung und Prüfungen der Störfestigkeit gegen gestrahlte Störgrößen in Vollabsorberräumen (FAR) - (IEC 61000-4-22:2010); Deutsche Fassung EN 61000-4-22:2011 |
| DIN EN 61000-4-23     | VDE 0847-4-23                       | 2001-12 | Elektromagnetische Verträglichkeit (EMV) - Prüf- und Messverfahren - Prüfverfahren für Geräte zum Schutz gegen HEMP und andere gestrahlte Störgrößen - (IEC 61000-4-23:2000); Deutsche Fassung EN 61000-4-23:2000 |
| DIN EN 61000-4-24     | VDE 0847-4-24                       | 1997-11 | Elektromagnetische Verträglichkeit (EMV) - Prüf- und Meßverfahren - Prüfverfahren für Einrichtungen zum Schutz gegen leitungsgeführte HEMP-Störgrößen - EMV-Grundnorm - (IEC 61000-4-24:1997); Deutsche Fassung EN 61000-4-24:1997 |
| DIN EN 61000-4-25     | VDE 0847-4-25                       | 2013-01 | Elektromagnetische Verträglichkeit (EMV) - Teil 4-25: Prüf- und Messverfahren – Prüfung der Störfestigkeit von Einrichtungen und Systemen gegen HEMP-Störgrößen - (IEC 61000-4-25:2001 + A1:2012); Deutsche Fassung EN 61000-4-25:2002 + A1:2012 |
| DIN EN 61000-4-27     | VDE 0847-4-27                       | 2009-12 | Elektromagnetische Verträglichkeit (EMV) - Teil 4-27: Prüf- und Messverfahren – Prüfung der Störfestigkeit von Geräten mit einem Eingangsstrom, der 16 A je Leiter nicht überschreitet, gegen Unsymmetrie (der Versorgungsspannung) - (IEC 61000-427:2000 + A1:2009); Deutsche Fassung EN 61000-4-27:2000 + A1:2009 |
| DIN EN 61000-4-28     | VDE 0847-4-28                       | 2009-12 | Elektromagnetische Verträglichkeit (EMV) - Teil 4-28: Prüf- und Messverfahren – Prüfung der Störfestigkeit von Geräten mit einem Eingangsstrom, der 16 A je Leiter nicht überschreitet, gegen Schwankungen der energietechnischen Frequenz (Netzfrequenz) - (IEC 61000-4-28:1999 + A1:2001 + A2:2009); Deutsche Fassung EN 61000-4-28:2000 + A1:2004 + A2:2009 |
| DIN EN 61000-4-29     | VDE 0847-4-29                       | 2001-10 | Elektromagnetische Verträglichkeit (EMV) - Prüf- und Messverfahren - Prüfung der Störfestigkeit gegen Spannungseinbrüche, Kurzzeitunterbrechungen und Spannungsschwankungen an Gleichstrom-Netzeingängen - (IEC 61000-4-29:2000); Deutsche Fassung EN 61000-4-29:2000 |
| DIN EN 61000-4-30     | VDE 0847-4-30                       | 2016-01 | Elektromagnetische Verträglichkeit (EMV) - Teil 4-30: Prüf- und Messverfahren – Verfahren zur Messung der Spannungsqualität - (IEC 61000-4-30:2015); Deutsche Fassung EN 61000-4-30:2015 |
| DIN EN 61000-4-34     | VDE 0847-4-34                       | 2010-04 | Elektromagnetische Verträglichkeit (EMV) - Teil 4-34: Prüf- und Messverfahren – Prüfungen der Störfestigkeit von Geräten und Einrichtungen mit einem Netzstrom > 16 A je Leiter gegen Spannungseinbrüche, Kurzzeitunterbrechungen und Spannungsschwankungen - (IEC 61000-4-34:2005 + A1:2009 + Cor.:2009); Deutsche Fassung EN 61000-4-34:2007 + A1:2009 |
| DIN EN 61000-5-5      | VDE 0847-5-5                        | 1997-02 | Elektromagnetische Verträglichkeit (EMV) - Installationsrichtlinien und Abhilfemaßnahmen - Festlegung von Schutzeinrichtungen gegen leitungsgeführte HEMP-Störgrößen - EMV-Grundnorm - (IEC 61000-5-5:1996); Deutsche Fassung EN 61000-5-5:1996 |
| DIN EN 61000-5-7      | VDE 0847-5-7                        | 2001-12 | Elektromagnetische Verträglichkeit (EMV) - Installationsrichtlinien und Abhilfemaßnahmen - Schutzarten durch Gehäuse gegen elektromagnetische Störgrößen (EM-Code) - (IEC 61000-5-7:2000) Deutsche Fassung EN 61000-5-7:2000 |
| DIN IEC/TS 61967-3    | VDE V 0847-21-3                     | 2015-08 | Integrierte Schaltungen – Messung von elektromagnetischen Aussendungen - Teil 3: Messung der abgestrahlten Aussendungen – Verfahren der Oberflächenabtastung - (IEC/TS 61967-3:2014) |
| DIN EN 61967-8        | VDE 0847-21-8                       | 2012-04 | Integrierte Schaltungen – Messung von elektromagnetischen Aussendungen - Teil 8: Messung der abgestrahlten Aussendungen – IC-Streifenleiterverfahren - (IEC 61967-8:2011); Deutsche Fassung EN 61967-8:2011 |
| DIN EN 62132-2        | VDE 0847-22-2                       | 2011-07 | Integrierte Schaltungen – Messung der elektromagnetischen Störfestigkeit - Teil 2: Messung der Störfestigkeit bei Einstrahlungen – TEM-Zellen- und Breitband-TEM-Zellenverfahren - (IEC 62132-2:2010); Deutsche Fassung EN 62132-2:2011 |
| DIN EN 62132-8        | VDE 0847-22-8                       | 2013-03 | Integrierte Schaltungen – Messung der elektromagnetischen Störfestigkeit - Teil 8: Messung der Störfestigkeit bei Einstrahlungen – IC-Streifenleiterverfahren - (IEC 62132-8:2012); Deutsche Fassung EN 62132-8:2012 |
| DIN IEC/TS 62132-9    | VDE V 0847-22-9                     | 2015-08 | Integrierte Schaltungen – Messung der elektromagnetischen Störfestigkeit - Teil 9: Messung der Störfestigkeit bei Einstrahlungen – Verfahren der Oberflächenabtastung - (IEC/TS 62132-9:2014) |
| DIN EN 62215-3        | VDE 0847-23-3                       | 2014-04 | Integrierte Schaltungen – Messung der Störfestigkeit gegen Impulse - Teil 3: Asynchrones Transienteneinspeisungs-Verfahren - (IEC 62215-3:2013); Deutsche Fassung EN 62215-3:2013 |
| DIN EN 50413          | VDE 0848-1                          | 2009-08 | Grundnorm zu Mess- und Berechnungsverfahren der Exposition von Personen in elektrischen, magnetischen und elektromagnetischen Feldern (0 Hz bis 300 GHz); - Deutsche Fassung EN 50413:2008 |
| DIN EN 50413/A1       | VDE 0848-1/A1                       | 2014-07 | Grundnorm zu Mess- und Berechnungsverfahren der Exposition von Personen in elektrischen, magnetischen und elektromagnetischen Feldern (0 Hz bis 300 GHz); - Deutsche Fassung EN 50413:2008/A1:2013 |
| DIN VDE 0848-5        | VDE 0848-5                          | 2001-01 | Sicherheit in elektrischen, magnetischen und elektromagnetischen Feldern - Explosionsschutz |
| DIN EN 62110          | VDE 0848-110                        | 2010-08 | Elektrische und magnetische Felder, die von Wechselstrom-Energieversorgungssystemen erzeugt werden - Messverfahren im Hinblick auf die Exposition der Allgemeinbevölkerung - (IEC 62110:2009); Deutsche Fassung EN 62110:2009 |
| DIN EN 62110          | VDE 0848-110 Berichtigung 1         | 2015-07 | Berichtigung zu DIN EN 62110 (VDE 0848-110):2010-08; (IEC-Cor.:2015 zu IEC 62110:2009) |
| DIN EN 62209-1        | VDE 0848-209-1                      | 2007-03 | Sicherheit von Personen in hochfrequenten Feldern von handgehaltenen und am Körper getragenen schnurlosen Kommunikationsgeräten - Körpermodelle, Messgeräte und Verfahren - Teil 1: Verfahren zur Bestimmung der spezifischen Absorptionsrate (SAR) von handgehaltenen Geräten, die in enger Nachbarschaft zum Ohr benutzt werden (Frequenzbereich von 300 MHz bis 3 GHz) - (IEC 62209-1:2005); Deutsche Fassung EN 62209-1:2006                                        |
| DIN EN 62209-2        | VDE 0848-209-2                      | 2011-03 | Sicherheit von Personen in hochfrequenten Feldern von handgehaltenen und am Körper getragenen schnurlosen Kommunikationsgeräten – Körpermodelle, Messgeräte und Verfahren - Teil 2: Verfahren zur Bestimmung der spezifischen Absorptionsrate (SAR) von schnurlosen Kommunikationsgeräten, die in enger Nachbarschaft zum menschlichen Körper verwendet werden (Frequenzbereich von 30 MHz bis 6 GHz) - (IEC 62209-2:2010 + Cor.:2010); Deutsche Fassung EN 622092:2010 |
| DIN EN 62311          | VDE 0848-211                        | 2008-09 | Bewertung von elektrischen und elektronischen Einrichtungen in Bezug auf Begrenzungen der Exposition von Personen in elektromagnetischen Feldern (0 Hz bis 300 GHz) - (IEC 62311:2007, modifiziert); Deutsche Fassung EN 62311:2008 |
| DIN EN 62226-1        | VDE 0848-226-1                      | 2005-10 | Sicherheit in elektrischen oder magnetischen Feldern im niedrigen und mittleren Frequenzbereich - Verfahren zur Berechnung der induzierten Körperstromdichte und des im menschlichen Körper induzierten elektrischen Feldes - Teil 1: Allgemeines - (IEC 62226-1:2004); Deutsche Fassung EN 62226-1:2005 |
| DIN EN 62226-2-1      | VDE 0848-226-2-1                    | 2005-09 | Sicherheit in elektrischen oder magnetischen Feldern im niedrigen und mittleren Frequenzbereich - Verfahren zur Berechnung der induzierten Körperstromdichte und des im menschlichen Körper induzierten elektrischen Feldes - Teil 2-1: Exposition gegenüber magnetischen Feldern - 2D-Modelle - (IEC 62226-2-1:2004); Deutsche Fassung EN 62226-2-1:2005 |
| DIN EN 62226-3-1      | VDE 0848-226-3-1                    | 2008-06 | Sicherheit in elektrischen oder magnetischen Feldern im niedrigen und mittleren Frequenzbereich – Verfahren zur Berechnung der induzierten Körperstromdichte und des im menschlichen Körper induzierten elektrischen Feldes - Teil 3-1: Exposition gegenüber elektrischen Feldern – Analytische Modelle und numerische 2D-Modelle - (IEC 62226-3-1:2007); Deutsche Fassung EN 62226-3-1:2007                                                                            |
| DIN EN 50360          | VDE 0848-360                        | 2013-01 | Produktnorm zum Nachweis der Übereinstimmung von Mobiltelefonen mit den Basisgrenzwerten hinsichtlich der Sicherheit von Personen in elektromagnetischen Feldern (300 MHz bis 3 GHz); - Deutsche Fassung EN 50360:2001 + Cor.:2006 + A1:2012 |
| DIN EN 50364          | VDE 0848-364                        | 2010-11 | Begrenzung der Exposition von Personen gegenüber elektromagnetischen Feldern von Geräten, die im Frequenzbereich von 0 Hz bis 300 GHz betrieben und in der elektronischen Artikelüberwachung (en: EAS), Hochfrequenz-Identifizierung (en: RFID) und ähnlichen Anwendungen verwendet werden; - Deutsche Fassung EN 50364:2010 |
| DIN EN 62369-1        | VDE 0848-369-1                      | 2010-03 | Ermittlung der Exposition von Personen gegenüber elektromagnetischen Feldern im Frequenzbereich 0 GHz bis 300 GHz durch Geräte mit kurzer Reichweite für verschiedene Anwendungen - Teil 1: Felder, die durch Geräte erzeugt werden, die zur elektronischen Artikelüberwachung, Hochfrequenz-Identifizierung und für ähnliche Anwendungen verwendet werden - (IEC 623691:2008); Deutsche Fassung EN 62369-1:2009                                                        |
| DIN EN 50383          | VDE 0848-383                        | 2011-06 | Grundnorm für die Berechnung und Messung der elektromagnetischen Feldstärke und SAR in Bezug auf die Sicherheit von Personen in elektromagnetischen Feldern von Mobilfunk-Basisstationen und stationären Teilnehmergeräten von schnurlosen Telekommunikationsanlagen (110 MHz bis 40 GHz); - Deutsche Fassung EN 50383:2010 |
| DIN EN 50384          | VDE 0848-384                        | 2003-05 | Produktnorm zur Konformitätsüberprüfung von Mobilfunk-Basisstationen und stationären Teilnehmergeräten für schnurlose Telekommunikationsanlagen im Hinblick auf die Basisgrenz- und Referenzwerte bezüglich der Exposition von Personen gegenüber elektromagnetischen Feldern (110 MHz bis 40 GHz) - Berufliche Exposition - Deutsche Fassung EN 50384:2002 |
| DIN EN 50385          | VDE 0848-385                        | 2003-05 | Produktnorm zur Konformitätsüberprüfung von Mobilfunk-Basisstationen und stationären Teilnehmergeräten für schnurlose Telekommunikationsanlagen im Hinblick auf die Basisgrenz- und Referenzwerte bezüglich der Exposition von Personen gegenüber elektromagnetischen Feldern (110 MHz bis 40 GHz) - Allgemeinbevölkerung - Deutsche Fassung EN 50385:2002 |
| DIN EN 50400          | VDE 0848-400                        | 2013-08 | Grundnorm zum Nachweis der Übereinstimmung von stationären Einrichtungen für Funkübertragungen (110 MHz bis 40 GHz), die zur Verwendung in schnurlosen Telekommunikationsnetzen vorgesehen sind, bei ihrer Inbetriebnahme mit den Basisgrenzwerten oder den Referenzwerten bezüglich der Exposition der Allgemeinbevölkerung gegenüber hochfrequenten elektromagnetischen Feldern; - Deutsche Fassung EN 50400:2006 + AC:2011 + A1:2012                                 |
| DIN EN 50401          | VDE 0848-401                        | 2012-06 | Produktnorm zum Nachweis der Übereinstimmung von stationären Einrichtungen für Funkübertragungen (110 MHz bis 40 GHz), die zur Verwendung in schnurlosen Telekommunikationsnetzen vorgesehen sind, bei ihrer Inbetriebnahme mit den Basisgrenzwerten oder den Referenzwerten bezüglich der Exposition der Allgemeinbevölkerung gegenüber hochfrequenten elektromagnetischen Feldern; - Deutsche Fassung EN 50401:2006 + A1:2011                                         |
| DIN EN 50420          | VDE 0848-420                        | 2007-01 | Grundnorm für die Berechnung und Messung der Exposition von Personen gegenüber elektromagnetischen Feldern von einzelnen Rundfunksendern (30 MHz bis 40 GHz); - Deutsche Fassung EN 50420:2006 |
| DIN EN 50421          | VDE 0848-421                        | 2007-01 | Produktnorm zum Nachweis der Übereinstimmung von einzelnen Rundfunksendern mit den Referenzwerten oder den Basisgrenzwerten bezüglich der Exposition der Allgemeinbevölkerung gegenüber hochfrequenten elektromagnetischen Feldern (30 MHz bis 40 GHz); - Deutsche Fassung EN 50421:2006 |
| DIN EN 50475          | VDE 0848-475                        | 2009-01 | Grundnorm für die Berechnung und Messung der Exposition von Personen gegenüber elektromagnetischen Feldern von Rundfunksendern in den KW-Bändern (3 MHz bis 30 MHz); - Deutsche Fassung EN 50475:2008 |
| DIN EN 50476          | VDE 0848-476                        | 2009-01 | Produktnorm zum Nachweis der Übereinstimmung von Rundfunksendern mit den Referenzwerten und den Basisgrenzwerten bezüglich der Exposition der Allgemeinbevölkerung gegenüber hochfrequenten elektromagnetischen Feldern (3 MHz bis 30 MHz); - Deutsche Fassung EN 50476:2008 |
| DIN EN 62479          | VDE 0848-479                        | 2011-09 | Beurteilung der Übereinstimmung von elektronischen und elektrischen Geräten kleiner Leistung mit den Basisgrenzwerten für die Sicherheit von Personen in elektromagnetischen Feldern (10 MHz bis 300 GHz) - (IEC 62479:2010, modifiziert); Deutsche Fassung EN 62479:2010 |
| DIN EN 50492          | VDE 0848-492                        | 2014-09 | Grundnorm für die Messung der elektromagnetischen Feldstärke am Aufstell- und Betriebsort von Basisstationen in Bezug auf die Sicherheit von in ihrer Nähe befindlichen Personen; - Deutsche Fassung EN 50492:2008 + A1:2014 |
| DIN EN 62493          | VDE 0848-493                        | 2010-09 | Beurteilung von Beleuchtungseinrichtungen bezüglich der Exposition von Personen gegenüber elektromagnetischen Feldern - (IEC 62493:2009); Deutsche Fassung EN 62493:2010 |
| DIN EN 50496          | VDE 0848-496                        | 2009-09 | Ermittlung der Exposition von Arbeitnehmern gegenüber elektromagnetischen Feldern und Bewertung des Risikos am Standort eines Rundfunksenders; - Deutsche Fassung EN 50496:2008 |
| DIN EN 50496          | VDE 0848-496 Berichtigung 1         | 2009-11 | Berichtigung zu DIN EN 50496 (VDE 0848-496):2009-09 |
| DIN EN 50499          | VDE 0848-499                        | 2009-11 | Verfahren für die Beurteilung der Exposition von Arbeitnehmern gegenüber elektromagnetischen Feldern; - Deutsche Fassung EN 50499:2008 |
| DIN EN 50519          | VDE 0848-519                        | 2010-11 | Beurteilung der Exposition von Arbeitnehmern gegenüber elektrischen und magnetischen Feldern von industriellen induktiven Elektrowärmeanlagen; - Deutsche Fassung EN 50519:2010 |
| DIN EN 50527-1        | VDE 0848-527-1                      | 2011-01 | Verfahren zur Beurteilung der Exposition von Arbeitnehmern mit aktiven implantierbaren medizinischen Geräten (AIMD) gegenüber elektromagnetischen Feldern - Teil 1: Allgemeine Festlegungen; - Deutsche Fassung EN 50527-1:2010 |
| DIN EN 50527-2-1      | VDE 0848-527-2-1                    | 2012-05 | Verfahren zur Beurteilung der Exposition von Arbeitnehmern mit aktiven implantierbaren medizinischen Geräten (AIMD) gegenüber elektromagnetischen Feldern - Teil 2-1: Besondere Beurteilung für Arbeitnehmer mit Herzschrittmachern; - Deutsche Fassung EN 50527-2-1:2011 |
| DIN EN 50554          | VDE 0848-554                        | 2011-11 | Grundnorm für die Bewertung eines Rundfunkstandorts vor Ort in Bezug auf die Exposition der Allgemeinbevölkerung gegenüber hochfrequenten elektromagnetischen Feldern; - Deutsche Fassung EN 50554:2010 |
| DIN EN 50566          | VDE 0848-566                        | 2013-12 | Produktnorm zum Nachweis der Übereinstimmung von hochfrequenten Feldern von handgehaltenen und am Körper getragenen schnurlosen Kommunikationsgeräten, die durch die Allgemeinbevölkerung verwendet werden (30 MHz bis 6 GHz); - Deutsche Fassung EN 50566:2013 |
| DIN EN 61786-1        | VDE 0848-786-1                      | 2014-10 | Messung von magnetischen Gleichfeldern und von elektrischen und magnetischen Wechselfeldern von 1 Hz bis 100 kHz im Hinblick auf die Exposition von Personen - Teil 1: Anforderungen an Messgeräte - (IEC 61786-1:2013); Deutsche Fassung EN 61786-1:2014 |
| DIN EN 50491-1        | VDE 0849-1                          | 2014-11 | Allgemeine Anforderungen an die Elektrische Systemtechnik für Heim und Gebäude (ESHG) und an Systeme der Gebäudeautomation (GA) - Teil 1: Allgemeine Anforderungen; - Deutsche Fassung EN 50491-1:2014 |
| DIN EN 50491-2        | VDE 0849-2                          | 2015-10 | Allgemeine Anforderungen an die Elektrische Systemtechnik für Heim und Gebäude (ESHG) und an Systeme der Gebäudeautomation (GA) - Teil 2: Umgebungsbedingungen; - Deutsche Fassung EN 50491-2:2010 + A1:2015 |
| DIN EN 50491-3        | VDE 0849-3                          | 2010-03 | Allgemeine Anforderungen an die Elektrische Systemtechnik für Heim und Gebäude (ESHG) und an Systeme der Gebäudeautomation (GA) - Teil 3: Anforderungen an die elektrische Sicherheit; - Deutsche Fassung EN 50491-3:2009 |
| DIN EN 50491-4-1      | VDE 0849-4-1                        | 2012-11 | Allgemeine Anforderungen an die Elektrische Systemtechnik für Heim und Gebäude (ESHG) und an Systeme der Gebäudeautomation (GA) - Teil 4-1: Anforderungen an die funktionale Sicherheit für Produkte, die für den Einbau in ESHG/GA vorgesehen sind; - Deutsche Fassung EN 50491-4-1:2012 |
| DIN EN 50491-5-1      | VDE 0849-5-1                        | 2010-11 | Allgemeine Anforderungen an die Elektrische Systemtechnik für Heim und Gebäude (ESHG) und an Systeme der Gebäudeautomation (GA) - Teil 5-1: EMV-Anforderungen, Bedingungen und Prüfungen; - Deutsche Fassung EN 50491-5-1:2010 |
| DIN EN 50491-5-2      | VDE 0849-5-2                        | 2010-11 | Allgemeine Anforderungen an die Elektrische Systemtechnik für Heim und Gebäude (ESHG) und an Systeme der Gebäudeautomation (GA) - Teil 5-2: EMV-Anforderungen an ESHG/GA für den Gebrauch in Wohnbereichen, Geschäfts- und Gewerbebereichen sowie in Kleinbetrieben; - Deutsche Fassung EN 50491-5-2:2010 |
| DIN EN 50491-5-3      | VDE 0849-5-3                        | 2010-11 | Allgemeine Anforderungen an die Elektrische Systemtechnik für Heim und Gebäude (ESHG) und an Systeme der Gebäudeautomation (GA) - Teil 5-3: EMV-Anforderungen an ESHG/GA für den Gebrauch im Industriebereich; - Deutsche Fassung EN 50491-5-3:2010 |
| DIN EN 50491-6-1      | VDE 0849-6-1                        | 2014-10 | Allgemeine Anforderungen an die Elektrische Systemtechnik für Heim und Gebäude (ESHG) und an Systeme der Gebäudeautomation (GA) - Teil 6-1: ESHG-Installationen – Installation und Planung; - Deutsche Fassung EN 50491-6-1:2014 |
| DIN EN 50491-11       | VDE 0849-11                         | 2016-02 | Allgemeine Anforderungen an die Elektrische Systemtechnik für Heim und Gebäude (ESHG) und an Systeme der Gebäudeautomation (GA) - Teil 11: Smart Metering – Applikationsbeschreibung – Einfache externe Verbrauchsanzeige; - Deutsche Fassung EN 50491-11:2015 |
| DIN CLC/TS 50560      | VDE V 0849-560                      | 2015-04 | Rahmenspezifikation für Interoperabilitätsanforderungen (IFRS); - Deutsche Fassung CLC/TS 50560:2014 |
| DIN 57850             | VDE 0850                            | 1980-03 | Ankopplungs-Einrichtungen zur Trägerfrequenz-Nachrichtenübertragung über Hochspannungsleitungen (TFH-Anlagen) |
| DIN EN 62488-1        | VDE 0850-488-1                      | 2013-11 | Systeme zur Kommunikation über Hochspannungsleitungen für Anwendungen der elektrischen Energieversorgung - Teil 1: Planung von Systemen zur analogen und digitalen Nachrichtenübertragung über Hochspannungsleitungen - (IEC 62488-1:2012); Deutsche Fassung EN 62488-1:2013 |
| DIN VDE 0851          | VDE 0851                            | 1993-02 | Sperren für die Trägerfrequenz-Nachrichtenübertragung über Hochspannungsleitungen (TFH-Sperren) - (IEC 60353:1989, mod.) |
| DIN VDE 0852-1        | VDE 0852-1                          | 2000-12 | Schutzsignal-Übertragungseinrichtungen für Energieversorgungsnetze - Leistungsmerkmale und Prüfungen - Systeme mit Übertragung von Befehlen - (IEC 60834-1:1999); Deutsche Fassung EN 60834-1:1999 |
| DIN VDE 0852-2        | VDE 0852-2                          | 1995-11 | Leistungsmerkmale und Prüfungen für Schutzsignal-Übertragungseinrichtungen für Energieversorgungsnetze - Systeme mit Übertragung analoger Größen -(IEC 60843-2:1993, mod.); Deutsche Fassung HD 543.2 S1:1995 |
| DIN EN 50083          | VDE 0855 Beiblatt 1                 | 2002-01 | Kabelnetze für Fernsehsignale, Tonsignale und interaktive Dienste - Leitfaden für den Potentialausgleich in vernetzten Systemen |
| DIN EN 60728-11       | VDE 0855-1                          | 2011-06 | Kabelnetze für Fernsehsignale, Tonsignale und interaktive Dienste - Teil 11: Sicherheitsanforderungen - (IEC 60728-11:2010); Deutsche Fassung EN 60728-11:2010 |
| DIN EN 60728-3        | VDE 0855-3                          | 2011-10 | Kabelnetze für Fernsehsignale, Tonsignale und interaktive Dienste - Teil 3: Aktive Breitbandgeräte für Kabelnetze - (IEC 607283:2010); Deutsche Fassung EN 60728-3:2011 |
| DIN EN 60728-3-1      | VDE 0855-3-1                        | 2013-02 | Kabelnetze für Fernsehsignale, Tonsignale und interaktive Dienste - Teil 3-1: Messverfahren für die Nichtlinearität bei voller digitaler Kanallast mit DVB-C-Signalen - (IEC 60728-3-1:2012); Deutsche Fassung EN 60728-3-1:2012 |
| DIN CLC/TS 50083-3-3  | VDE V 0855-3-3                      | 2015-06 | Kabelnetze für Fernsehsignale, Tonsignale und interaktive Dienste - Teil 3-3: Aktive Breitbandgeräte für Kabelnetze - Messverfahren für den maximalen Betriebs-Ausgangspegel im Rückweg; - Deutsche Fassung CLC/TS 50083-3-3:2014 |
| DIN EN 60728-4        | VDE 0855-4                          | 2008-11 | Kabelnetze für Fernsehsignale, Tonsignale und interaktive Dienste - Teil 4: Passive Breitbandgeräte für koaxiale Kabelnetze (IEC 60728-4:2007); Deutsche Fassung EN 60728-4:2008 |
| DIN EN 60728-5        | VDE 0855-5                          | 2008-11 | Kabelnetze für Fernsehsignale, Tonsignale und interaktive Dienste - Teil 5: Geräte für Kopfstellen - (IEC 60728-5:2007); Deutsche Fassung EN 60728-5:2008 |
| DIN EN 60728-6        | VDE 0855-6                          | 2012-02 | Kabelnetze für Fernsehsignale, Tonsignale und interaktive Dienste - Teil 6: Optische Geräte - (IEC 60728-6:2011); Deutsche Fassung EN 60728-6:2011 |
| DIN EN 60728-1        | VDE 0855-7                          | 2015-03 | Kabelnetze für Fernsehsignale, Tonsignale und interaktive Dienste - Teil 1: Systemanforderungen in Vorwärtsrichtung - (IEC 60728-1:2014); Deutsche Fassung EN 60728-1:2014 |
| DIN EN 60728-1-1      | VDE 0855-7-1                        | 2015-02 | Kabelnetze für Fernsehsignale, Tonsignale und interaktive Dienste - Teil 1-1: Zweiwege-HF-Wohnungsvernetzung - (IEC 60728-11:2014); Deutsche Fassung EN 60728-1-1:2014 |
| DIN EN 60728-1-2      | VDE 0855-7-2                        | 2015-02 | Kabelnetze für Fernsehsignale, Tonsignale und interaktive Dienste - Teil 1-2: Leistungsanforderungen an Signale der Teilnehmeranschlussdose im realen Betrieb - (IEC 60728-1-2:2014); Deutsche Fassung EN 60728-1-2:2014 |
| DIN EN 50083-8        | VDE 0855-8                          | 2014-04 | Kabelnetze für Fernsehsignale, Tonsignale und interaktive Dienste - Teil 8: Elektromagnetische Verträglichkeit von Kabelnetzen; - Deutsche Fassung EN 50083-8:2013 |
| DIN EN 50083-9        | VDE 0855-9                          | 2003-05 | Kabelnetze für Fernsehsignale, Tonsignale und interaktive Dienste - Schnittstellen für CATV-/SMATV-Kopfstellen und vergleichbare professionelle Geräte für DVB/MPEG-2-Transportströme - Deutsche Fassung EN 50083-9:2002 |
| DIN EN 50083-10       | VDE 0855-10 Beiblatt 1              | 2010-09 | Kabelnetze für Fernsehsignale, Tonsignale und interaktive Dienste - Teil 10-1: Leitfaden für die Einrichtung von Rückkanälen in Kabelnetzen; - Deutsche Fassung CLC/TR 50083-10-1:2009 |
| DIN EN 60728-10       | VDE 0855-10                         | 2014-12 | Kabelnetze für Fernsehsignale, Tonsignale und interaktive Dienste - Teil 10: Rückweg-Systemanforderungen - (IEC 6072810:2014); Deutsche Fassung EN 60728-10:2014 |
| DIN EN 60728-13       | VDE 0855-13                         | 2010-10 | Kabelnetze für Fernsehsignale, Tonsignale und interaktive Dienste - Teil 13: Optische Anlagen zur Übertragung von Rundfunksignalen - (IEC 60728-13:2010); Deutsche Fassung EN 60728-13:2010 |
| DIN EN 60728-13       | VDE 0855-13 Berichtigung 1          | 2010-12 | Berichtigung zu DIN EN 60728-13 (VDE 0855-13):2010-10; (IEC-Cor.:2010 zu IEC 60728-13:2010) |
| DIN EN 60728-13-1     | VDE 0855-13-1                       | 2013-04 | Kabelnetze für Fernsehsignale, Tonsignale und interaktive Dienste - Teil 13-1: Bandbreitenerweiterung für Rundfunksignale in FTTH-Systemen - (IEC 60728-13-1:2012); Deutsche Fassung EN 60728-13-1:2012 |
| DIN EN 60728-14       | VDE 0855-14                         | 2014-12 | Kabelnetze für Fernsehsignale, Tonsignale und interaktive Dienste - Teil 14: Optische Übertragungssysteme mit RFoG-Technik - (IEC 60728-14:2014); Deutsche Fassung EN 60728-14:2014 |
| DIN EN 50083-2        | VDE 0855-200                        | 2016-03 | Kabelnetze für Fernsehsignale, Tonsignale und interaktive Dienste - Teil 2: Elektromagnetische Verträglichkeit von Geräten; - Deutsche Fassung EN 50083-2:2012 + A1:2015 |
| DIN VDE 0855-300      | VDE 0855-300                        | 2008-08 | Funksende-/-empfangssysteme für Senderausgangsleistungen bis 1 kW - Teil 300: Sicherheitsanforderungen |
| DIN EN 50585          | VDE 0855-585                        | 2015-02 | Kommunikationsprotokoll zum Transport von Satellitensignalen über IP-Netze; - Deutsche Fassung EN 50585:2014 |
| DIN EN 50607          | VDE 0855-607                        | 2015-05 | Verteilen von Satellitensignalen über ein Koaxialkabel - Zweite Generation; - Deutsche Fassung EN 50607:2015 |
| DIN EN 60065          | VDE 0860 Berichtigung 1             | 2016-05 | Berichtigung zu DIN EN 60065 (VDE 0860):2015-11, (IEC 60065:2014/COR1:2015); Deutsche Fassung EN 60065:2014/AC:2016 |
| DIN EN 61965          | VDE 0864-1                          | 2004-06 | Mechanische Sicherheit von Kathodenstrahlröhren - (IEC 61965:2003); Deutsche Fassung EN 61965:2003 |
| DIN EN 60215          | VDE 0866                            | 1993-12 | Sicherheitsbestimmung für Funksender - (IEC 60215:1987 + A1:1990); Deutsche Fassung EN60215:1989 + A1:1992 |
| DIN EN 60215/A2       | VDE 0866/A1                         | 1995-03 | Sicherheitsbestimmung für Funksender - (IEC 60215/A2:1993); Deutsche Fassung EN 60215/A2:1994 |
|                       | VDE-AR-E 2866-10 Anwendungsregel    | 2009-07 | Funkanlagen für die digitale Übertragung von Bild- und Tonsignalen der Behörden und Organisationen mit Sicherheitsaufgaben im 2,3-GHz-Frequenzbereich - Technische Anforderungen und deren Messmethoden |
| DIN EN 62368-1        | VDE 0868-1                          | 2016-05 | Einrichtungen für Audio/Video-, Informations- und Kommunikationstechnik - Teil 1: Sicherheitsanforderungen - (IEC 62368-1:2014, modifiziert + Cor.:2015); Deutsche Fassung EN 62368-1:2014 + AC:2015 |
| DIN EN 62087          | VDE 0868-100                        | 2013-08 | Messverfahren für die Leistungsaufnahme von Audio-, Video- und verwandten Geräten - (IEC 62087:2011); Deutsche Fassung EN 62087:2012 |
| DIN CLC/TS 62441      | VDE V 0868-441                      | 2010-05 | Zufällige Entzündung von Geräten der Audio/Video-, Kommunikations- und Informationstechnologie durch Kerzenflamme - (IEC/TS 62441:2006); Deutsche Fassung CLC/TS 62441:2007 |
| DIN EN 55013          | VDE 0872-13                         | 2013-11 | Ton- und Fernseh-Rundfunkempfänger und verwandte Geräte der Unterhaltungselektronik - Funkstöreigenschaften – Grenzwerte und Messverfahren - (CISPR 13:2009, modifiziert); Deutsche Fassung EN 55013:2013 |
| DIN EN 55020          | VDE 0872-20 Beiblatt 1              | 2003-08 | Beiblatt 1 zu DIN EN 55020 (VDE 0872 Teil 2):2003-02 Ton- und Fernseh-Rundfunkempfänger und verwandte Geräte der Unterhaltungselektronik - Störfestigkeitseigenschaften - Grenzwerte und Prüfverfahren |
| DIN EN 55020          | VDE 0872-20                         | 2007-09 | Ton- und Fernseh-Rundfunkempfänger und verwandte Geräte der Unterhaltungselektronik - Störfestigkeitseigenschaften - Grenzwerte und Prüfverfahren - (IEC/CISPR 20:2006); Deutsche Fassung EN 55020:2007 |
| DIN EN 55020/A11      | VDE 0872-20/A1                      | 2012-06 | Ton- und Fernseh-Rundfunkempfänger und verwandte Geräte der Unterhaltungselektronik - Störfestigkeitseigenschaften – Grenzwerte und Prüfverfahren; - Deutsche Fassung EN 55020:2007/A11:2011 |
| DIN VDE 0873          | VDE 0873 Beiblatt 1                 | 1986-06 | Die spezifischen Eigenschaften der von Hochspannungsfreileitungen und -anlagen verursachten Funkstörungen - Beschreibung der physikalischen Vorgänge - Identisch mit CISPR 18-1:1982 |
| DIN VDE 0873          | VDE 0873 Beiblatt 2                 | 1990-02 | Die spezifischen Eigenschaften der von Hochspannungsfreileitungen und -anlagen verursachten Funkstörungen - Meßverfahren und Methoden zur Bestimmung von Grenzwerten - Identisch mit CISPR 18-2:1986 |
| DIN VDE 0873          | VDE 0873 Beiblatt 3                 | 1991-01 | Die spezifischen Eigenschaften der von Hochspannungsfreileitungen und -anlagen verursachten Funkstörungen - Leitfaden zur Minimierung von Funkstörungen - Identisch mit CISPR 18-3:1986 |
| DIN 57873-1           | VDE 0873-1                          | 1982-05 | Maßnahmen gegen Funkstörungen durch Anlagen der Elektrizitätsversorgung und elektrischer Bahnen - Funkstörungen durch Anlagen ab 10 kV Nennspannung |
| DIN 57873-2           | VDE 0873-2                          | 1983-06 | Maßnahmen gegen Funkstörungen durch Anlagen der Elektrizitätsversorgung und elektrischer Bahnen - Funkstörungen durch Anlagen unter 10 kV Nennspannung und durch elektrische Bahnen |
| DIN EN 55011          | VDE 0875-11                         | 2011-04 | Industrielle, wissenschaftliche und medizinische Geräte - Funkstörungen – Grenzwerte und Messverfahren - (IEC/CISPR 11:2009, modifiziert + A1:2010); Deutsche Fassung EN 55011:2009 + A1:2010 |
| DIN EN 55014-1        | VDE 0875-14-1                       | 2012-05 | Elektromagnetische Verträglichkeit – Anforderungen an Haushaltgeräte, Elektrowerkzeuge und ähnliche Elektrogeräte - Teil 1: Störaussendung - (CISPR 14-1:2005 + A1:2008 + Cor.:2009 + A2:2011); Deutsche Fassung EN 55014-1:2006 + A1:2009 + A2:2011 |
| DIN EN 55014-2        | VDE 0875-14-2                       | 2016-01 | Elektromagnetische Verträglichkeit – Anforderungen an Haushaltgeräte, Elektrowerkzeuge und ähnliche Elektrogeräte - Teil 2: Störfestigkeit – Produktfamiliennorm - (CISPR 14-2:2015); Deutsche Fassung EN 55014-2:2015 |
| DIN EN 55015          | VDE 0875-15-1 Beiblatt 1            | 2014-12 | Grenzwerte und Messverfahren für Funkstörungen von elektrischen Beleuchtungseinrichtungen und ähnlichen Elektrogeräten; Beiblatt 1: Verfahren zur Messung von elektromagnetischen Aussendungen - Teil 1: Elektronische Steuerung für einseitig und zweiseitig gesockelte Leuchtstofflampen - (CISPR/TR 30-1:2012) |
| DIN EN 55015          | VDE 0875-15-1 Beiblatt 2            | 2014-12 | Grenzwerte und Messverfahren für Funkstörungen von elektrischen Beleuchtungseinrichtungen und ähnlichen Elektrogeräten; Beiblatt 2: Verfahren zur Messung von elektromagnetischen Aussendungen - Teil 2: Elektronische Steuerung für Entladungslampen, ausgenommen Leuchtstofflampen - (CISPR/TR 30-2:2012) |
| DIN EN 55015          | VDE 0875-15-1                       | 2016-04 | Grenzwerte und Messverfahren für Funkstörungen von elektrischen Beleuchtungseinrichtungen und ähnlichen Elektrogeräten - (CISPR 15:2013 + IS1:2013 + IS2:2013 + A1:2015); Deutsche Fassung EN 55015:2013 + A1:2015 |
| DIN EN 61547          | VDE 0875-15-2                       | 2010-03 | Einrichtungen für allgemeine Beleuchtungszwecke - EMV-Störfestigkeitsanforderungen - (IEC 61547:2009); Deutsche Fassung EN 61547:2009 |
| DIN EN 61547          | VDE 0875-15-2 Berichtigung 1        | 2010-07 | Berichtigung zu DIN EN 61547 (VDE 0875-15-2):2010-03; (IEC-Cor.:2010 zu IEC 61547:2009) |
| DIN EN 55103-1        | VDE 0875-103-1                      | 2013-11 | Elektromagnetische Verträglichkeit – Produktfamiliennorm für Audio-, Video- und audiovisuelle Einrichtungen sowie für Studio-Lichtsteuereinrichtungen für professionellen Einsatz - Teil 1: Störaussendungen; - Deutsche Fassung EN 55103-1:2009 + A1:2012 |
| DIN EN 55103-2        | VDE 0875-103-2                      | 2010-07 | Elektromagnetische Verträglichkeit – Produktfamiliennorm für Audio-, Video- und audiovisuelle Einrichtungen sowie für Studio-Lichtsteuereinrichtungen für professionellen Einsatz - Teil 2: Störfestigkeit; - Deutsche Fassung EN 55103-2:2009 |
| DIN EN 50370-1        | VDE 0875-370-1                      | 2006-02 | Elektromagnetische Verträglichkeit (EMV) - Produktfamiliennorm für Werkzeugmaschinen - Teil 1: Störaussendung; - Deutsche Fassung EN 50370-1:2005 |
| DIN EN 50370-1        | VDE 0875-370-1 Berichtigung 1       | 2010-07 | Berichtigung zu DIN EN 50370-1 (VDE 0875-370-1):2006-02 |
| DIN EN 50370-2        | VDE 0875-370-2                      | 2003-08 | Elektromagnetische Verträglichkeit (EMV) - Produktfamiliennorm für Werkzeugmaschinen - Teil 2: Störfestigkeit - Deutsche Fassung EN 50370-2:2003 |
| DIN EN 55016-1-1      | VDE 0876-16-1-1                     | 2015-05 | Anforderungen an Geräte und Einrichtungen sowie Festlegung der Verfahren zur Messung der hochfrequenten Störaussendung (Funkstörungen) und Störfestigkeit - Teil 1-1: Geräte und Einrichtungen zur Messung der hochfrequenten Störaussendung (Funkstörungen) und Störfestigkeit – Messgeräte - (CISPR 16-1-1:2010 + A1:2010 + A2:2014); Deutsche Fassung EN 55016-11:2010 + A1:2010 + A2:2014                                                                           |
| DIN EN 55016-1-2      | VDE 0876-16-1-2                     | 2015-02 | Anforderungen an Geräte und Einrichtungen sowie Festlegung der Verfahren zur Messung der hochfrequenten Störaussendung (Funkstörungen) und Störfestigkeit - Teil 1-2: Geräte und Einrichtungen zur Messung der hochfrequenten Störaussendung (Funkstörungen) und Störfestigkeit – Koppeleinrichtungen zur Messung der leitungsgeführten Störaussendung - (CISPR 16-12:2014); Deutsche Fassung EN 55016-1-2:2014                                                         |
| DIN EN 55016-1-3      | VDE 0876-16-1-3                     | 2007-05 | Anforderungen an Geräte und Einrichtungen sowie Festlegung der Verfahren zur Messung der hochfrequenten Störaussendung (Funkstörungen) und Störfestigkeit - Teil 1-3: Geräte und Einrichtungen zur Messung der hochfrequenten Störaussendung (Funkstörungen) und Störfestigkeit - Zusatz-/Hilfseinrichtungen - Störleistungsmessung - (IEC/CISPR 16-1-3:2004 + Corrigendum 1:Februar 2006); Deutsche Fassung EN 55016-1-3:2006                                          |
| DIN EN 55016-1-4      | VDE 0876-16-1-4                     | 2013-05 | Anforderungen an Geräte und Einrichtungen sowie Festlegung der Verfahren zur Messung der hochfrequenten Störaussendung (Funkstörungen) und Störfestigkeit - Teil 1-4: Geräte und Einrichtungen zur Messung der hochfrequenten Störaussendung (Funkstörungen) und Störfestigkeit – Antennen und Messplätze für Messungen der gestrahlten Störaussendung - (CISPR 16-14:2010 + Cor.1:2010 + A1:2012); Deutsche Fassung EN 55016-1-4:2010 + A1:2012                        |
| DIN EN 55016-1-5      | VDE 0876-16-1-5                     | 2015-11 | Anforderungen an Geräte und Einrichtungen sowie Festlegung der Verfahren zur Messung der hochfrequenten Störaussendung (Funkstörungen) und Störfestigkeit - Teil 1-5: Geräte und Einrichtungen zur Messung der hochfrequenten Störaussendung (Funkstörungen) und Störfestigkeit – Messplätze für die Antennenkalibrierung und Referenz-Messplätze für den Frequenzbereich von 5 MHz bis 18 GHz - (CISPR 16-1-5:2014); Deutsche Fassung EN 55016-1-5:2015                |
| DIN EN 55016-1-6      | VDE 0876-16-1-6                     | 2015-11 | Anforderungen an Geräte und Einrichtungen sowie Festlegung der Verfahren zur Messung der hochfrequenten Störaussendung (Funkstörungen) und Störfestigkeit - Teil 1-6: Geräte und Einrichtungen zur Messung der hochfrequenten Störaussendung (Funkstörungen) und Störfestigkeit – Kalibrierung von Antennen für EMV-Messungen - (CISPR 16-1-6:2014); Deutsche Fassung EN 55016-1-6:2015                                                                                 |
| DIN EN 55016-4-2      | VDE 0876-16-4-2                     | 2014-11 | Anforderungen an Geräte und Einrichtungen sowie Festlegung der Verfahren zur Messung der hochfrequenten Störaussendung (Funkstörungen) und Störfestigkeit - Teil 4-2: Unsicherheiten, Statistik und Modelle zur Ableitung von Grenzwerten (Störmodell) – Messgeräte-Unsicherheit - (CISPR 16-4-2:2011 + A1:2014); Deutsche Fassung EN 55016-4-2:2011 + A1:2014 |
| DIN EN 50147-1        | VDE 0876-147-1                      | 1996-07 | Absorberräume - Schirmdämpfungsmessung - Deutsche Fassung EN 50147-1:1996 |
| DIN EN 55016-2-1      | VDE 0877-16-2-1                     | 2014-12 | Anforderungen an Geräte und Einrichtungen sowie Festlegung der Verfahren zur Messung der hochfrequenten Störaussendung (Funkstörungen) und Störfestigkeit - Teil 2-1: Verfahren zur Messung der hochfrequenten Störaussendung (Funkstörungen) und Störfestigkeit – Messung der leitungsgeführten Störaussendung - (CISPR 16-2-1:2014); Deutsche Fassung EN 55016-2-1:2014                                                                                               |
| DIN EN 55016-2-2      | VDE 0877-16-2-2                     | 2011-09 | Anforderungen an Geräte und Einrichtungen sowie Festlegung der Verfahren zur Messung der hochfrequenten Störaussendung (Funkstörungen) und Störfestigkeit - Teil 2-2: Verfahren zur Messung der hochfrequenten Störaussendung (Funkstörungen) und Störfestigkeit – Messung der Störleistung - (CISPR 16-2-2:2010); Deutsche Fassung EN 55016-2-2:2011 |
| DIN EN 55016-2-3      | VDE 0877-16-2-3                     | 2014-11 | Anforderungen an Geräte und Einrichtungen sowie Festlegung der Verfahren zur Messung der hochfrequenten Störaussendung (Funkstörungen) und Störfestigkeit - Teil 2-3: Verfahren zur Messung der hochfrequenten Störaussendung (Funkstörungen) und Störfestigkeit – Messung der gestrahlten Störaussendung - (CISPR 16-2-3:2010 + A1:2010 + A2:2014); Deutsche Fassung EN 55016-2-3:2010 + A1:2010 + AC:2013 + A2:2014                                                   |
| DIN EN 55016-2-4      | VDE 0877-16-2-4                     | 2005-09 | Anforderungen an Geräte und Einrichtungen sowie Festlegung der Verfahren zur Messung der hochfrequenten Störaussendung (Funkstörungen) und Störfestigkeit - Teil 2-4: Verfahren zur Messung der hochfrequenten Störaussendung (Funkstörungen) und Störfestigkeit - Messungen der Störfestigkeit - (IEC/CISPR 16-2-4:2003); Deutsche Fassung EN 55016-2-4:2004 |
| DIN VDE 0878-2        | VDE 0878-2                          | 1988-07 | Funk-Entstörung von Anlagen und Geräten der Fernmeldetechnik - Anlagen und Geräte in Fernmeldebetriebsräumem |
| DIN EN 55022          | VDE 0878-22                         | 2011-12 | Einrichtungen der Informationstechnik - Funkstöreigenschaften – Grenzwerte und Messverfahren - (CISPR 22:2008, modifiziert); Deutsche Fassung EN 55022:2010 |
| DIN EN 55024          | VDE 0878-24                         | 2016-05 | Einrichtungen der Informationstechnik - Störfestigkeitseigenschaften – Grenzwerte und Prüfverfahren - (CISPR 24:2010 + Cor.:2011 + A1:2015); Deutsche Fassung EN 55024:2010 + A1:2015 |
| DIN EN 55032          | VDE 0878-32                         | 2016-02 | Elektromagnetische Verträglichkeit von Multimediageräten und -einrichtungen - Anforderungen an die Störaussendung - (CISPR 32:2015); Deutsche Fassung EN 55032:2015 |
| DIN EN 50529-1        | VDE 0878-529-1                      | 2011-11 | EMV-Norm für Übertragungsnetze - Teil 1: Leitungsgebundene Übertragungsnetze, die Telekommunikationsleitungen nutzen; - Deutsche Fassung EN 50529-1:2010 |
| DIN EN 50529-2        | VDE 0878-529-2                      | 2011-11 | EMV-Norm für Übertragungsnetze - Teil 2: Leitungsgebundene Übertragungsnetze, die Koaxialkabel nutzen; - Deutsche Fassung EN 50529-2:2010 |
| DIN EN 50561-1        | VDE 0878-561-1                      | 2014-08 | Kommunikationsgeräte auf elektrischen Niederspannungsnetzen – Funkstöreigenschaften – Grenzwerte und Messverfahren - Teil 1: Geräte für die Verwendung im Heimbereich; - Deutsche Fassung EN 50561-1:2013 |
| DIN ETS 300 741       | VDE 0878-741                        | 2000-08 | Elektromagnetische Verträglichkeit und Funkspektrumangelegenheiten (ERM) - Elektromagnetische Verträglichkeit (EMV) von Weitverkehrsfunkrufeinrichtungen - (ETS 300 741:1998) |
| DIN EN 55012          | VDE 0879-1                          | 2010-04 | Fahrzeuge, Boote und von Verbrennungsmotoren angetriebene Geräte – Funkstöreigenschaften - Grenzwerte und Messverfahren zum Schutz von außerhalb befindlichen Empfängern - (IEC/CISPR 12:2007 + A1:2009); Deutsche Fassung EN 55012:2007 + A1:2009 |
| DIN EN 55025          | VDE 0879-2                          | 2009-03 | Fahrzeuge, Boote und von Verbrennungsmotoren angetriebene Geräte – Funkstöreigenschaften - Grenzwerte und Messverfahren für den Schutz von an Bord befindlichen Empfängern - (IEC/CISPR 25:2008); Deutsche Fassung EN 55025:2008 |
| DIN EN 50498          | VDE 0879-498                        | 2011-04 | Elektromagnetische Verträglichkeit (EMV) - Produktfamiliennorm für elektronische Geräte, die nachträglich in Fahrzeuge eingebaut werden; - Deutsche Fassung EN 50498:2010 |
| DIN VDE 0881          | VDE 0881                            | 1986-03 | Schaltdrähte und Schaltlitzen mit erweitertem Temperaturbereich für Fernmeldeanlagen und Informationsverarbeitungsanlagen |
| DIN EN 60747-5-1      | VDE 0884-1                          | 2003-01 | Einzel-Halbleiterbauelemente und integrierte Schaltungen - Optoelektronische Bauelemente - Allgemeines - (IEC 60747-5-1:1997 + A1:2001 + A2:2002); Deutsche Fassung EN 60747-5-1:2001 + A1:2002 + A2:2002 |
| DIN EN 60747-5-2      | VDE 0884-2                          | 2003-01 | Einzel-Halbleiterbauelemente und integrierte Schaltungen - Optoelektronische Bauelemente - Wesentliche Grenz- und Kennwerte - (IEC 60747-5-2:1997 + A1:2002); Deutsche Fassung EN 60747-5-2:2001 + A1:2002 |
| DIN EN 60747-5-3      | VDE 0884-3                          | 2003-01 | Einzel-Halbleiterbauelemente und integrierte Schaltungen - Optoelektronische Bauelemente - Messverfahren - (IEC 60747-53:1997 + A1:2002); Deutsche Fassung EN 60747-5-3:2001 + A1:2002 |
| DIN EN 60747-5-5      | VDE 0884-5                          | 2015-11 | Halbleiterbauelemente – Einzel-Halbleiterbauelemente - Teil 5-5: Optoelektronische Bauelemente – Optokoppler - (IEC 60747-55:2007 + A1:2013); Deutsche Fassung EN 60747-5-5:2011 + A1:2015 |
| DIN V VDE V 0884-10   | VDE V 0884-10                       | 2006-12 | Halbleiterbauelemente - Magnetische und kapazitive Koppler für sichere Trennung |
| DIN V VDE V 0884-10   | VDE V 0884-10 Berichtigung 1        | 2007-03 | Berichtigungen zu DIN V VDE V 0884-10 (VDE V 0884-10):2006-12 |
| DIN EN 62258-1        | VDE 0884-101                        | 2011-04 | Halbleiter-Chip-Erzeugnisse - Teil 1: Beschaffung und Anwendung - (IEC 62258-1:2009); Deutsche Fassung EN 62258-1:2010 |
| DIN EN 60749-26       | VDE 0884-749-26                     | 2014-09 | Halbleiterbauelemente – Mechanische und klimatische Prüfverfahren - Teil 26: Prüfung der Empfindlichkeit gegen elektrostatische Entladungen (ESD) – Human Body Model (HBM) - (IEC 60749-26:2013); Deutsche Fassung EN 60749-26:2014 |
| DIN EN 62496-1        | VDE 0885-101                        | 2009-10 | Optische Leiterplatten - Teil 1: Fachgrundspezifikation - (IEC 62496-1:2008); Deutsche Fassung EN 62496-1:2009 |
| DIN EN 61274-1        | VDE 0885-274-1                      | 2012-09 | Lichtwellenleiter – Verbindungselemente und passive Bauteile – Kupplungen für Lichtwellenleiter-Steckverbinder - Teil 1: Fachgrundspezifikation - (IEC 61274-1:2011); Deutsche Fassung EN 61274-1:2012 |
| DIN EN 61300-1        | VDE 0885-300-1                      | 2012-03 | Lichtwellenleiter – Verbindungselemente und passive Bauteile – Grundlegende Prüf- und Messverfahren - Teil 1: Allgemeines und Leitfaden - (IEC 61300-1:2011); Deutsche Fassung EN 61300-1:2011 |
| DIN EN 61300-2-14     | VDE 0885-300-2-14                   | 2013-07 | Lichtwellenleiter – Verbindungselemente und passive Bauteile – Grundlegende Prüf- und Messverfahren - Teil 2-14: Prüfungen – Hohe optische Leistung - (IEC 61300-2-14:2012); Deutsche Fassung EN 61300-2-14:2013 |
| DIN EN 61300-3-28     | VDE 0885-300-3-28                   | 2012-10 | Lichtwellenleiter – Verbindungselemente und passive Bauteile – Grundlegende Prüf- und Messverfahren - Teil 3-28: Untersuchungen und Messungen – Transiente Dämpfung - (IEC 61300-3-28:2012); Deutsche Fassung EN 61300-3-28:2012 |
| DIN EN 61300-3-39     | VDE 0885-300-3-39                   | 2012-10 | Lichtwellenleiter – Verbindungselemente und passive Bauteile – Grundlegende Prüf- und Messverfahren - Teil 3-39: Untersuchungen und Messungen – Auswahl des Referenzsteckverbinders für Lichtwellenleiter-Steckverbinder mit physikalischem Kontakt (PC) für Rückflussdämpfungsmessungen - (IEC 61300-3-39:2011); Deutsche Fassung EN 61300-3-39:2012 |
| DIN EN 61300-3-53     | VDE 0885-300-3-53                   | 2015-09 | Lichtwellenleiter – Verbindungselemente und passive Bauteile – Grundlegende Prüf- und Messverfahren - Teil 3-53: Untersuchungen und Messungen – Verfahren zur Messung des winkelabhängigen begrenzten Lichtstroms (EAF) basierend auf den zweidimensionalen Fernfelddaten einer Mehrmodenfaser - (IEC 61300-3-53:2015); Deutsche Fassung EN 61300-3-53:2015 |
| DIN EN 61314-1        | VDE 0885-314-1                      | 2012-09 | Lichtwellenleiter – Verbindungselemente und passive Bauteile – Lichtwellenleiteraufteiler - Teil 1: Fachgrundspezifikation - (IEC 61314-1:2011); Deutsche Fassung EN 61314-1:2012 |
| DIN EN 62077          | VDE 0885-500                        | 2010-12 | Lichtwellenleiter – Verbindungselemente und passive Bauteile - Lichtwellenleiterzirkulatoren – Fachgrundspezifikation - (IEC 62077:2010); Deutsche Fassung EN 62077:2010 |
| DIN EN 61202-1        | VDE 0885-550                        | 2010-05 | Lichtwellenleiter – Verbindungselemente und passive Bauteile – Lichtwellenleiter-Isolatoren - Teil 1: Fachgrundspezifikation - (IEC 61202-1:2009); Deutsche Fassung EN 61202-1:2009 |
| DIN EN 62074-1        | VDE 0885-600                        | 2014-09 | Lichtwellenleiter – Verbindungselemente und passive Bauteile – Lichtwellenleiter-WDM-Bauteile - Teil 1: Fachgrundspezifikation - (IEC 62074-1:2014); Deutsche Fassung EN 62074-1:2014 |
| DIN EN 61757-1        | VDE 0885-757-1                      | 2013-03 | LWL-Sensoren - Teil 1: Fachgrundspezifikation - (IEC 61757-1:2012); Deutsche Fassung EN 61757-1:2012 |
| DIN EN 61280-1-1      | VDE 0885-801-1                      | 2014-04 | Lichtwellenleiter-Kommunikationsuntersysteme – Grundlegende Prüfverfahren - Teil 1-1: Prüfverfahren für allgemeine Kommunikationsuntersysteme – Messung der Senderausgangsleistung für Einmoden-LWL-Kabel - (IEC 61280-1-1:2013); Deutsche Fassung EN 61280-1-1:2013 |
| DIN EN 61280-1-4      | VDE 0885-801-4                      | 2010-09 | Lichtwellenleiter-Kommunikationsuntersysteme – Grundlegende Prüfverfahren - Teil 1-4: Allgemeine Kommunikationsuntersysteme – Verfahren zur Messung des begrenzten Lichtstroms einer Strahlungsquelle - (IEC 61280-14:2009); Deutsche Fassung EN 61280-1-4:2010 |
| DIN EN 61280-2-2      | VDE 0885-802-2                      | 2013-06 | Prüfverfahren für Lichtwellenleiter-Kommunikationsuntersysteme - Teil 2-2: Digitale Systeme – Messung des optischen Augendiagramms, der Wellenform und des Extinktionsverhältnisses - (IEC 61280-2-2:2012); Deutsche Fassung EN 61280-22:2012 |
| DIN EN 61280-2-12     | VDE 0885-802-12                     | 2015-03 | Prüfverfahren für Lichtwellenleiter-Kommunikationssysteme - Teil 2-12: Digitale Systeme – Messungen von Augendiagrammenund des Q-Faktors mit einem Software-Triggerverfahren für die Qualitätsbewertung von Übertragungssignalen - (IEC 61280-212:2014); Deutsche Fassung EN 61280-2-12:2014 |
| DIN EN 61280-4-2      | VDE 0885-804-2                      | 2015-05 | Prüfverfahren für Lichtwellenleiter-Kommunikationsuntersysteme - Teil 4-2: Installierte Kabelanlagen – Einmoden-Dämpfungs- und optische Rückflussdämpfungsmessung - (IEC 61280-4-2:2014); Deutsche Fassung EN 61280-4-2:2014 |
| DIN EN 60869-1        | VDE 0885-869-1                      | 2013-11 | Lichtwellenleiter – Verbindungselemente und passive Bauteile – Passive Bauteile zur Leistungsbegrenzung - Teil 1: Fachgrundspezifikation - (IEC 60869-1:2012); Deutsche Fassung EN 60869-1:2013 |
| DIN EN 60874-1        | VDE 0885-874-1                      | 2012-10 | Lichtwellenleiter – Verbindungselemente und passive Bauteile – Steckverbinder für Lichtwellenleiter und Lichtwellenleiterkabel - Teil 1: Fachgrundspezifikation - (IEC 60874-1:2011); Deutsche Fassung EN 60874-1:2012 |
| DIN EN 60875-1        | VDE 0885-875-1                      | 2016-03 | Lichtwellenleiter – Verbindungselemente und passive Bauteile – Wellenlängenunabhängige Lichtwellenleiter-Verzweiger - Teil 1: Fachgrundspezifikation - (IEC 60875-1:2015); Deutsche Fassung EN 60875-1:2015 |
| DIN EN 60876-1        | VDE 0885-876-1                      | 2015-07 | Lichtwellenleiter – Verbindungselemente und passive Bauteile – Räumliche Umschalter für Lichtwellenleiter - Teil 1: Fachgrundspezifikation - (IEC 60876-1:2014); Deutsche Fassung EN 60876-1:2014 |
| DIN EN 61978-1        | VDE 0885-978-1                      | 2015-03 | Lichtwellenleiter – Verbindungselemente und passive Bauteile – Passive Lichtwellenleiter-Kompensatoren mit chromatischer Dispersion - Teil 1: Fachgrundspezifikation - (IEC 61978-1:2014); Deutsche Fassung EN 61978-1:2014 |
| DIN EN 62149-2        | VDE 0886-149-2                      | 2015-03 | Aktive Lichtwellenleiterbauelemente und -geräte – Betriebsverhalten - Teil 2: Oberflächenemittierende 850 nm-Laserbauelemente mit vertikalem Resonator - (IEC 62149-2:2014); Deutsche Fassung EN 62149-2:2014 |
| DIN EN 62149-3        | VDE 0886-149-3                      | 2015-03 | Aktive Lichtwellenleiterbauelemente und -geräte – Betriebsverhalten - Teil 3: Laserdiodensender mit integriertem Modulator für2,5-Gbit/s- bis 40-Gbit/s-Lichtwellenleiter-Übertragungssysteme - (IEC 62149-3:2014); Deutsche Fassung EN 62149-3:2014 |
| DIN EN 62149-5        | VDE 0886-149-5                      | 2011-06 | Aktive Lichtwellenleiterbauelemente und -geräte – Betriebsverhalten - Teil 5: ATM-PON-Sende- und Empfangsmodule mit Laserdiodentreiberschaltungen und Takt- und Datenrückgewinnungs-ICs - (IEC 62149-5:2009); Deutsche Fassung EN 621495:2011 |
| DIN EN 62149-7        | VDE 0886-149-7                      | 2013-02 | Aktive Lichtwellenleiterbauelemente und -geräte – Betriebsverhaltensnormen - Teil 7: 1 310 nm oberflächenemittierende Laser-Bauteile mit vertikalem Resonator - (IEC 62149-7:2012); Deutsche Fassung EN 62149-7:2012 |
| DIN EN 62149-8        | VDE 0886-149-8                      | 2014-11 | Aktive Lichtwellenleiterbauelemente und -geräte – Betriebsverhalten - Teil 8: Injizierte reflektierende optische Halbleiterverstärker - (IEC 62149-8:2014); Deutsche Fassung EN 62149-8:2014 |
| DIN EN 62149-9        | VDE 0886-149-9                      | 2015-01 | Aktive Lichtwellenleiterbauelemente und -geräte – Betriebsverhalten - Teil 9: Injizierte reflektierende optische Halbleiterverstärker-Sende- und Empfangsmodule - (IEC 62149-9:2014); Deutsche Fassung EN 62149-9:2014 |
| DIN EN 50117-1        | VDE 0887-1                          | 2014-06 | Koaxialkabel - Teil 1: Fachgrundspezifikation; - Deutsche Fassung EN 50117-1:2002 + A1:2006 + A2:2013 |
| DIN EN 50117-2-1      | VDE 0887-2-1                        | 2014-06 | Koaxialkabel - Teil 2-1: Rahmenspezifikation für Kabel für Kabelverteilanlagen – Hausinstallationskabel im Bereich von 5 MHz - 1 000 MHz; - Deutsche Fassung EN 50117-2-1:2005 + A1:2008 + A2:2013 |
| DIN EN 50117-2-2      | VDE 0887-2-2                        | 2014-06 | Koaxialkabel - Teil 2-2: Rahmenspezifikation für Kabel für Kabelverteilanlagen – Außenkabel im Bereich von 5 MHz - 1 000 MHz; - Deutsche Fassung EN 50117-2-2:2004 + A1:2008 + A2:2013 |
| DIN EN 50117-2-3      | VDE 0887-2-3                        | 2014-06 | Koaxialkabel - Teil 2-3: Rahmenspezifikation für Kabel für Kabelverteilanlagen – Verteiler und Linienkabel für Systeme im Bereich von 5 MHz - 1 000 MHz; - Deutsche Fassung EN 50117-2-3:2004 + A1:2008 + A2:2013 |
| DIN EN 50117-2-4      | VDE 0887-2-4                        | 2014-06 | Koaxialkabel - Teil 2-4: Rahmenspezifikation für Kabel für Kabelverteilanlagen – Hausinstallationskabel im Bereich von 5 MHz - 3 000 MHz; - Deutsche Fassung EN 50117-2-4:2004 + A1:2008 + A2:2013 |
| DIN EN 50117-2-5      | VDE 0887-2-5                        | 2014-06 | Koaxialkabel - Teil 2-5: Rahmenspezifikation für Kabel für Kabelverteilanlagen – Außenkabel im Bereich von 5 MHz - 3 000 MHz; - Deutsche Fassung EN 50117-2-5:2004 + A1:2008 + A2:2013 |
| DIN EN 50117-3-1      | VDE 0887-3-1                        | 2003-01 | Koaxialkabel - Rahmenspezifikation für Kabel für Anwendungen in der Telekommunikation - Miniaturkabel für digitale Kommunikationssysteme - Deutsche Fassung EN 50117-3-1: 2002 |
| DIN EN 50117-4-1      | VDE 0887-4-1                        | 2014-06 | Koaxialkabel - Teil 4-1: Rahmenspezifikation für Kabel für RuK-Verkabelung nach EN 50173 – Hausinstallationskabel im Bereich von 5 MHz bis 3 000 MHz; - Deutsche Fassung EN 50117-4-1:2008 + A1:2013 |
| DIN EN 50117-4-2      | VDE 0887-4-2                        | 2016-02 | Koaxialkabel - Teil 4-2: Rahmenspezifikation für CATV-Kabel bis zu 6 GHz für Kabelverteilanlagen; - Deutsche Fassung EN 50117-4-2:2015 |
| DIN CLC/TR 50117-8    | VDE 0887-8                          | 2016-03 | Koaxialkabel für Kabelverteilanlagen - Teil 8: Reparatur und Ersatz beschädigter Koaxialkabel; - Deutsche Fassung CLC/TR 50117-8:2013 |
| DIN EN 61196-10-1     | VDE 0887-10-1                       | 2015-06 | Koaxiale Kommunikationskabel - Teil 10-1: Vordruck für Bauartspezifikation für halb-starre Kabel mit Polytetrafluorethylen-(PTFE)Isolation - (IEC 61196-10-1:2014); Deutsche Fassung EN 61196-10-1:2014 |
| DIN EN 62037-1        | VDE 0887-37-1                       | 2013-01 | Passive HF- und Mikrowellenbauteile, Messung des Intermodulationspegels - Teil 1: Allgemeine Anforderungen und Messverfahren - (IEC 62037-1:2012); Deutsche Fassung EN 62037-1:2012 |
| DIN EN 62037-2        | VDE 0887-37-2                       | 2013-08 | Passive HF- und Mikrowellenbauteile, Messung des Intermodulationspegels - Teil 2: Messung der passiven Intermodulation in konfektionierten Koaxialkabeln - (IEC 62037-2:2012); Deutsche Fassung EN 62037-2:2013 |
| DIN EN 62037-3        | VDE 0887-37-3                       | 2013-04 | Passive HF- und Mikrowellenbauteile, Messung des Intermodulationspegels - Teil 3: Messung der passiven Intermodulation in koaxialen Steckverbindern - (IEC 62037-3:2012); Deutsche Fassung EN 62037-3:2012 |
| DIN EN 62037-4        | VDE 0887-37-4                       | 2013-04 | Passive HF- und Mikrowellenbauteile, Messung des Intermodulationspegels - Teil 4: Messung der passiven Intermodulation in koaxialen Kabeln - (IEC 62037-4:2012); Deutsche Fassung EN 62037-4:2012 |
| DIN EN 62037-5        | VDE 0887-37-5                       | 2013-10 | Passive HF- und Mikrowellenbauteile, Messung des Intermodulationspegels - Teil 5: Messung der passiven Intermodulation in Filtern - (IEC 62037-5:2013); Deutsche Fassung EN 62037-5:2013 |
| DIN EN 62037-6        | VDE 0887-37-6                       | 2013-10 | Passive HF- und Mikrowellenbauteile, Messung des Intermodulationspegels - Teil 6: Messung der passiven Intermodulation in Antennen - (IEC 62037-6:2013); Deutsche Fassung EN 62037-6:2013 |
| DIN EN 61726          | VDE 0887-726                        | 2016-06 | Konfektionierte Kabel, Kabel, Steckverbinder und passive Mikrowellenbauteile - Messung der Schirmdämpfung mit dem Strahlungskammerverfahren - (IEC 61726:2015); Deutsche Fassung EN 61726:2015 |
| DIN EN 60966-2-1      | VDE 0887-966-2-1                    | 2010-03 | Konfektionierte Koaxial- und Hochfrequenzkabel - Teil 2-1: Rahmenspezifikation für flexible konfektionierte Koaxialkabel - (IEC 60966-2-1:2008); Deutsche Fassung EN 60966-2-1:2009 |
| DIN EN 60966-2-3      | VDE 0887-966-2-3                    | 2010-03 | Konfektionierte Koaxial- und Hochfrequenzkabel - Teil 2-3: Bauartspezifikation für flexible konfektionierte Koaxialkabel – Frequenzbereich 0 MHz bis 1 000 MHz, Steckverbinder nach IEC 61169-8 - (IEC 60966-2-3:2009); Deutsche Fassung EN 609662-3:2009 |
| DIN EN 60966-2-4      | VDE 0887-966-2-4                    | 2010-03 | Konfektionierte Koaxial- und Hochfrequenzkabel - Teil 2-4: Bauartspezifikation für konfektionierte Kabel für Ton- und Fernsehrundfunkempfänger – Frequenzbereich 0 MHz bis 3 000 MHz, Steckverbinder nach IEC 61169-2 - (IEC 60966-2-4:2009); Deutsche Fassung EN 60966-2-4:2009 |
| DIN EN 60966-2-5      | VDE 0887-966-2-5                    | 2010-03 | Konfektionierte Koaxial- und Hochfrequenzkabel - Teil 2-5: Bauartspezifikation für konfektionierte Kabel für Ton- und Fernsehrundfunkempfänger – Frequenzbereich 0 MHz bis 1 000 MHz, Steckverbinder nach IEC 61169-2 - (IEC 60966-2-5:2009); Deutsche Fassung EN 60966-2-5:2009 |
| DIN EN 60966-2-6      | VDE 0887-966-2-6                    | 2010-03 | Konfektionierte Koaxial- und Hochfrequenzkabel - Teil 2-6: Bauartspezifikation für konfektionierte Kabel für Ton- und Fernsehrundfunkempfänger – Frequenzbereich 0 MHz bis 3 000 MHz, Steckverbinder nach IEC 61169-24 - (IEC 60966-26:2009); Deutsche Fassung EN 60966-2-6:2009 |
| DIN EN 60966-2-7      | VDE 0887-966-2-7                    | 2016-07 | Konfektionierte Koaxial- und Hochfrequenzkabel - Teil 2-7: Bauartspezifikation für konfektionierte Kabel für Ton- und Fernsehrundfunkempfänger – Frequenzbereich 0 MHz bis 3 000 MHz, Steckverbinder nach IEC 61169-47 - (IEC 60966-27:2015); Deutsche Fassung EN 60966-2-7:2016 |
| DIN EN 61169-1        | VDE 0887-969-1                      | 2014-05 | Hochfrequenz-Steckverbinder - Teil 1: Fachgrundspezifikation – Allgemeine Anforderungen und Messverfahren - (IEC 611691:2013); Deutsche Fassung EN 61169-1:2013 |
| DIN EN 61169-26       | VDE 0887-969-26                     | 2013-10 | Hochfrequenz-Steckverbinder - Teil 26: Rahmenspezifikation für koaxiale HF-Steckverbinder der TNCA-Serie - (IEC 6116926:2013); Deutsche Fassung EN 61169-26:2013 |
| DIN EN 61169-42       | VDE 0887-969-42                     | 2013-09 | Hochfrequenz-Steckverbinder - Teil 42: Rahmenspezifikation für koaxiale HF-Steckverbinder der CQN-Serie mit Schnellverriegelung - (IEC 61169-42:2013); Deutsche Fassung EN 61169-42:2013 |
| DIN EN 61169-43       | VDE 0887-969-43                     | 2014-01 | Hochfrequenz-Steckverbinder - Teil 43: Rahmenspezifikation für koaxiale HF-Steckverbinder der RBMA-Serie, blind steckbar - (IEC 61169-43:2013); Deutsche Fassung EN 61169-43:2013 |
| DIN EN 61169-45       | VDE 0887-969-45                     | 2015-02 | Hochfrequenz-Steckverbinder - Teil 45: Rahmenspezifikation für koaxiale HF-Steckverbinder der SQMA-Serie mit Schnellverriegelung - (IEC 61169-45:2014); Deutsche Fassung EN 61169-45:2014 |
| DIN EN 61169-47       | VDE 0887-969-47                     | 2016-02 | Hochfrequenzsteckverbinder - Teil 47: Rahmenspezifikation für koaxiale Hochfrequenzsteckverbinder mit Klemmkupplung, vorzugsweise für den Einsatz in 75-Ohm-Kabelnetzen (Typ F-Quick) - (IEC 61169-47:2015); Deutsche Fassung EN 6116947:2015 |
| DIN EN 61169-48       | VDE 0887-969-48                     | 2015-11 | Hochfrequenz-Steckverbinder - Teil 48: Rahmenspezifikation für koaxiale HF-Steckverbinder der BMP-Serie - (IEC 6116948:2014); Deutsche Fassung EN 61169-48:2015 |
| DIN EN 61169-49       | VDE 0887-969-49                     | 2015-04 | Hochfrequenz-Steckverbinder - Teil 49: Rahmenspezifikation für Hochfrequenz-Steckverbinder der Serie SMAA - (IEC 6116949:2014); Deutsche Fassung EN 61169-49:2014 |
| DIN EN 61169-50       | VDE 0887-969-50                     | 2015-11 | Hochfrequenz-Steckverbinder - Teil 50: Rahmenspezifikation für koaxiale HF-Steckverbinder mit 4,11 mm Innendurchmesser des Außenleiters und Schnellverriegelung – Wellenwiderstand 50 Ohm (Typ QMA) - (IEC 61169-50:2014); Deutsche Fassung EN 61169-50:2015 |
| DIN EN 61169-51       | VDE 0887-969-51                     | 2015-12 | Hochfrequenz-Steckverbinder - Teil 51: Rahmenspezifikation für koaxiale HF-Steckverbinder mit 13,5 mm Innendurchmesser des Außenleiters und Bajonettverschluss – Wellenwiderstand 50 Ohm (Typ QLI) - (IEC 61169-51:2015); Deutsche Fassung EN 6116951:2015 |
| DIN EN 61169-52       | VDE 0887-969-52                     | 2016-04 | Hochfrequenz-Steckverbinder - Teil 52: Rahmenspezifikation für koaxiale HF-Steckverbinder der Serie MMCX - (IEC 6116952:2015); Deutsche Fassung EN 61169-52:2015 |
|                       | VDE-AR-E 2888-1 Anwendungsregel     | 2012-08 | Leitfaden für die Instandsetzung von beschädigten Lichtwellenleiterkabeln in Kabelanlagen – Grundsätze |
| DIN EN 60794-5-10     | VDE 0888-5-10                       | 2015-01 | Lichtwellenleiterkabel - Teil 5-10: Familienspezifikation für Mikrorohr-Lichtwellenleiterkabel, Mikrorohre und geschützte Mikrorohre zur Installation durch Einblasen für die Anwendung im Freien - (IEC 60794-5-10:2014); Deutsche Fassung EN 60794-5-10:2014 |
| DIN EN 60794-2-11     | VDE 0888-10                         | 2012-12 | Lichtwellenleiterkabel - Teil 2-11: LWL-Innenkabel – Bauartspezifikation für Simplex- und Duplexkabel zur Innenverlegung für anwendungsneutrale Standortverkabelung - (IEC 60794-2-11:2012); Deutsche Fassung EN 60794-2-11:2012 |
| DIN EN 60794-2-21     | VDE 0888-11                         | 2012-12 | Lichtwellenleiterkabel - Teil 2-21: LWL-Innenkabel – Bauartspezifikation für Mehrfaserverteilerkabel zur Innenverlegung für anwendungsneutrale Standortverkabelung - (IEC 60794-2-21:2012); Deutsche Fassung EN 60794-2-21:2012 |
| DIN EN 60794-2-31     | VDE 0888-12                         | 2013-07 | Lichtwellenleiterkabel - Teil 2-31: LWL-Innenkabel - Bauartspezifikation für LWL-Bandkabel zur Innenverlegung für anwendungsneutraleStandortverkabelung - (IEC 60794-2-31:2012); Deutsche Fassung EN 60794-2-31:2013 |
| DIN EN 60794-3-12     | VDE 0888-13                         | 2013-12 | Lichtwellenleiterkabel - Teil 3-12: LWL-Außenkabel – Produktspezifikation für LWL-Fernmelde-Erd- und Röhrenkabel für anwendungsneutrale Standortverkabelung - (IEC 60794-3-12:2012); Deutsche Fassung EN 60794-3-12:2013 |
| DIN EN 60794-3-21     | VDE 0888-14                         | 2006-12 | Lichtwellenleiterkabel - Teil 3-21: LWL-Außenkabel - Bauartspezifikation für selbsttragende LWL-Fernmelde-Luftkabel für anwendungsneutrale Standortverkabelung - (IEC 60794-3-21:2005); Deutsche Fassung EN 60794-3-21:2006 |
| DIN EN 60794-1-1      | VDE 0888-100-1 Beiblatt 1           | 2014-04 | Lichtwellenleiterkabel - Teil 1-1: Fachgrundspezifikation – Allgemeines; Beiblatt 1: Kennzeichnung, Transport und Lagerung |
| DIN EN 60794-1-1      | VDE 0888-100-1                      | 2012-06 | Lichtwellenleiterkabel - Teil 1-1: Fachgrundspezifikation – Allgemeines - (IEC 60794-1-1:2011); Deutsche Fassung EN 60794-11:2011 |
| DIN EN 60794-1-2      | VDE 0888-100-2                      | 2014-07 | Lichtwellenleiterkabel - Teil 1-2: Fachgrundspezifikation – Kreuzverweistabelle für Prüfverfahren für Lichtwellenleiterkabel - (IEC 60794-1-2:2013); Deutsche Fassung EN 60794-1-2:2014 |
| DIN EN 60794-1-20     | VDE 0888-100-20                     | 2014-10 | Lichtwellenleiterkabel - Teil 1-20: Fachgrundspezifikation – Grundlegende Prüfverfahren für Lichtwellenleiterkabel – Grundlegendes und Definitionen - (IEC 60794-1-20:2014); Deutsche Fassung EN 60794-1-20:2014 |
| DIN EN 60794-1-22     | VDE 0888-100-22                     | 2013-01 | Lichtwellenleiterkabel - Teil 1-22: Fachgrundspezifikation – Grundlegende Prüfverfahren für Lichtwellenleiterkabel – Prüfverfahren zur Umweltprüfung - (IEC 60794-1-22:2012); Deutsche Fassung EN 60794-1-22:2012 |
| DIN EN 60794-1-23     | VDE 0888-100-23                     | 2013-04 | Lichtwellenleiterkabel - Teil 1-23: Fachgrundspezifikation – Grundlegende Prüfverfahren für Lichtwellenleiterkabel – Prüfverfahren für Kabelelemente - (IEC 60794-1-23:2012); Deutsche Fassung EN 60794-1-23:2012 |
| DIN EN 60794-1-24     | VDE 0888-100-24                     | 2015-03 | Lichtwellenleiterkabel - Teil 1-24: Fachgrundspezifikation – Grundlegende Prüfverfahren für Lichtwellenleiterkabel – Elektrische Prüfverfahren - (IEC 60794-1-24:2014); Deutsche Fassung EN 60794-1-24:2014 |
| DIN EN 60794-3        | VDE 0888-108                        | 2015-12 | Lichtwellenleiterkabel - Teil 3: LWL-Außenkabel – Rahmenspezifikation - (IEC 60794-3:2014); Deutsche Fassung EN 607943:2015 |
| DIN EN 60794-4        | VDE 0888-111-1                      | 2004-05 | Lichtwellenleiterkabel - Teil 4: Rahmenspezifikation - Lichtwellenleiter-Luftkabel auf Starkstrom-Freileitungen - (IEC 607944:2003); Deutsche Fassung EN 60794-4:2003 |
| DIN EN 60794-4-10     | VDE 0888-111-4                      | 2015-08 | Lichtwellenleiterkabel - Teil 4-10: Familienspezifikation – OPGW (Optical Ground Wires) Lichtwellenleiter-Erdseile auf Starkstromleitungen - (IEC 60794-4-10:2014); Deutsche Fassung EN 60794-4-10:2014 |
| DIN EN 60794-4-20     | VDE 0888-111-5                      | 2013-07 | Lichtwellenleiterkabel - Teil 4-20: Lichtwellenleiter-Luftkabel auf Starkstrom-Freileitungen – Familienspezifikation für ADSS-LWL-Kabel (dielektrische, selbsttragende LWL-Kabel) - (IEC 60794-4-20:2012); Deutsche Fassung EN 60794-4-20:2012 |
| DIN EN 187103         | VDE 0888-112                        | 2003-07 | Familienspezifikation - Lichtwellenleiterkabel zur Anwendung in Innenräumen - Deutsche Fassung EN 187103:2003 |
| DIN EN 187105         | VDE 0888-114                        | 2002-12 | Einmoden-Lichtwellenleiterkabel für Röhren- und direkte Erdverlegung - Deutsche Fassung EN 187105:2002 |
| DIN EN 60794-2        | VDE 0888-115                        | 2003-08 | Lichtwellenleiterkabel - Teil 2: Rahmenspezifikation - Innenkabel - (IEC 60794-2:2002); Deutsche Fassung EN 60794-2:2003 |
| DIN EN 60794-2-10     | VDE 0888-116                        | 2012-03 | Lichtwellenleiterkabel - Teil 2-10: LWL-Innenkabel – Familienspezifikation für Simplex- und Duplexkabel - (IEC 60794-2-10:2011); Deutsche Fassung EN 60794-2-10:2011 |
| DIN EN 60794-2-20     | VDE 0888-117                        | 2014-09 | Lichtwellenleiterkabel - Teil 2-20: LWL-Innenkabel – Familienspezifikation für Mehrfaser-Lichtwellenleiterkabel - (IEC 60794-220:2013); Deutsche Fassung EN 60794-2-20:2014 |
| DIN EN 60794-2-30     | VDE 0888-118                        | 2009-07 | Lichtwellenleiterkabel - Teil 2-30: Innenkabel – Familienspezifikation für Bandkabel - (IEC 60794-2-30:2008); Deutsche Fassung EN 60794-2-30:2008 |
| DIN EN 60794-2-40     | VDE 0888-119                        | 2008-12 | Lichtwellenleiterkabel - Teil 2-40: LWL-Innenkabel – Familienspezifikation für Kabel mit Fasern der Kategorie A4 - (IEC 60794-240:2008); Deutsche Fassung EN 60794-2-40:2008 |
| DIN EN 60794-2-50     | VDE 0888-120                        | 2009-02 | Lichtwellenleiterkabel - Teil 2-50: LWL-Innenkabel – Familienspezifikation für Simplex- und Duplexkabel für den Einsatz als konfektioniertes Kabel - (IEC 60794-2-50:2008); Deutsche Fassung EN 60794-2-50:2008 |
| DIN EN 60794-2-41     | VDE 0888-121                        | 2009-05 | Lichtwellenleiterkabel - Teil 2-41: Innenkabel – Produktspezifikation für ummantelte Simplex- und Duplexfasern der Kategorie A4 - (IEC 60794-2-41:2008); Deutsche Fassung EN 60794-2-41:2008 |
| DIN EN 60794-2-42     | VDE 0888-122                        | 2009-01 | Lichtwellenleiterkabel - Teil 2-42: LWL-Innenkabel – Produktspezifikation für Simplex- und Duplexkabel mit Fasern der Kategorie A4 - (IEC 60794-2-42:2008); Deutsche Fassung EN 60794-2-42:2008 |
| DIN EN 60794-2-51     | VDE 0888-123                        | 2015-06 | Lichtwellenleiterkabel - Teil 2-51: LWL-Innenkabel – Bauartspezifikation für Simplex- und Duplexkabel zur Verwendung in Kabeln für kontrollierte Umgebungsbedingungen - (IEC 60794-2-51:2014); Deutsche Fassung EN 60794-2-51:2014 |
| DIN EN 60793-1-1      | VDE 0888-200-1                      | 2009-04 | Lichtwellenleiter - Teil 1-1: Mess- und Prüfverfahren – Allgemeines und Leitfaden - (IEC 60793-1-1:2008); Deutsche Fassung EN 60793-1-1:2008 |
| DIN EN 60793-1-20     | VDE 0888-220                        | 2002-10 | Lichtwellenleiter - Messmethoden und Prüfverfahren - Fasergeometrie - (IEC 60793-1-20:2001); Deutsche Fassung EN 60793-120:2002 |
| DIN EN 60793-1-21     | VDE 0888-221                        | 2002-11 | Lichtwellenleiter - Messmethoden und Prüfverfahren - Beschichtungsgeometrie - (IEC 60793-1-21:2001); Deutsche Fassung EN 60793-1-21:2002 |
| DIN EN 60793-1-22     | VDE 0888-222                        | 2002-10 | Lichtwellenleiter - Messmethoden und Prüfverfahren - Längenmessung -(IEC 60793-1-22:2001); Deutsche Fassung EN 60793-122:2002 |
| DIN EN 60793-1-30     | VDE 0888-230                        | 2011-08 | Lichtwellenleiter - Teil 1-30: Messmethoden und Prüfverfahren – Nachweis von Fehlern in Fasern - (IEC 60793-1-30:2010); Deutsche Fassung EN 60793-1-30:2011 |
| DIN EN 60793-1-31     | VDE 0888-231                        | 2011-02 | Lichtwellenleiter - Teil 1-31: Messmethoden und Prüfverfahren – Zugfestigkeit - (IEC 60793-1-31:2010); Deutsche Fassung EN 60793-1-31:2010 |
| DIN EN 60793-1-32     | VDE 0888-232                        | 2011-06 | Lichtwellenleiter - Teil 1-32: Messmethoden und Prüfverfahren – Absetzbarkeit der Beschichtung - (IEC 60793-1-32:2010); Deutsche Fassung EN 60793-1-32:2010 |
| DIN EN 60793-1-33     | VDE 0888-233                        | 2002-10 | Lichtwellenleiter - Messmethoden und Prüfverfahren - Spannungskorrosionsempfindlichkeit - (IEC 60793-1-33:2001); Deutsche Fassung EN 60793-1-33:2002 |
| DIN EN 60793-1-34     | VDE 0888-234                        | 2007-01 | Lichtwellenleiter - Teil 1-34: Messmethoden und Prüfverfahren - Faserringeln - (IEC 60793-1-34:2006); Deutsche Fassung EN 60793-1-34:2006 |
| DIN EN 60793-1-40     | VDE 0888-240                        | 2004-08 | Lichtwellenleiter - Teil 1-40: Messmethoden und Prüfverfahren - Dämpfung - (IEC 60793-1-40:2001, modifiziert); Deutsche Fassung EN 60793-1-40:2003 |
| DIN EN 60793-1-41     | VDE 0888-241                        | 2011-06 | Lichtwellenleiter - Teil 1-41: Messmethoden und Prüfverfahren – Bandbreite - (IEC 60793-1-41:2010); Deutsche Fassung EN 60793-1-41:2010 |
| DIN EN 60793-1-42     | VDE 0888-242                        | 2013-10 | Lichtwellenleiter - Teil 1-42: Messmethoden und Prüfverfahren – Chromatische Dispersion - (IEC 60793-1-42:2013); Deutsche Fassung EN 60793-1-42:2013 |
| DIN EN 60793-1-43     | VDE 0888-243                        | 2015-12 | Lichtwellenleiter - Teil 1-43: Messmethoden und Prüfverfahren – Numerische Apertur - (IEC 60793-1-43:2015); Deutsche Fassung EN 60793-1-43:2015 |
| DIN EN 60793-1-44     | VDE 0888-244                        | 2012-02 | Lichtwellenleiter – Messmethoden und Prüfverfahren - Teil 1-44: Grenzwellenlänge - (IEC 60793-1-44:2011); Deutsche Fassung EN 60793-1-44:2011 |
| DIN EN 60793-1-45     | VDE 0888-245                        | 2004-07 | Lichtwellenleiter - Teil 1-45: Messmethoden und Prüfverfahren - Modenfelddurchmesser - (IEC 60793-1-45:2001 + Corrigendum 2002, modifiziert); Deutsche Fassung EN 60793-1-45:2003 |
| DIN EN 60793-1-46     | VDE 0888-246                        | 2002-09 | Lichtwellenleiter - Messmethoden und Prüfverfahren - Überwachung der optischen Übertragungsänderungen - (IEC 60793-146:2001); Deutsche Fassung EN 60793-1-46:2002 |
| DIN EN 60793-1-47     | VDE 0888-247                        | 2010-02 | Lichtwellenleiter - Teil 1-47: Messmethoden und Prüfverfahren – Makrobiegeverlust - (IEC 60793-1-47:2009); Deutsche Fassung EN 60793-1-47:2009 |
| DIN EN 60793-1-48     | VDE 0888-248                        | 2008-05 | Lichtwellenleiter - Teil 1-48: Messmethoden und Prüfverfahren – Polarisationsmodendispersion - (IEC 60793-1-48:2007); Deutsche Fassung EN 60793-1-48:2007 |
| DIN EN 60793-1-49     | VDE 0888-249                        | 2007-04 | Lichtwellenleiter - Teil 1-49: Messmethoden und Prüfverfahren - Gruppenlaufzeitdifferenz - (IEC 60793-1-49:2006); Deutsche Fassung EN 60793-1-49:2006 |
| DIN EN 60793-1-50     | VDE 0888-250                        | 2015-08 | Lichtwellenleiter - Teil 1-50: Messmethoden und Prüfverfahren – Feuchte Wärme (konstant) - (IEC 60793-1-50:2014); Deutsche Fassung EN 60793-1-50:2015 |
| DIN EN 60793-1-51     | VDE 0888-251                        | 2014-09 | Lichtwellenleiter - Teil 1-51: Messmethoden und Prüfverfahren – Trockene Wärme (konstant) - (IEC 60793-1-51:2014); Deutsche Fassung EN60793-1-51:2014 |
| DIN EN 60793-1-52     | VDE 0888-252                        | 2014-09 | Lichtwellenleiter - Teil 1-52: Messmethoden und Prüfverfahren – Temperaturwechsel - (IEC 60793-1-52:2014); Deutsche Fassung EN 60793-1-52:2014 |
| DIN EN 60793-1-53     | VDE 0888-253                        | 2014-09 | Lichtwellenleiter - Teil 1-53: Messmethoden und Prüfverfahren – Eintauchen in Wasser - (IEC 60793-1-53:2014); Deutsche Fassung EN 60793-1-53:2014 |
| DIN EN 60793-1-54     | VDE 0888-254                        | 2013-07 | Lichtwellenleiter - Teil 1-54: Messmethoden und Prüfverfahren – Radioaktive Strahlung - (IEC 60793-1-54:2012); Deutsche Fassung EN 60793-1-54:2013 |
| DIN EN 60793-2        | VDE 0888-300                        | 2012-08 | Lichtwellenleiter - Teil 2: Produktspezifikationen – Allgemeines - (IEC 60793-2:2011); Deutsche Fassung EN 60793-2:2012 |
| DIN EN 60794-3-10     | VDE 0888-310                        | 2015-12 | Lichtwellenleiterkabel - Teil 3-10: Außenkabel – Familienspezifikation für LWL-Fernmeldekabel für Röhren- und direkte Erdverlegung sowie Befestigung an Freileitungen oder Seilen - (IEC 60794-3-10:2015); Deutsche Fassung EN 60794-3-10:2015 |
| DIN EN 60794-3-11     | VDE 0888-311                        | 2011-04 | Lichtwellenleiterkabel - Teil 3-11: Außenkabel – Bauartspezifikation für Einmoden-LWL-Fernmeldeluftkabel für Röhren- und direkte Erdverlegung sowie Befestigung an Freileitungen oder Seilen - (IEC 60794-3-11:2010); Deutsche Fassung EN 60794-311:2010 |
| DIN EN 60794-3-20     | VDE 0888-320                        | 2009-11 | Lichtwellenleiter - Teil 3-20: Außenkabel – Familienspezifikation für selbsttragende LWL-Fernmelde-Luftkabel - (IEC 60794-320:2009); Deutsche Fassung EN 60794-3-20:2009 |
| DIN EN 60793-2-10     | VDE 0888-321                        | 2011-11 | Lichtwellenleiter - Teil 2-10: Produktspezifikationen – Rahmenspezifikation für Mehrmodenfasern der Kategorie A1 - (IEC 60793-210:2011); Deutsche Fassung EN 60793-2-10:2011 |
| DIN EN 60793-2-20     | VDE 0888-322                        | 2010-01 | Lichtwellenleiter - Teil 2-20: Produktspezifikationen – Rahmenspezifikation für Mehrmodenfasern der Kategorie A2 - (IEC 60793-220:2007); Deutsche Fassung EN 60793-2-20:2009 |
| DIN EN 60793-2-30     | VDE 0888-323                        | 2013-07 | Lichtwellenleiter - Teil 2-30: Produktspezifikationen – Rahmenspezifikation für Mehrmodenfasern der Kategorie A3 - (IEC 60793-230:2012); Deutsche Fassung EN 60793-2-30:2013 |
| DIN EN 60793-2-30     | VDE 0888-323 Berichtigung 1         | 2013-10 | Berichtigung zu DIN EN 60793-2-30 (VDE 0888-323):2013-07 |
| DIN EN 60793-2-40     | VDE 0888-324                        | 2011-08 | Lichtwellenleiter - Teil 2-40: Produktspezifikationen – Rahmenspezifikation für Mehrmodenfasern der Kategorie A4 - (IEC 60793-240:2009); Deutsche Fassung EN 60793-2-40:2011 |
| DIN EN 60793-2-50     | VDE 0888-325                        | 2013-11 | Lichtwellenleiter - Teil 2-50: Produktspezifikationen – Rahmenspezifikation für Einmodenfasern der Kategorie B - (IEC 60793-250:2012); Deutsche Fassung EN 60793-2-50:2013 |
| DIN EN 60793-2-60     | VDE 0888-326                        | 2008-12 | Lichtwellenleiter - Teil 2-60: Produktspezifikationen – Rahmenspezifikation für Einmodenfasern für interne Verbindungen der Kategorie C - (IEC 60793-2-60:2008); Deutsche Fassung EN 60793-2-60:2008 |
| DIN EN 60794-3-30     | VDE 0888-330                        | 2009-07 | Lichtwellenleiterkabel - Teil 3-30: Außenkabel – Familienspezifikation für LWL-Fernmeldekabel für die Durchquerung von Seen und Flüssen und für Küstenanwendungen - (IEC 60794-3-30:2008); Deutsche Fassung EN 60794-3-30:2008 |
| DIN EN 60794-3-40     | VDE 0888-340                        | 2009-08 | Lichtwellenleiterkabel - Teil 3-40: Außenkabel – Familienspezifikation für Kabel in Abwasserkanälen für die Verlegung durch Einblasen und/oder Einziehen in nicht zugänglichen Regenwasser- und Abwasserkanälen - (IEC 60794-3-40:2008); Deutsche Fassung EN 60794-3-40:2008 |
| DIN EN 60794-3-50     | VDE 0888-350                        | 2009-08 | Lichtwellenleiterkabel - Teil 3-50: Außenkabel – Familienspezifikation für Kabel in Gasleitungen und Schächten für die Verlegung durch Einblasen und/oder Einschieben/Einziehen in Gasleitungen - (IEC 60794-3-50:2008); Deutsche Fassung EN 60794-350:2008 |
| DIN EN 60794-3-60     | VDE 0888-360                        | 2009-08 | Lichtwellenleiterkabel - Teil 3-60: Außenkabel – Familienspezifikation für Kabel in Trinkwasserleitungen und Schächten für die Verlegung durch Einblasen und/oder Einschieben/Einziehen/Eingleiten in Trinkwasserleitungen - (IEC 60794-3-60:2008); Deutsche Fassung EN 60794-3-60:2008 |
| DIN EN 61280-4-1      | VDE 0888-410                        | 2010-07 | Prüfverfahren für Lichtwellenleiter-Kommunikationsuntersysteme - Teil 4-1: Lichtwellenleiter-Kabelanlagen – Mehrmoden-Dämpfungsmessungen - (IEC 61280-4-1:2009); Deutsche Fassung EN 61280-4-1:2009 |
| DIN EN 61280-1-3      | VDE 0888-410-13                     | 2011-02 | Lichtwellenleiter-Kommunikationsuntersysteme – Grundlegende Prüfverfahren - Teil 1-3: Prüfverfahren für allgemeine Kommunikationsuntersysteme – Messung von Mittelwellenlänge und Spektralbreite - (IEC 61280-1-3:2010); Deutsche Fassung EN 61280-1-3:2010 |
| DIN EN 60794-5        | VDE 0888-500                        | 2008-01 | Lichtwellenleiterkabel - Teil 5: Rahmenspezifikation – Mikrorohr-Verkabelung zur Installation durch Einblasen - (IEC 607945:2006); Deutsche Fassung EN 60794-5:2007 |
| DIN EN 50411-2-4      | VDE 0888-500-24                     | 2014-07 | LWL-Spleißkassetten und -Muffen für die Anwendung in LWL-Kommunikationssystemen – Produktnormen - Teil 2-4: LWL-Muffen Bauart 1 mit abgedichteter Haube für die Kategorien S und A; - Deutsche Fassung EN 50411-2-4:2012 |
| DIN EN 50411-6-1      | VDE 0888-500-61                     | 2012-03 | LWL-Spleißkassetten und -Muffen für die Anwendung in LWL-Kommunikationssystemen – Produktnormen - Teil 6-1: Ungeschützte Mikrorohre für die Kategorien S und A; - Deutsche Fassung EN 50411-6-1:2011 |
| DIN EN 60794-5-20     | VDE 0888-520                        | 2015-05 | Lichtwellenleiterkabel - Teil 5-20: Familienspezifikation für Mikrorohr-LWL-Einheiten, Mikrorohre und geschützte Mikrorohre zur Installation durch Einblasen für die Anwendung im Freien - (IEC 60794-5-20:2014); Deutsche Fassung EN 60794-5-20:2014 |
| DIN EN 61758-1        | VDE 0888-601                        | 2009-03 | Lichtwellenleiter – Verbindungselemente und passive Bauteile – Schnittstellennorm für Muffen - Teil 1: Allgemeines und Leitfaden - (IEC 61758-1:2008); Deutsche Fassung EN 61758-1:2008 |
| DIN EN 50411-2-2      | VDE 0888-611-2-2                    | 2012-11 | LWL-Spleißkassetten und -Muffen für die Anwendung in LWL-Kommunikationssystemen – Produktnorm - Teil 2-2: LWL-Muffen Bauart 1 mit abgedichteter Schale für die Kategorien S und A; - Deutsche Fassung EN 50411-2-2:2012 |
| DIN EN 50411-2-10     | VDE 0888-611-2-10                   | 2016-03 | LWL-Spleißkassetten und -Muffen für die Anwendung in LWL-Kommunikationssystemen – Produktnormen - Teil 2-10: Abgedichtete LWL-Muffen Typ 2 für die Kategorie G für optische FTTH-Verteilnetze; - Deutsche Fassung EN 50411-2-10:2015 |
| DIN EN 61073-1        | VDE 0888-731                        | 2009-11 | Lichtwellenleiter – Verbindungselemente und passive Bauteile – Mechanische Spleiße und Fusionsspleißschutze für optische Fasern und Kabel - Teil 1: Fachgrundspezifikation - (IEC 61073-1:2009); Deutsche Fassung EN 61073-1:2009 |
| DIN EN 62134-1        | VDE 0888-741                        | 2010-07 | Lichtwellenleiter – Verbindungselemente und passive Bauteile – Lichtwellenleitergarnituren - Teil 1: Fachgrundspezifikation - (IEC 62134-1:2009); Deutsche Fassung EN 62134-1:2009 |
| DIN VDE 0888-745      | VDE 0888-745                        | 2010-12 | Lichtwellenleiter – Verbindungselemente und passive Bauteile - Steckgesichter von Lichtwellenleiter-Steckverbindern – Steckverbinderfamilie der Bauart EM-RJ; - Text Deutsch und Englisch |
| DIN VDE 0891-1        | VDE 0891-1                          | 1990-05 | Verwendung von Kabeln und isolierten Leitungen für Fernmeldeanlagen und Informationsverarbeitungsanlagen - Allgemeine Bestimmungen |
| DIN VDE 0891-2        | VDE 0891-2                          | 1990-05 | Verwendung von Kabeln und isolierten Leitungen für Fernmeldeanlagen und Informationsverarbeitungsanlagen - Besondere Bestimmungen für Schaltdrähte und Schaltlitzen |
| DIN VDE 0891-3        | VDE 0891-3                          | 1990-05 | Verwendung von Kabeln und isolierten Leitungen für Fernmeldeanlagen und Informationsverarbeitungsanlagen - Besondere Bestimmungen für Schaltkabel |
| DIN 57891-4           | VDE 0891-4                          | 1981-12 | Verwendung von Kabeln und isolierten Leitungen für Fernmeldeanlagen und Informationsverarbeitungsanlagen - Besondere Richtlinie für Schnüre |
| DIN VDE 0891-5        | VDE 0891-5                          | 1985-11 | Verwendung von Kabeln und isolierten Leitungen für Fernmeldeanlagen und Informationsverarbeitungsanlagen - Besondere Richtlinie für Installationskabel und -leitungen |
| DIN VDE 0891-6        | VDE 0891-6                          | 1990-05 | Verwendung von Kabeln und isolierten Leitungen für Fernmeldeanlagen und Informationsverarbeitungsanlagen - Besondere Bestimmungen für Außenkabel |
| DIN 57891-7           | VDE 0891-7                          | 1984-03 | Verwendung von Kabeln und isolierten Leitungen für Fernmeldeanlagen und Informationsverarbeitungsanlagen - Besondere Richtlinien für Leitungen mit Litzenleitern für erhöhte mechanische Beanspruchung |
| DIN 57891-8           | VDE 0891-8                          | 1983-07 | Verwendung von Kabeln und isolierten Leitungen für Fernmeldeanlagen und Informationsverarbeitungsanlagen - Besondere Richtlinie für selbsttragende Fernmelde-Luftkabel auf Starkstrom-Freileitungen über 1 kV |
| DIN VDE 0891-9        | VDE 0891-9                          | 1990-05 | Verwendung von Kabeln und isolierten Leitungen für Fernmeldeanlagen und Informationsverarbeitungsanlagen - Besondere Bestimmungen für Schaltdrähte und Schaltlitzen mit erweitertem Temperaturbereich |
| DIN EN 62319-1        | VDE 0898-1                          | 2005-11 | Temperaturabhängige Widerstände aus Polymerwerkstoffen - Direkt geheizte temperaturabhängige Widerstände mit positivem Temperaturkoeffizienten - Teil 1: Fachgrundspezifikation - (IEC 62319-1:2005); Deutsche Fassung EN 62319-1:2005 |
| DIN EN 62319-1        | VDE 0898-1 Berichtigung 1           | 2009-07 | Berichtigung zu DIN EN 62319-1 (VDE 0898-1):2005-11 |
| DIN EN 62319-1-1      | VDE 0898-1-1                        | 2005-11 | Temperaturabhängige Widerstände aus Polymerwerkstoffen - Direkt geheizte temperaturabhängige Widerstände mit positivem Temperaturkoeffizienten - Teil 1-1: Vordruck für die Bauartspezifikation - Anwendung für die Strombegrenzung - (IEC 62319-11:2005); Deutsche Fassung EN 62319-1-1:2005 |
| DIN VDE V 0898-1-401  | VDE V 0898-1-401                    | 2016-03 | Thermistoren – Direkt geheizte temperaturabhängige Widerstände mit positivem Temperaturkoeffizienten - Teil 1-401: Bauartspezifikation – Anwendung als Messfühler – Kaltleiter der Bewertungsstufe EZ |